# Léonard de Vinci
Vous lisez un « article de qualité » labellisé en 2008.  Il fait partie d'un « thème de qualité ».
Pour les articles homonymes, voir Leonardo Vinci et Vinci.
Léonard de Vinci (italien : Leonardo di ser Piero da Vinci, dit Leonardo da Vinci), né le 14 avril 1452 du calendrier actuel — le 15 avril 1452, date de l'époque — à Vinci (Toscane) et mort le 2 mai 1519 à Amboise (Touraine), est un peintre polymathe toscan, simultanément artiste, organisateur de spectacles et de fêtes, scientifique, ingénieur, inventeur, anatomiste, sculpteur, peintre, architecte, urbaniste, botaniste, musicien, philosophe et écrivain.
Enfant naturel d'une paysanne, Caterina di Meo Lippi, et d'un notaire, Pierre de Vinci, il est élevé auprès de ses grands-parents paternels dans la maison familiale de Vinci jusqu’à l’âge de dix ans. À Florence, son père l'inscrit pour deux ans d’apprentissage dans une scuola d’abaco et ensuite à l'atelier d'Andrea del Verrocchio où il côtoie Botticelli, Le Pérugin et Domenico Ghirlandaio.
Il quitte l’atelier en 1482 et se présente principalement comme ingénieur au duc de Milan Ludovic Sforza. Introduit à la cour, il obtient quelques commandes de peinture et ouvre un atelier. Il étudie les mathématiques et le corps humain. Il rencontre également Gian Giacomo Caprotti, dit Salai, un enfant de dix ans, turbulent élève de son atelier, qu’il prend sous son aile.
En septembre 1499, Léonard part à Mantoue, à Venise et retourne à Florence. Il y repeint et s'adonne à l’architecture ainsi qu'à l'ingénierie militaire. Pendant un an, il confectionne des cartes géographiques pour César Borgia.
En 1503, la ville de Florence lui commande une fresque, mais il en est déchargé par le roi de France Louis XII qui l'appelle à Milan où, de 1506 à 1511, il est « peintre et ingénieur ordinaire » du souverain. Il rencontre Francesco Melzi, son élève, ami et exécuteur testamentaire. En 1504, son père meurt, mais il est exclu du testament. En 1507, il est usufruitier des terres de son oncle décédé.
En 1514, après une retraite à Vaprio d'Adda, Léonard travaille à Rome pour Julien de Médicis, frère de Léon X, et y délaisse la peinture pour les sciences et un projet d’assèchement des marais pontins. En 1516, François Ier l'invite en France au manoir du Cloux avec Francesco Melzi et Salai. Il y emmène notamment La Joconde probablement terminée sur place et qui a traversé les siècles comme une des œuvres picturales les plus célèbres au monde, si ce n'est la plus célèbre. Léonard meurt subitement au Clos Lucé en 1519. Son ami Francesco Melzi hérite de ses notes et de ses dessins. Salai hérite des peintures du maître et partage avec un serviteur les vignes que Léonard a reçues de Ludovic Sforza.
Léonard de Vinci fait partie des artistes de son époque dit « polymathes » : il maîtrise plusieurs disciplines comme la sculpture, le dessin, la musique et la peinture qu'il place au sommet des arts. Léonard se lance dans une minutieuse étude de la nature et de l'expression humaine : une image doit représenter la personne, mais aussi les intentions de son esprit. Il fournit sur ses tableaux un minutieux travail de retouches et de corrections à l'aide de techniques propres à la peinture à l'huile, d'où l'existence de tableaux inachevés et ses échecs dans la peinture de fresques. Ses études sont reprises dans les innombrables dessins de ses carnets : dessiner est, pour cet inlassable graphomane, un véritable moyen de réflexion. Il consigne ses observations, ses plans et ses caricatures qu'il utilise au besoin d'un travail d'ingénierie ou pour la confection d'un tableau.
Si Léonard de Vinci est surtout connu pour sa peinture, il se définit aussi comme ingénieur, architecte et scientifique. Les connaissances initialement utiles à la peinture deviennent pour lui une fin en soi. Ses centres d'intérêt sont très nombreux : optique, géologie, botanique, hydrodynamique, architecture, astronomie, acoustique, physiologie et anatomie.
Il n'a toutefois ni l'éducation ni les méthodes de recherche d'un scientifique. Pourtant, son absence de formation universitaire le libère de l'académisme de son temps : se revendiquant un « homme sans lettres », il prône la praxis et l'analogie. Cependant, avec l'aide de quelques hommes de science, il se lance dans la rédaction de traités scientifiques, plus didactiques et structurés et souvent accompagnés de dessins explicatifs. Sa recherche de l'automatisme s'oppose à la notion du travail en tant que ciment des relations sociales.
Léonard de Vinci est souvent décrit comme le symbole de l'esprit universel de la Renaissance, l’uomo universale ou un génie scientifique. Mais il semble que Léonard lui-même exalte son art afin de gagner la confiance de ses commanditaires et la liberté d'effectuer ses recherches. De plus, les biographes du XVIe siècle écrivent des récits fort dithyrambiques de la vie du maître alors principalement connu pour ses peintures. Seules la transcription du Codex Atlanticus et la découverte de plus de 6 000 feuillets de ses notes et traités à la fin du XVIIIe siècle mettent en valeur les recherches de Léonard. Les historiens des XIXe et XXe siècles perçoivent alors en lui une sorte de génie ou de prophète de l'ingénierie. Au XXIe siècle, cette image reste encore très présente dans l'imaginaire populaire. Pourtant les années 1980 voient des historiens remettre en cause l'originalité et la validité de la plupart des recherches du maître. Ceci étant, la grande qualité de son art graphique, tant scientifique que pictural, reste encore incontestée par les plus grands historiens ou critiques d'art et de nombreux livres, films, musées et expositions lui sont consacrés.

## Biographie

### Enfance

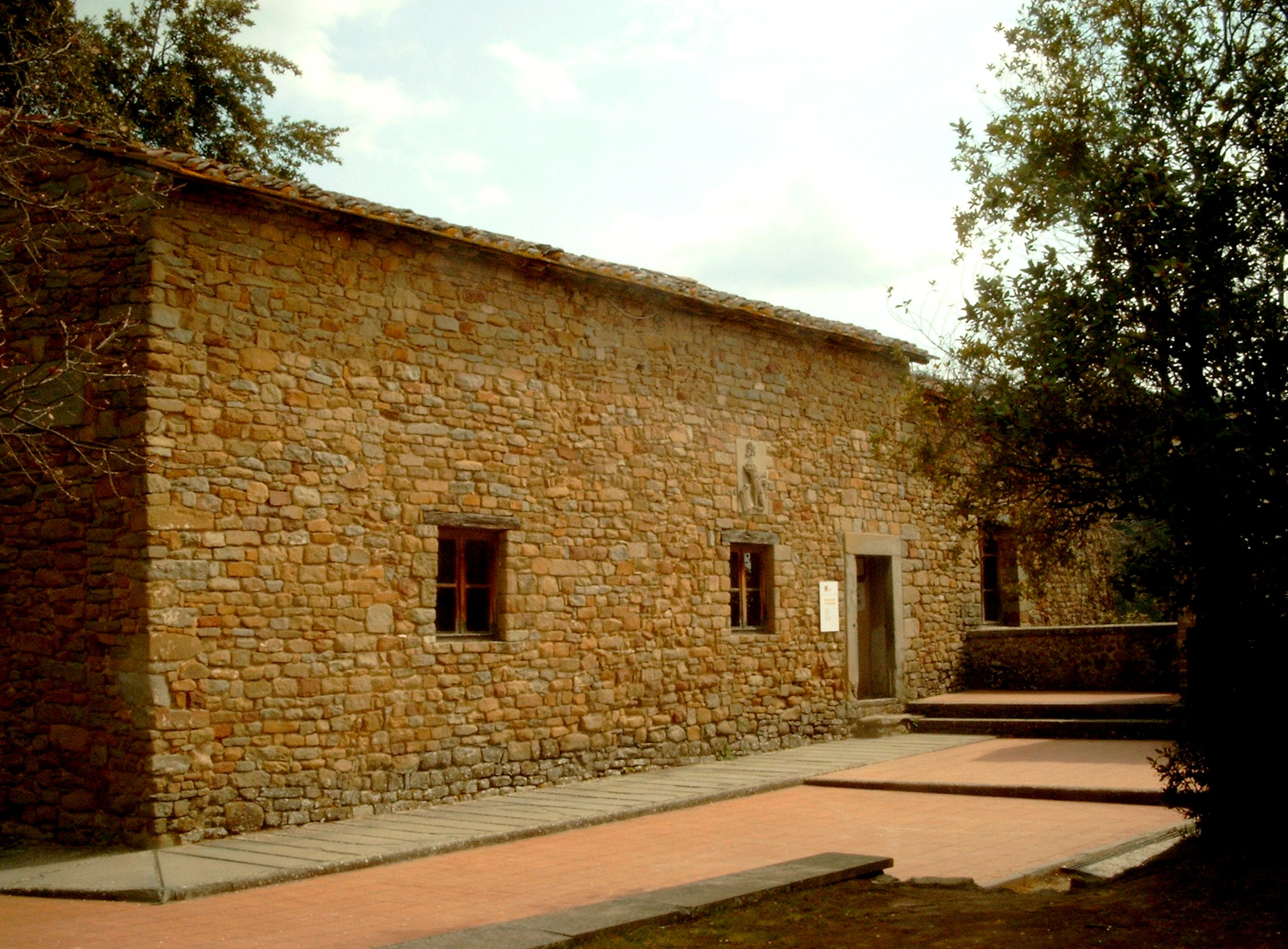
Maison natale présumée de Léonard de Vinci à Anchiano.

Léonard de Vinci est né dans la nuit du vendredi 14 avril 1452 entre neuf heures et dix heures et demie du soir,. La tradition établit cette naissance dans une petite maison de métayer du petit village toscan d’Anchiano, un hameau voisin de la ville de Vinci ; mais peut-être est-il né à Vinci même. L'enfant est le fruit d’une relation amoureuse illégitime entre Messer Piero Fruosino di Antonio da Vinci, notaire âgé de 25 ans et descendant d’une famille de notaires, et une jeune femme de 22 ans nommée Caterina di Meo Lippi,.
Ser Piero da Vinci est issu d'une famille de notaires depuis quatre générations au moins ; son grand-père devient même chancelier de la ville de Florence. Cependant, Antonio, père de ser Piero et grand-père de Léonard, se marie avec une fille de notaire et préfère se retirer à Vinci pour y mener une paisible vie de gentilhomme campagnard en profitant de rentes que lui rapportent les métairies qu'il possède dans la petite ville. Même si certains documents le nomment avec la particule Ser, il n'a officiellement pas droit à ce titre dans les documents officiels : tout semble prouver qu'il n'a pas de diplôme et qu'il n'a même jamais exercé de profession définie. Ser Piero, le fils d’Antonio et père de Léonard, reprend le flambeau de ses ascendants et trouve le succès à Pistoia puis à Pise pour s’installer, vers 1451, à Florence. Son bureau se trouve au palais du Podestat, le bâtiment des magistrats qui fait face au palazzo Vecchio, le siège du gouvernement, alors appelé Palazzo della Signoria. Des monastères, des ordres religieux, la communauté juive de la ville et même les Médicis font appel à ses services,.
Pourtant qualifiée de « fille de bonne famille » par le biographe Anonimo Gaddiano, la mère de Léonard, Caterina, serait selon la tradition fille de paysans pauvres et, donc, fort éloignée de la classe sociale de ser Piero. Depuis 2017, des recherches menées sur les documents communaux et paroissiaux ou sur les registres fiscaux tendent à l'identifier à Caterina di Meo Lippi, fille de petits cultivateurs, née en 1436 et orpheline à l’âge de 14 ans. Cependant, d'après les conclusions disputées d'une étude dactyloscopique de 2006, elle pourrait être une esclave venue du Moyen-Orient,. Selon Alessandro Vezzosi, directeur du Musée Leonardo da Vinci, il est établi que Piero était le propriétaire d'une esclave du Moyen-Orient appelée Caterina, qui a donné naissance à un garçon appelé Leonardo. Cette thèse d'une esclave venue du Moyen-Orient est soutenue par la reconstruction de l’empreinte de l'index gauche de Léonard à partir de quelque 200 empreintes digitales — la plupart fragmentaires — tirées d'environ 52 feuillets des notes de Léonard. En 2023, le professeur Carlo Vecce identifie la mère de Léonard, Caterina, comme étant probablement une esclave circassienne, vendue et revendue plusieurs fois à Constantinople puis à Venise. Finalement achetée par le père de Léonard, celui-ci l'affranchira après avoir eu un enfant d'elle,.

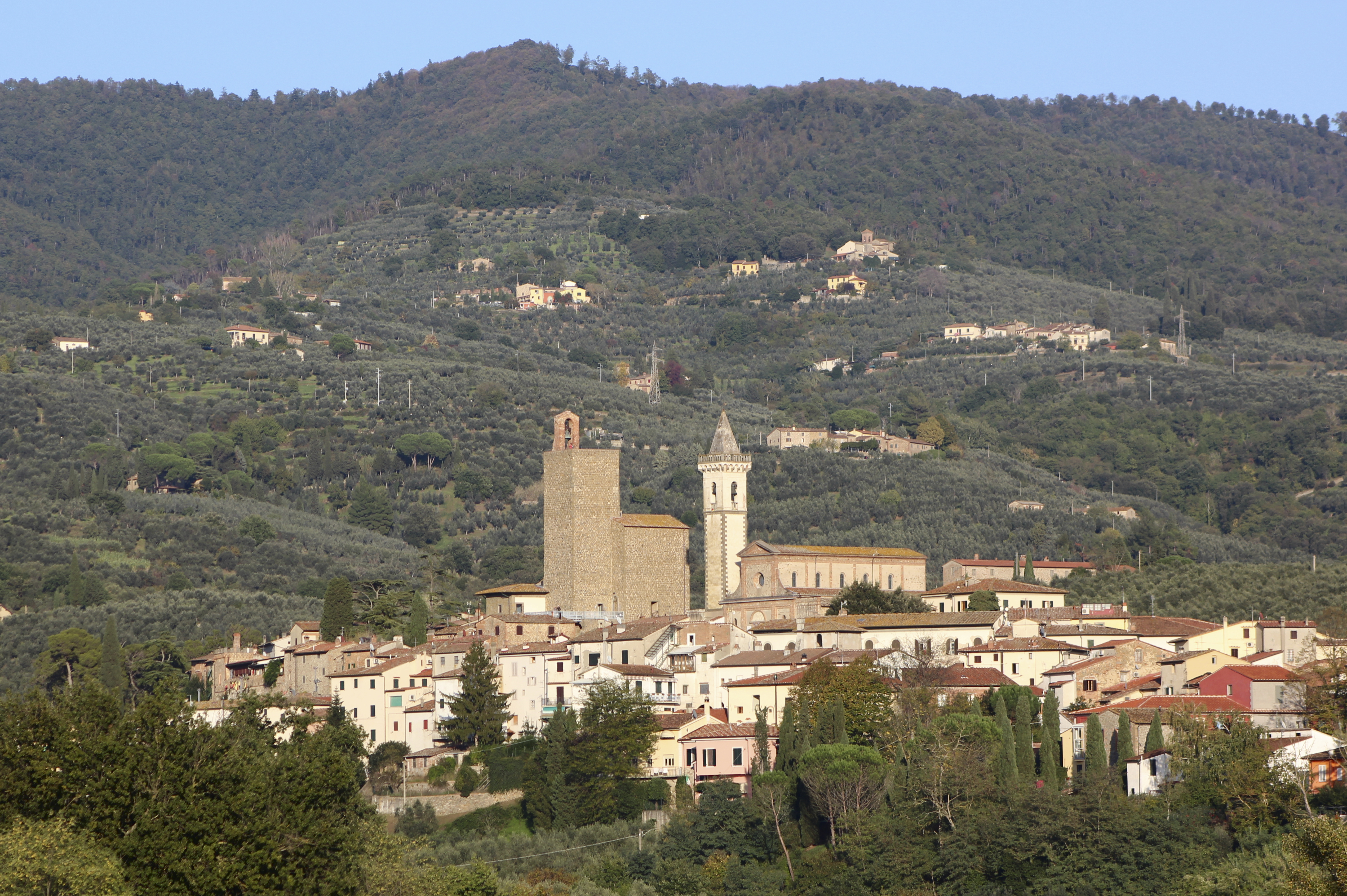
Village de Vinci et l'église dans laquelle Léonard a été baptisé.

Léonard semble être baptisé le dimanche suivant sa naissance. La cérémonie a lieu dans l'église de Vinci par le curé de la paroisse, en présence de notables de la ville et d'aristocrates importants des environs. Dix parrains — un nombre exceptionnel —, témoignent du baptême : ils habitent tous le village de Vinci et on compte notamment Piero di Malvolto, le parrain de ser Piero et propriétaire de la ferme natale de Léonard,. Le lendemain du baptême, ser Piero retourne à ses affaires à Florence. Ce faisant, il prend des dispositions pour que Caterina se marie rapidement avec un fermier et chaufournier local ami de la famille de Vinci, Antonio di Piero del Vaccha dit « Accattabriga (bagarreur) » : peut-être agit-il ainsi pour éviter les commérages pour avoir abandonné une mère et son enfant. Il semble que l'enfant soit resté auprès de sa mère le temps du sevrage — soit environ 18 mois —, puis ait été confié à son grand-père paternel chez qui il passe les 4 années suivantes en compagnie notamment de son oncle Francesco. Les familles maternelle et paternelle demeurent en bons termes : Accattabriga travaille dans un four loué par ser Piero et ils apparaissent régulièrement comme témoins dans des contrats et actes notariés les uns pour les autres,. De fait, les souvenirs d'enfance relatés par Léonard adulte permettent de comprendre qu'il se considère comme un enfant de l'amour. Il écrit ainsi à son propos : « Si le coït se fait avec grand amour et grand désir l'un de l'autre, alors l'enfant sera de grande intelligence et plein d'esprit, de vivacité et de grâce ».
À cinq ans, en 1457, Léonard rejoint la maison de sa famille paternelle à Vinci. Pourvue d'un petit jardin, la maison est cossue et se trouve au cœur de la ville, juste à côté des murailles du château. Ser Piero a épousé la jeune fille d'un riche cordonnier de Florence, âgée de 16 ans, Albiera degli Amadori, mais elle meurt très jeune en couches, en 1464. Ser Piero se marie quatre autres fois. Des deux derniers mariages naissent ses dix frères et deux sœurs légitimes. Léonard semble entretenir de bonnes relations avec ses belles-mères successives : ainsi, Albiera porte une affection particulière à l'enfant. De même, qualifie-t-il dans une note la dernière femme de son père, Lucrezia Guglielmo Cortigiani, de « chère et douce mère »,.

Blason de la famille da Vinci.

Léonard n'est pas élevé par ses parents : son père réside principalement à Florence et sa mère s’occupe des cinq autres enfants qu'elle a après son mariage. Ce sont plutôt son oncle Francesco de 15 ans son aîné et ses grands-parents paternels qui assurent son éducation. Ainsi, son grand-père Antonio, oisif passionné, lui donne le goût de l'observation de la nature, lui répétant constamment « Po l’occhio ! (« Ouvre l’œil ! ») ». De même, sa grand-mère Lucia di ser Piero di Zoso est très proche de lui : céramiste, elle est peut-être la personne qui l'initie aux arts. Par ailleurs, il reçoit une éducation assez libre avec les autres villageois de son âge dans laquelle il apprend notamment à lire et à écrire,.
Vers 1462, Léonard rejoint son père et Albiera à Florence. Bien que son père le considère dès sa naissance comme son fils à part entière, il ne légitime pas Léonard qui ne peut donc accéder au notariat,. De plus, appartenant à une catégorie sociale intermédiaire entre dotti et non dotti, il ne peut fréquenter une de ces écoles latines dans lesquelles est dispensé l'enseignement des lettres classiques et des humanités : elles restent réservées aux futurs membres des professions libérales et marchands de bonnes familles du début de la Renaissance. C'est donc à l'âge de dix ans qu'il entre dans une scuola d’abaco (une « école d'arithmétique ») destinée aux fils de commerçants et d'artisans, où il apprend des rudiments de lecture, d'écriture et surtout d'arithmétique. Le cursus normal y étant de deux ans, Léonard en sort vers 1464, l'année de ses douze ans — âge auquel il est envoyé en apprentissage dans l'atelier d'Andrea del Verrocchio. Son orthographe, qualifiée de « pur chaos » par l'historien des sciences Giorgio de Santillana, témoigne ainsi de ses lacunes. De même, il n'étudie ni le grec ni le latin qui, en tant que supports exclusifs à la science, sont pourtant essentiels à l'acquisition des connaissances théoriques scientifiques : il n'apprendra le latin — et encore, imparfaitement — qu'en autodidacte, et seulement à l'âge de 40 ans. Pour Léonard, avant tout libre penseur et adversaire de la pensée traditionnelle, cette éducation lacunaire restera par la suite un sujet sensible : face aux attaques du monde intellectuel, il se présentera volontiers comme un « homme sans lettres », disciple de l’expérience et de l’expérimentation.

### Formation à l’atelier de Verrocchio (1464-1482)

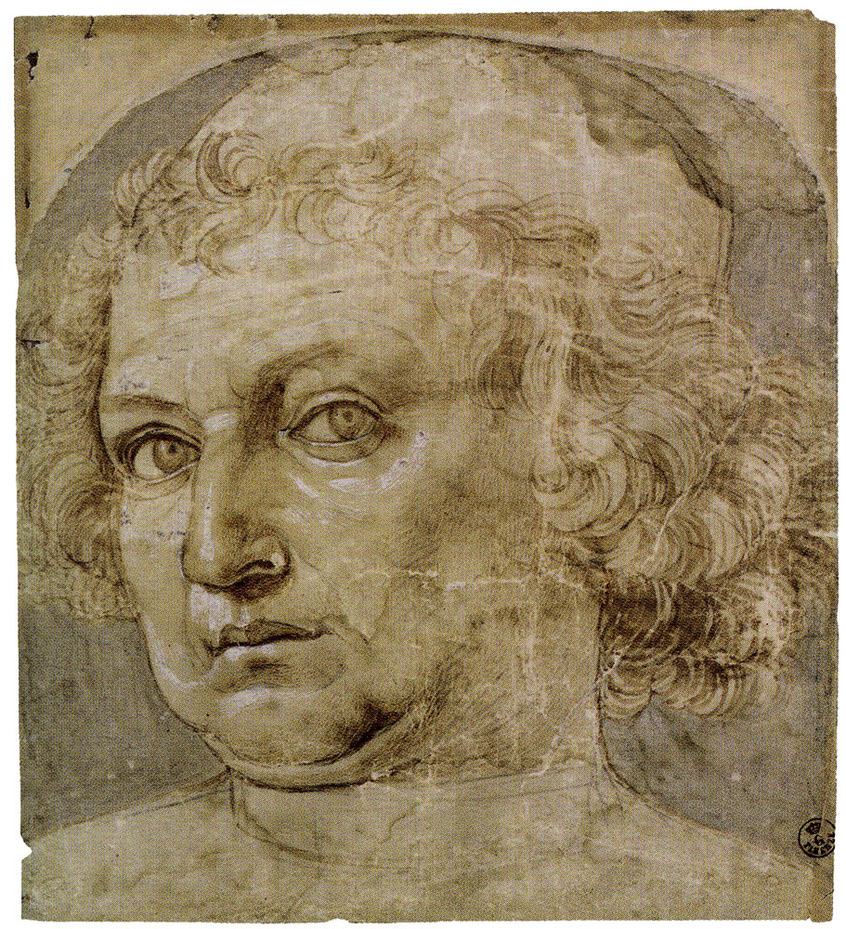
Andrea del Verrocchio au moment où Léonard est son élève. Andrea del Castagno, vers 1470, Florence, galerie des Offices, Cabinet des dessins et des estampes.

Vers 1464 — en 1465 au plus tard —, alors qu'il a une douzaine d'années, Léonard entre en apprentissage à Florence. Pressentant de fortes dispositions, son père le confie à l'atelier d'Andrea del Verrocchio. De fait, ser Piero da Vinci et le maître se connaissent déjà : le père de Léonard effectue plusieurs actes notariaux au bénéfice de Verrocchio ; de plus, les deux hommes travaillent non loin l'un de l'autre. Dans sa biographie de Léonard, Giorgio Vasari relate que « Piero prit quelques-uns de ses dessins et les apporta à Andrea del Verrocchio, qui était un bon ami, et lui demanda si le garçon gagnerait à étudier le dessin ». Verrocchio « s'étonna beaucoup des débuts particulièrement prometteurs » du garçon et l'accepte comme apprenti, non pour son amitié pour ser Piero mais pour son talent,.
Artiste renommé, Verrocchio est un polymathe : orfèvre et forgeron de formation, il est peintre, sculpteur et fondeur mais aussi architecte et ingénieur. Comme chez la plupart des maîtres italiens de son temps, son atelier est simultanément en charge de plusieurs commandes. Outre de riches marchands, son principal commanditaire est le riche mécène Laurent de Médicis : il crée ainsi principalement des peintures et des sculptures de bronze, comme L'Incrédulité de saint Thomas, une tombe pour Cosme de Médicis, des décorations de fêtes, et s'occupe de la conservation d’œuvre antiques pour les Médicis. En outre, dans cet atelier, on disserte de mathématiques, d'anatomie, d'antiquités, de musique et de philosophie,.

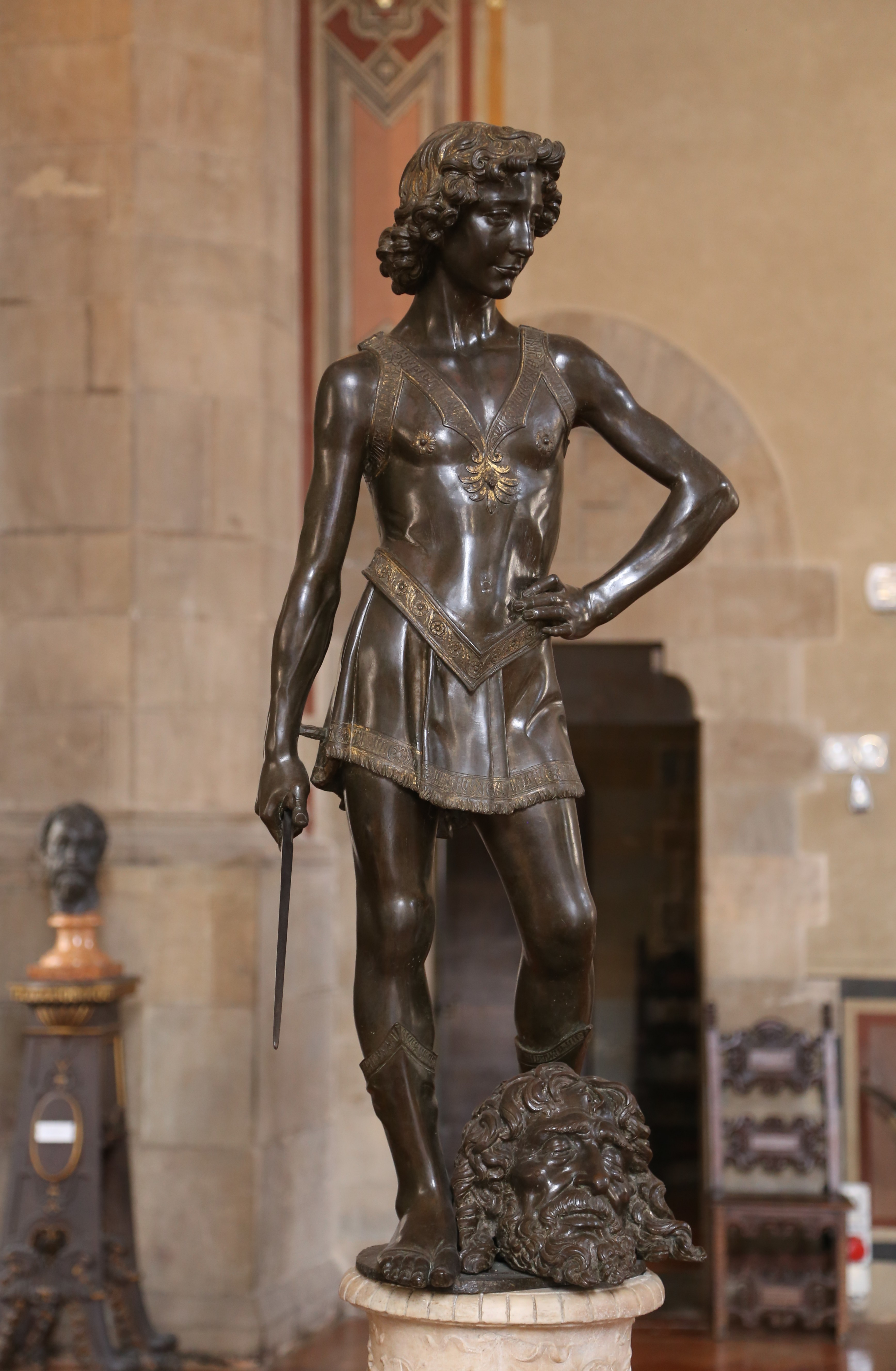
Le David de Verrocchio, une œuvre emblématique du maître pour laquelle Léonard est réputé avoir posé. 1472-1475, Florence, musée du Bargello, no inv.Bargello nn. 450, 45.

Signe de son activité, un inventaire des biens présents dans le lieu évoque pêle-mêle plusieurs tables et lits, un globe terrestre et des livres — recueils de poèmes classiques traduits de Pétrarque ou d'Ovide, ou littérature humoristique de Franco Sacchetti. Le rez-de-chaussée est réservé au magasin et ses ateliers ; l'étage supérieur permet de loger les artisans et apprentis qui y travaillent. Dans ce lieu réunissant maîtres et élèves, Léonard a pour condisciples Lorenzo di Credi, Sandro Botticelli, Le Pérugin et Domenico Ghirlandaio.
De fait, loin d'être un studio d'art raffiné, cette bottega est une boutique où se fabriquent et se vendent grand nombre d'objets d'art : les sculptures et peintures ne sont pour la plupart pas signées et sont le résultat d'un travail collectif. Son objectif premier est de produire des œuvres à vendre plutôt que de promouvoir le talent de l'un ou l'autre artiste. Verrocchio semble être un maître bon et humain, menant son atelier collégialement au point que de nombreux élèves, comme Léonard ou Botticelli, restent encore chez lui plusieurs années après leur apprentissage.
Comme tous les nouveaux arrivants dans l'atelier, Léonard occupe une place d'apprenti (italien : discepolo) et réalise les plus humbles tâches (nettoyer les pinceaux, préparer le matériel pour le maître, balayer les sols, broyer les pigments et veiller à la cuisson des vernis et des colles). Peu à peu, il est autorisé à reporter sur le panneau l’esquisse du maître. Puis il devient compagnon (italien : garzone) : il se voit confier du travail d'ornementation ou d'exécution d'éléments secondaires comme le décor ou le paysage. Selon ses capacités et ses progrès, il peut ensuite réaliser des parties entières de l’œuvre.

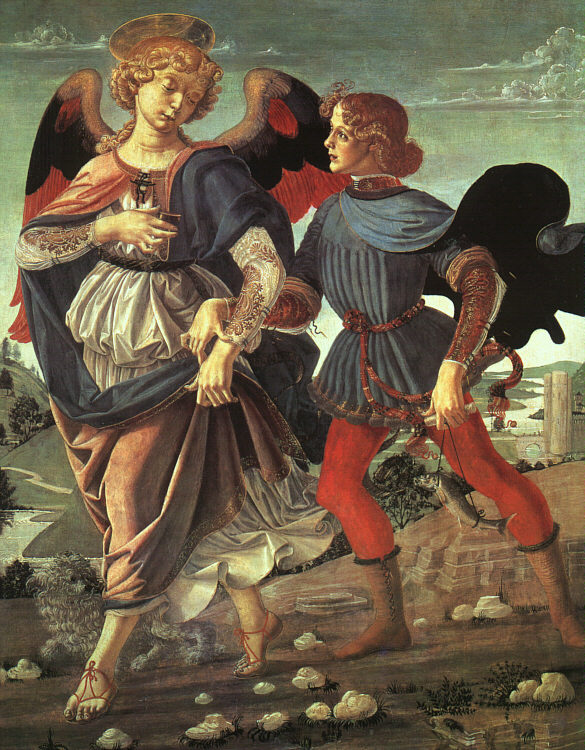
Andrea del Verrocchio, Tobie et l’Ange, entre 1470 et 1480, Londres, National Gallery, no inv. NG781.

Les commandes — la création de la sphère de cuivre du Dôme/de la coupole de santa Maria del Fiore de Florence commandée à Verrochio en 1468 et installée en mai 1472 par exemple — sont l'occasion d'acquérir des notions d'ingénierie et de machinerie, de mécanique, de métallurgie et de physique. Verrochio, d'après Vasari, aurait même initié le jeune homme à la musique. Léonard reçoit donc une formation multidisciplinaire qui réunit l’étude de l’anatomie superficielle, de la mécanique, des techniques de dessin, de la gravure et surtout l’étude des effets d’ombre et de lumière sur des matériaux comme les draperies,.
Il découvre l'antique technique du clair-obscur (italien : chiaroscuro) consistant à user des contrastes d’ombre et de lumière afin de provoquer l’illusion du relief et du volume aux dessins et aux peintures en deux dimensions. Pendant qu'il apprend la confection des couleurs, Léonard expérimente des mélanges de pigments à de fortes proportions de liquides transparents afin d'obtenir des couleurs translucides et d'ainsi étudier et modeler les dégradés de draperies, de visages, d'arbres et des paysages : c'est la technique du sfumato, qui donne au sujet des contours imprécis à l'aide d'un glacis ou d'une texture lisse et transparente.
Verrocchio demande également à son élève de compléter ses peintures et notamment le tableau Tobie et l’Ange, où il dessine la carpe que tient Tobie et le chien marchant derrière l'ange à gauche. Verrochio, plus versé dans l'art de la sculpture, est connu pour ses représentations d’animaux généralement considérées comme « quelconques » et « faibles ». Il n'est donc pas étonnant que le maître confie la réalisation des animaux à son élève Léonard dont le sens aigu de l'observation de la nature semble évident. Cependant, pour Vincent Delieuvin, cette collaboration semble possible, mais n'est pas irrécusable, car elle repose sur des arguments conventionnels : Verrocchio ou le jeune Pérugin sont tout aussi capables de dessiner des thèmes naturalistes de cette manière.
Léonard étudie également la perspective dans son aspect géométrique, à l'aide des écrits de Leon Battista Alberti, et dans son aspect lumineux à travers les effets de perspective aérienne,. Cette technique, applicable à la seule peinture à l'huile, lui permet également de façonner ses volumes et ses éclairages de manière plus fluide, et même de modifier ses peintures au gré de ses idées. C'est pour cela qu'il ne s'essaie pas à la fresque, trop fixe et immuable dès qu'elle est posée sur un mur ou un plafond. C'est probablement pour ce manque de compétences spécifiques qu'il ne sera pas invité à peindre les murs de la chapelle Sixtine à Rome entre 1481 et 1482 avec ses congénères Botticelli, Le Perugin ou Ghirlandaio,.

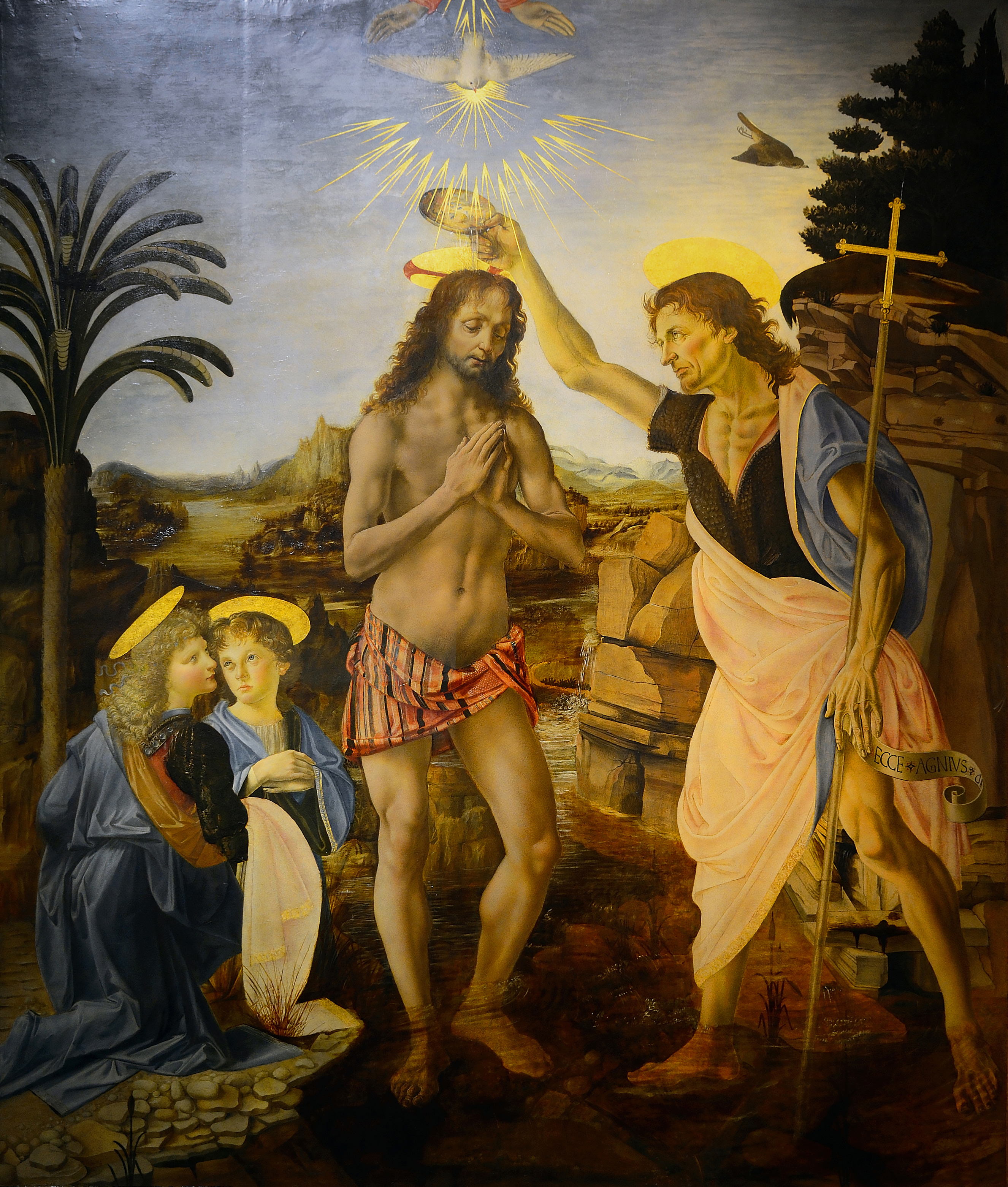
Andrea del Verrocchio, Le Baptême du Christ, 1470-1480, Florence, Musée des Offices.

En 1470, dans Le Baptême du Christ, Léonard peint l’ange à l’extrême gauche, et réalise partiellement d'autres éléments du tableau. Une analyse aux rayons X montre qu'une grande partie du décor, le corps du Christ et l'ange de gauche, sont faits de plusieurs couches de peinture à l'huile dont les pigments sont fortement dilués. D'après Giorgio Vasari, Léonard y réalise un personnage « tellement supérieur à toutes les autres figures, qu'Andrea, honteux d'être surpassé par un enfant, ne voulut plus jamais toucher à ses pinceaux », anecdote que confirme la recherche historique.
En 1472, à l'âge de vingt ans, Léonard achève son apprentissage et peut ainsi devenir maître. Il semble être en bons termes avec son père qui habite toujours à proximité de l’atelier avec sa deuxième épouse, mais toujours sans autre enfant. À l'occasion de cet achèvement, son nom apparaît avec ceux de Le Pérugin et Botticelli dans le Livre rouge des débiteurs et des créanciers de la Compagnie de Saint-Luc, c'est-à-dire dans le registre de la guilde des peintres de Florence, une sous guilde de celle des médecins,,. Malgré cela, il décide de rester à l'atelier de Verrocchio : en 1476, Léonard y est toujours mentionné. Il y réalise de nombreux décors, engins ou déguisements de spectacles et de fêtes commandés à l'atelier par Laurent de Médicis, dont un étendard destiné à Julien de Médicis pour une joute à Florence, ou un masque d'Alexandre le Grand pour Laurent de Médicis,.

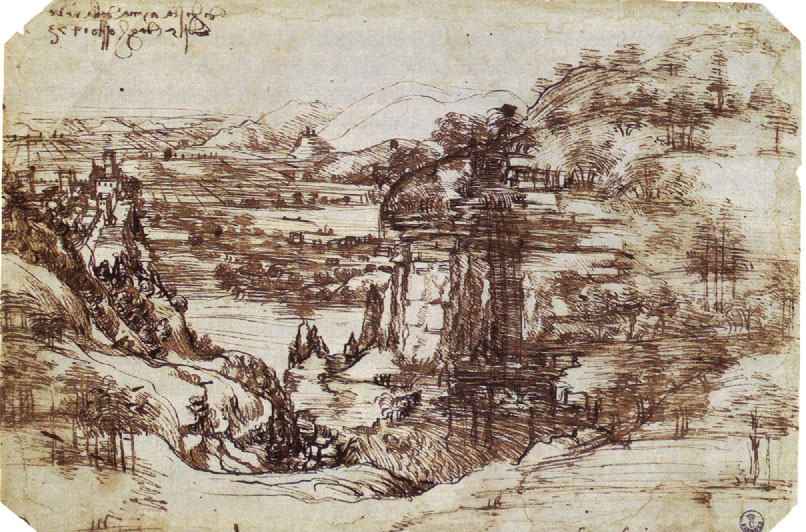
Le premier dessin connu de Léonard : Paysage de la vallée de l'Arno, 1473, Florence, Musée des Offices, no inv.
436E, 8P.

L'été de l'année 1473, il lui arrive de retourner à Vinci où il semble retrouver sa mère, le mari de celle-ci, Antonio, et les enfants du couple : « Le séjour chez Antonio me contente » écrit-il dans ses notes. Au dos du feuillet où il écrit ce passage, se trouve probablement le plus ancien dessin d’art connu de Léonard : daté du « Jour de Notre-Dame-des-Neiges, 5 août 1473 », il s'agit d'un panorama impressionniste, esquissé à la plume, où est visible un relief rocailleux et la vallée verdoyante de l’Arno, près de Vinci — mais il pourrait tout autant s'agit d'un paysage imaginaire. Outre la maîtrise des différents types de perspectives — notamment celle qu'il nomme plus tard « perspective aérienne » —, cette esquisse ne montre qu'un paysage, d'habitude placé en décoration : il est ici le thème principal de l'œuvre. En bon observateur, Léonard y dépeint la nature pour elle-même.
Les archives judiciaires de 1476 montrent qu'avec trois autres hommes, une dénonciation l'accuse de sodomie avec un prostitué Jacopo Saltarelli, pratique à l’époque illégale à Florence. Tous ont été acquittés des charges retenues, probablement grâce à l'intervention de Laurent de Médicis,. Cet incident sera pour nombre d'historiographes un indice attestant de l'homosexualité du peintre.
C'est également dans les années 1470 que quatre tableaux lui sont principalement attribués : une Annonciation, vers 1473-1475, deux Vierge à l'Enfant (La Madone à l'œillet, vers 1472-1478, et La Madone Benois, vers 1478-1480) et le portrait avant-gardiste d’une Florentine, Portrait de Ginevra de' Benci (vers 1478-1480) dans lesquels Léonard semble de mieux en mieux maîtriser la peinture à l'huile et la technique des pigments fortement dilués. En 1478, Léonard reçoit sa première commande pour un retable de la chapelle du Palazzo della Signoria. Les historiens n'en possèdent que les dessins préparatoires ; ils semblent avoir servi à la confection de l'Adoration des Mages, dont il reçoit la commande en 1481 et qu'il laisse également inachevée,.

### Les années milanaises (1482-1499)

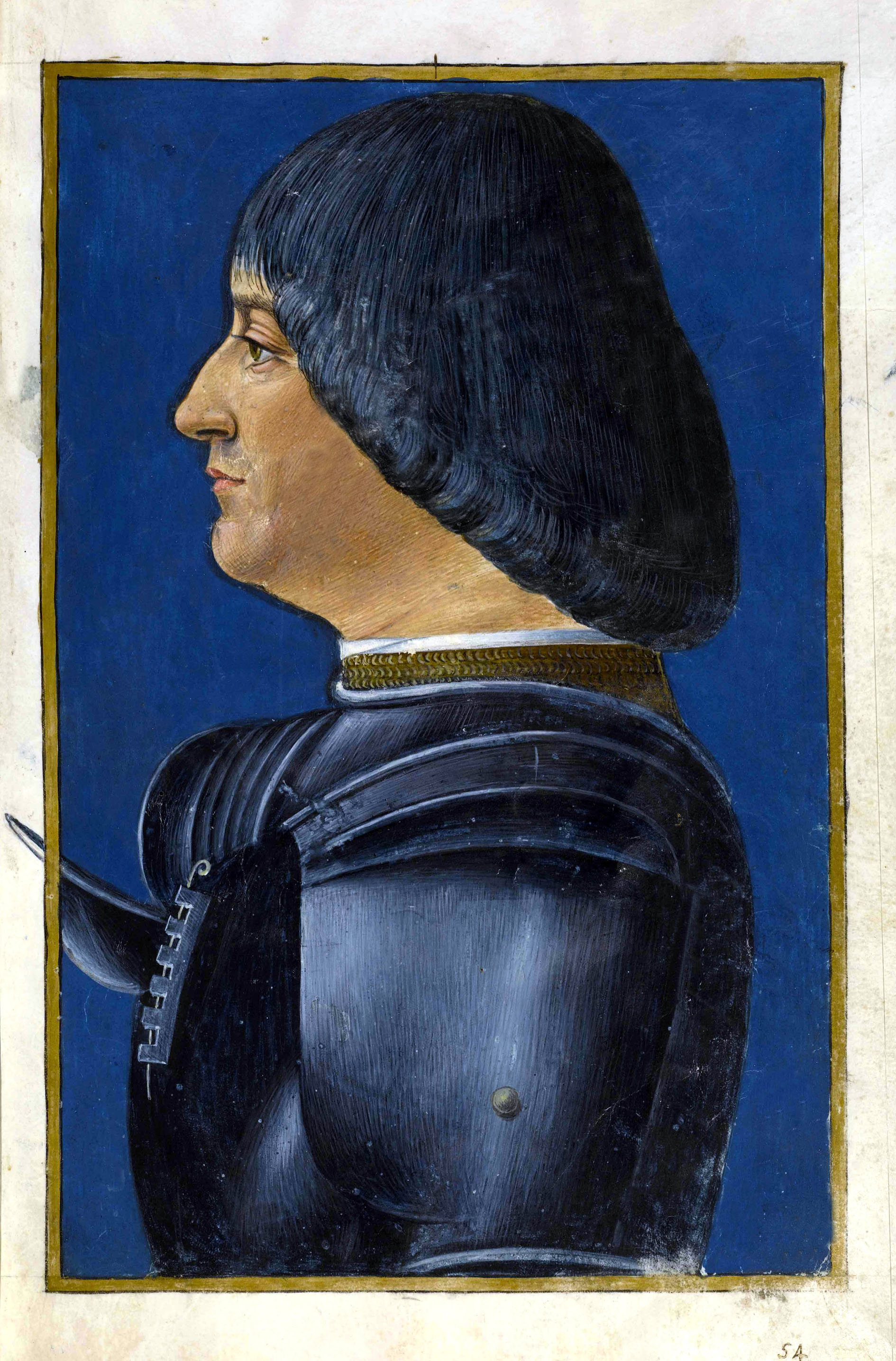
Ludovic Sforza, le protecteur de Léonard de Vinci à Milan. Giovanni Ambrogio de Predis, miniature issue d'une copie de la fin du XV de la Grammatica Latina d'Ælius Donatus, Château des Sforza, Biblioteca Trivulziana, no ref.2167.

En 1482, Léonard de Vinci a environ trente ans. Il quitte Laurent le magnifique et Florence pour rejoindre la cour de Milan. Il y restera 17 ans. Les raisons qui le poussent à ce départ ne sont pas connues et les historiens de l'art en sont réduits à émettre des hypothèses. Certainement trouve-t-il l'atmosphère autour de Ludovic Sforza plus propice à la création artistique, ce dernier voulant faire de la cité dont il vient de prendre la tête l'« Athènes de l'Italie ». Peut-être marque-t-il aussi son amertume pour ne pas avoir été sélectionné dans l'équipe de peintres florentins chargés de la création de décors à la chapelle Sixtine,. Qui plus est, Vasari et l'auteur de l'Anonimo Gaddiano assurent que le peintre est alors chargé par Laurent le magnifique d'offrir à son correspondant une lyre faite d'argent et en forme de crâne de cheval, à laquelle Léonard joue parfaitement,. Enfin, Léonard arrive avec l'espoir d'y déployer ses talents d'ingénieur, en témoigne un courrier qu'il fait écrire à son hôte et qui décrit diverses inventions dans le domaine militaire, et, incidemment, la possibilité de créer des œuvres architecturales, sculptées ou peintes.
Pourtant c'est plutôt sa qualité d'artiste qui est d'abord reconnue puisque la cour le qualifie d'« Apelle florentin », en référence au célèbre peintre grec de l'Antiquité. Ce titre lui laisse l'espoir de trouver une place et de toucher ainsi un salaire et au lieu d'être simplement payé à l'œuvre. Malgré cette reconnaissance, les commandes ne viennent pas car il n'est pas suffisamment installé à Milan et n'a pas encore les relations nécessaires.
Se produit alors la rencontre avec un peintre local, Giovanni Ambrogio de Predis, bien introduit à la cour, qui lui permet de se faire connaître de l'aristocratie milanaise. De Prédis offre à Léonard de l'héberger dans son atelier puis dans la demeure qu'il partage avec son frère Evangelista et dont l'adresse est « Paroisse de San Vincenzo in Pratot intus ». La relation est fructueuse puisqu'il reçoit, dès avril 1483 et conjointement avec les frères de Predis, commande d'un tableau par une confrérie locale ; il s'agit de La Vierge aux rochers, destiné à orner un retable pour la décoration d'une chapelle récemment construite au sein de l'église Saint-François-Majeur. Marque de reconnaissance de son statut, il est le seul des trois artistes à porter le titre de « maître » dans le contrat. Léonard établit ainsi, rapidement après son arrivée à Milan, son propre bottega au sein duquel évoluent des collaborateurs comme Ambrogio de Predis ou Giovanni Antonio Boltraffio, et des élèves comme Marco d'Oggiono, Francesco Napoletano puis, plus tard, Salai.

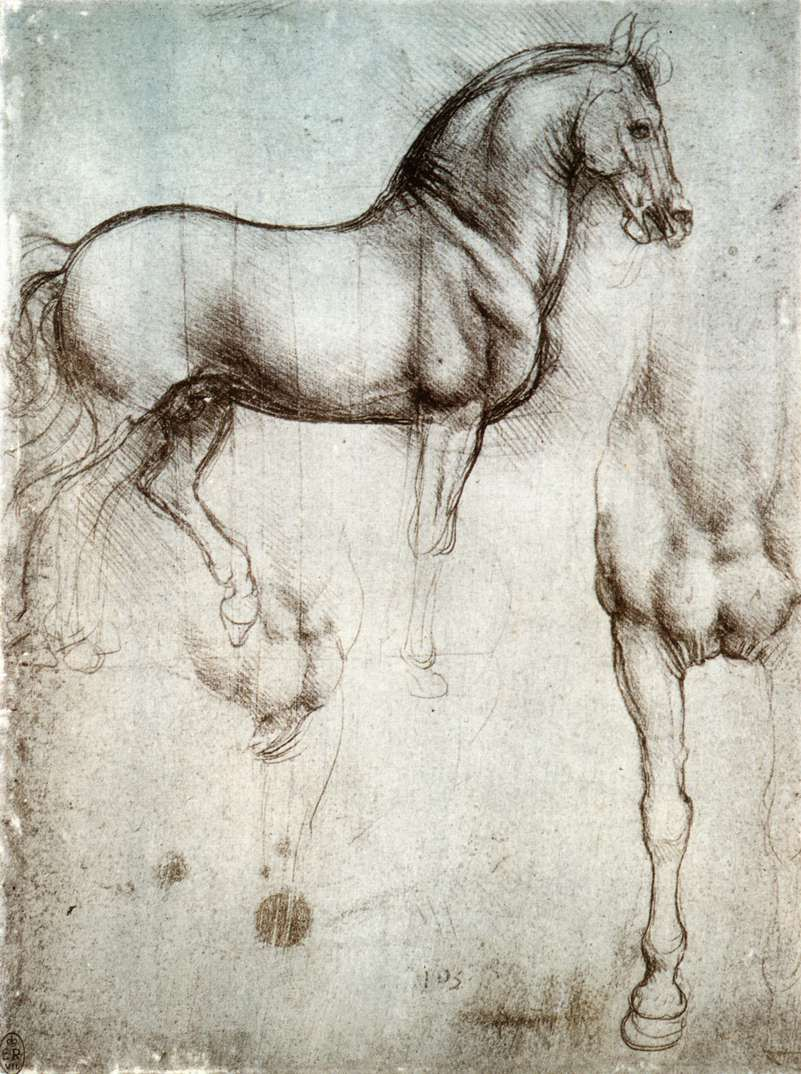
La réalisation, finalement inaboutie, d'une imposante statue équestre en l’honneur de Francesco Sforza entre 1489 et 1494 est pour Léonard un projet considérable. Étude de cheval pour le Monument Sforza, vers 1492-1493, Royal Collection - Windsor, no inv. RCIN 912321.

En 1490, il rencontre le grand polymathe siennois Francesco di Giorgio Martini à Milan à l'occasion de la consultation architecturale pour l'érection de la tour-lanterne du Dôme de Milan, commandée par Ludovic Sforza. Francesco di Giorgio Martini emmène alors avec lui Léonard à Pavie où il était appelé en consultation pour la cathédrale de la piazza del Duomo,.
De retour à Milan, Léonard doit certainement voir sa position s'améliorer certes lentement mais régulièrement. Il devient « ordonnateur de fêtes et spectacles » donnés au palais et invente des machines de théâtre qui connaissent du succès. Le sommet de ses réalisations, datant de 1496, est « un chef-d'œuvre de machinerie théâtrale [créée] pour Danae de Baldassare Taccone au palais de Giovan Francesco Sanseverino, où l'actrice principale se transforme en étoile ». Plus largement, son activité d'ingénieur est connue, mais il doit s'employer pour la faire reconnaître. L'épisode de peste à Milan de 1484-1485 est pour lui l'occasion de proposer des solutions au thème de la « ville nouvelle » qui émerge alors. En 1487, Léonard participe à un concours pour la construction de la tour-lanterne de la cathédrale de Milan et y présente une maquette courant 1488-1489. Son projet n'est pas retenu, mais il semblerait qu'une partie de ses idées aient été reprises par le vainqueur du concours, Francesco di Giorgio. Si bien que, dans les années 1490, il devient avec Bramante et Gian Giacomo Dolcebuono un ingénieur urbaniste et architectural de premier plan. De fait, les archives lombardes lui accolent volontiers le titre d'« ingeniarius ducalis », et c'est à ce titre qu'il est envoyé à Pavie.
Durant ce temps, Léonard se consacre à des études technico-scientifiques, qu'elles concernent l'anatomie, la mécanique (horloges et métiers à tisser) ou les mathématiques (arithmétique et géométrie), qu'il note scrupuleusement dans ses carnets, certainement en vue d'en tirer des traités systématiques. En 1489, il prépare l'écriture d'un livre sur l'anatomie humaine qui s'intitule De la figure humaine. Il y étudie les différentes proportions du corps humain, ce qui l'amène à produire l'Homme de Vitruve, qu'il dessine sur base des écrits de l'architecte et écrivain romain Vitruve. Cependant, même s'il se définit comme un « homme sans lettres », Léonard montre dans ses écrits colère et incompréhension devant le mépris dont il fait l'objet par les docteurs en raison de son absence de formation universitaire.

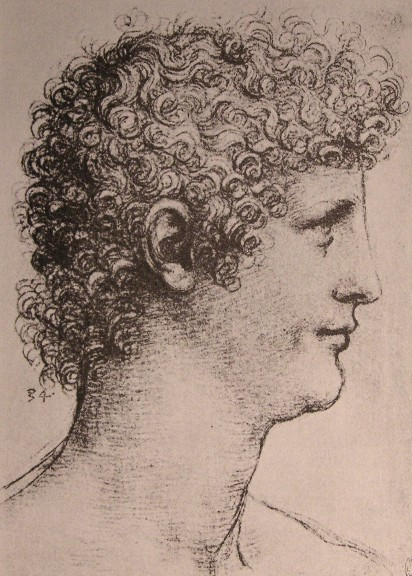
Salai, l'élève indiscipliné recueilli à 10 ans par Léonard, restera avec lui jusqu'à la fin. Léonard de Vinci, Portrait d'un jeune homme vu de profil, peut-être Salai, vers 1510, Royal Collection - Windsor, no inv. RCIN 912554r.

Entre 1489 à 1494, il s’occupe également de la réalisation d'une imposante statue équestre en l’honneur de Francesco Sforza, le père et prédécesseur de Ludovic. Il projette d'abord de faire un cheval en mouvement. Mais, devant les difficultés d'une telle réalisation, il est obligé de renoncer et revient à une solution plus classique, comme celle de Verrocchio. Seul un immense modèle en argile est réalisé le 20 avril 1493. Mais les 60 tonnes de bronze nécessaires pour la statue sont utilisées pour fondre des canons servant à la défense de la ville contre l’invasion du roi français Charles VIII. Le modèle en argile est toutefois exposé au palais des Sforza et sa confection contribue considérablement à la notoriété de Léonard auprès de la cour de Milan. Cela lui vaut d'être nommé pour réaliser plusieurs travaux au palais, dont un système de chauffage et plusieurs portraits. C'est pendant cette période qu'il peint le portrait de Cecilia Gallerani dit La Dame à l'hermine (1490), un Portrait d'une dame milanaise (connu sous le nom de La Belle Ferronnière), une Femme de profil (certainement avec Ambrogio de Predis) et peut-être la Madone Litta— dont l'exécution finale sur panneau est attribuée à Giovanni Antonio Boltraffio  ou à Marco d'Oggiono. C'est probablement la Dame à l'hermine qui est décisif dans l'engagement de Léonard comme artiste de la cour. Parmi les commandes se trouve la célèbre fresque La Cène exécutée dans le réfectoire du cloître Santa Maria delle Grazie. Le cheval d'argile, quant à lui, est utilisé comme cible d’entraînement et détruit par les mercenaires français de Louis XII venus envahir Milan en 1499.
Le 22 juillet 1490, dans une note écrite dans un carnet consacré à l'étude de la lumière qui lui tient lieu de journal de bord, Léonard indique recueillir dans son atelier un jeune enfant de dix ans, Gian Giacomo Caprotti, en échange d'une somme de quelques florins donnée à son père. Rapidement, l'enfant accumule les méfaits. Ainsi Léonard note-t-il à son propos : « Voleur, menteur, têtu, glouton » ; dès lors l'enfant gagne le surnom de Salai, issu de la contraction de l'italien Sala[d]ino signifiant « petit diable ». Pour autant, le maître lui voue une grande affection et n'imagine pas s'en séparer. Dès lors, les historiens se questionnent sur l'exacte relation existant entre le quadragénaire et cet enfant puis adolescent au visage si parfait, et beaucoup dès le XVIe siècle y voient une confirmation de son homosexualité — et à tout le moins, de son goût pour les mauvais garçons,. Malgré ses piètres qualités artistiques, Salai est intégré à l'atelier du peintre.
En 1493, Léonard a quarante ans. Il note dans ses documents d’imposition prendre à sa charge, chez lui, une femme nommée Caterina. Il le confirme dans un carnet : « Le 16 juillet/Caterina est venue le 16 juillet 1493 » (Codex Forster, III 88 r.). Cependant, les historiens sont en désaccord sur l'identité de celle-ci : s'agirait-il de la mère du peintre, qui aurait alors 58 ans, ou d'une simple servante ? Rien ne vient confirmer ou infirmer l'une ou l'autre hypothèse. Quoi qu'il en soit, en 1490, date de sa dernière trace officielle, elle est certainement veuve et semble ne plus entretenir de relations avec ses deux filles survivantes, et son fils légitime est probablement tué cette même année par un tir d’arbalète. De plus, cette même Caterina meurt en 1495 ou 1496 et la liste détaillée de dépenses funéraires que Léonard établit pour cette femme semble bien trop onéreuse pour laisser penser qu'il s'agit-là d'une simple servante, récemment à son service de surcroît,.
Les années 1490, enfin, sont une période durant laquelle quelques documents parcellaires suggèrent un conflit opposant Léonard et Ambrogio de Predis à la confrérie ayant commandé La Vierge aux rochers pour l'église Saint-François-Majeur : les peintres se plaignent de ne pas être justement rémunérés et les commanditaires de ne pas avoir reçu l'objet de leur commande pourtant prévue pour décembre 1484 au plus tard,. Cette situation conduit les artistes à vendre le tableau à un acheteur plus offrant : sans doute Ludovico Sforza lui-même qui offre le tableau à l'empereur Maximilien ou au roi de France. En tout état de cause, une seconde version du tableau (aujourd'hui exposée au National Gallery de Londres) est peinte entre 1495 et 1508 et décore au XVIe siècle le retable d'une des chapelles de l'église Saint-François-Majeur.

##### Architecture

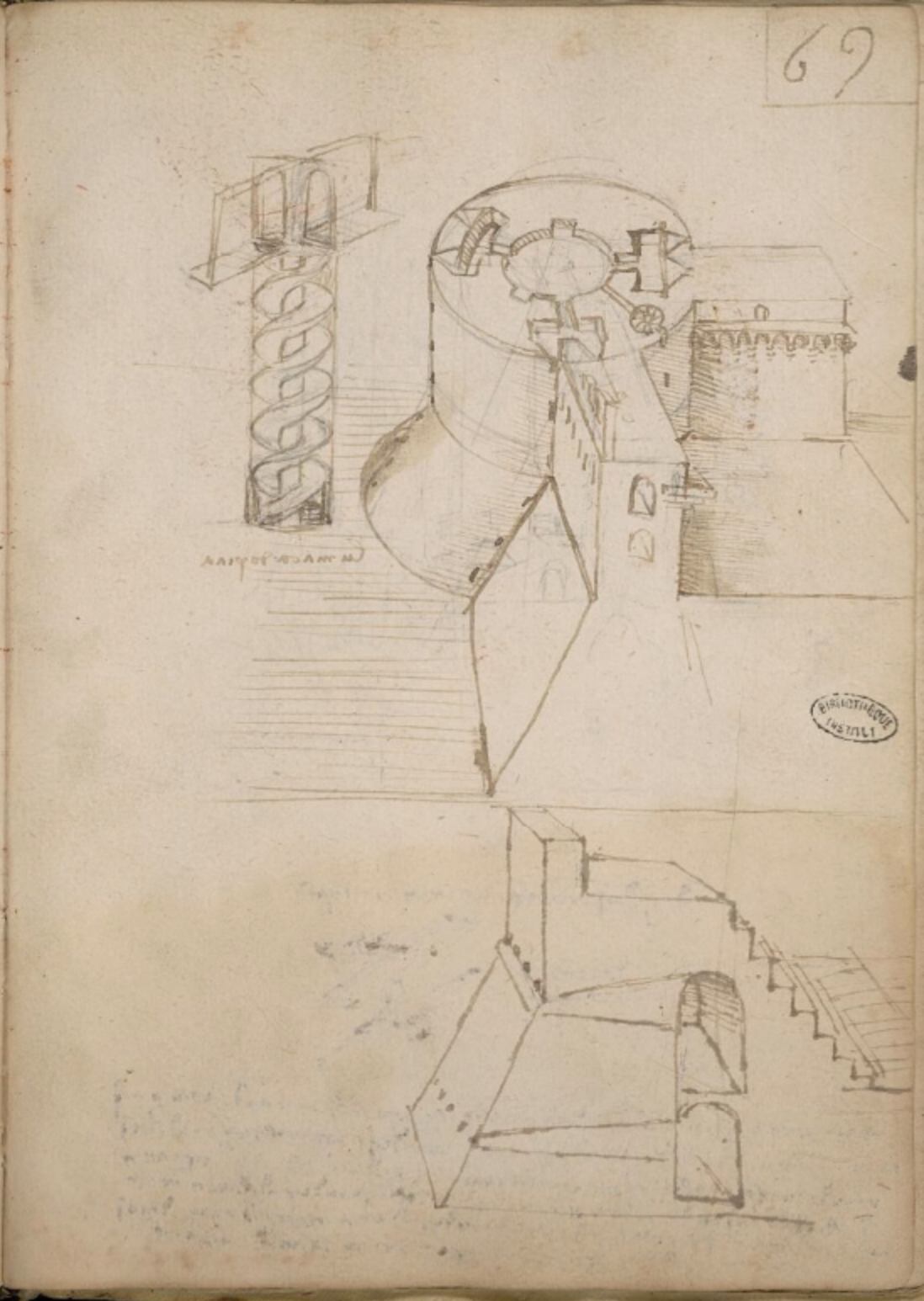
Dessins de fortifications, Ms. B, vers 1487-1489, Paris, Bibliothèque de l'Institut de France.

##### Urbanisme

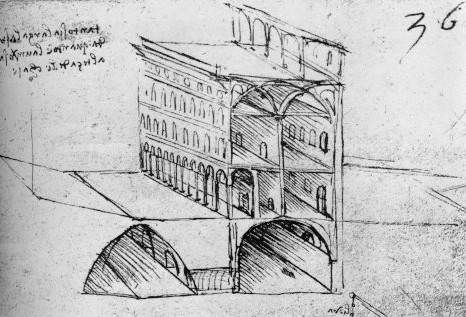
Dans le cadre de ses recherches sur la Cité idéale, Léonard accorde une place importante à la gestion des eaux. Entre 1487 et 1490, Paris, Bibliothèque de l'Institut de France, Manuscrit B.

##### Cartographie

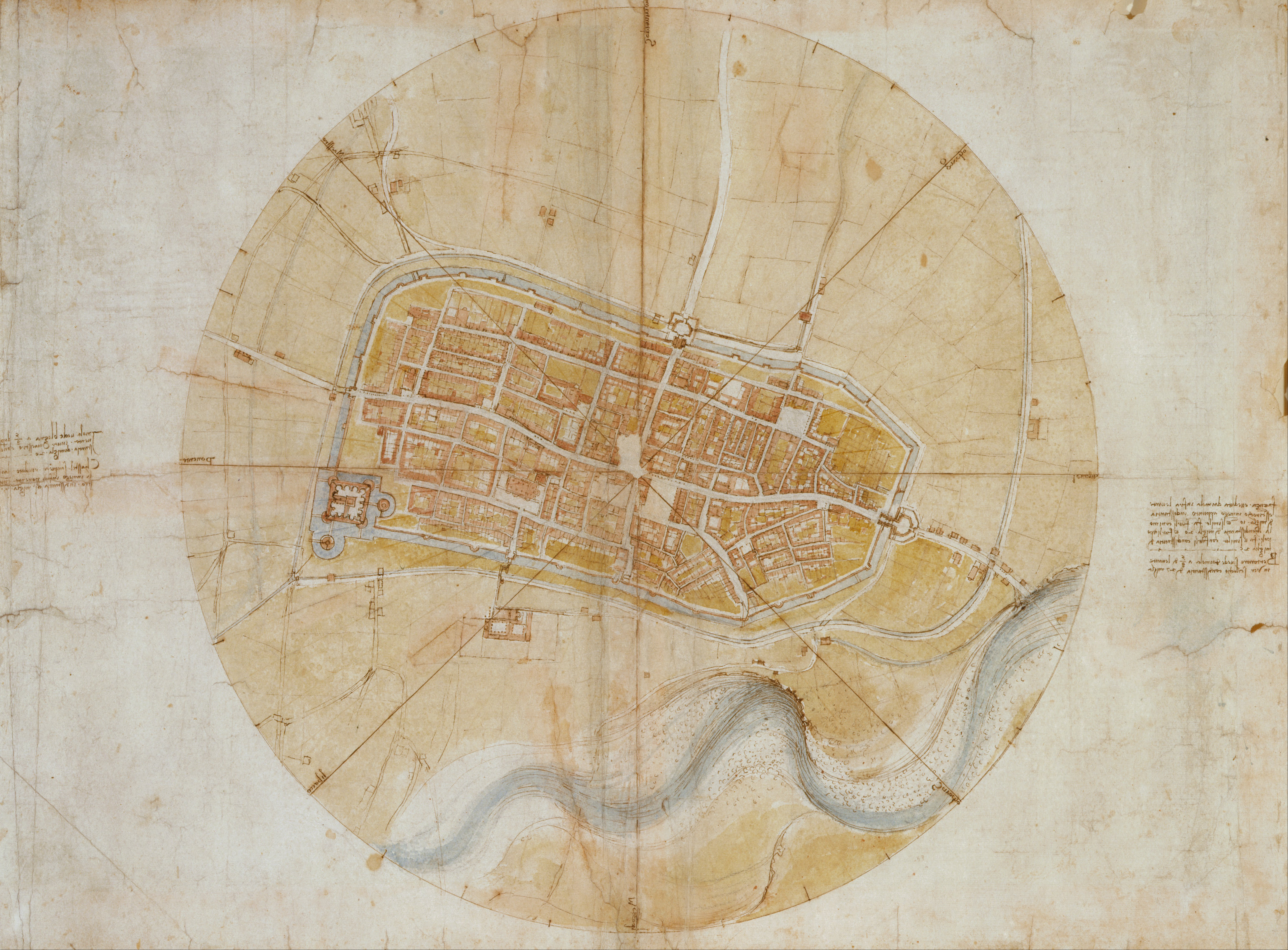
Plan d'Imola, vers 1502, Royal Collection - Windsor, no inv. RCIN 912284.

#### L'ingénieur

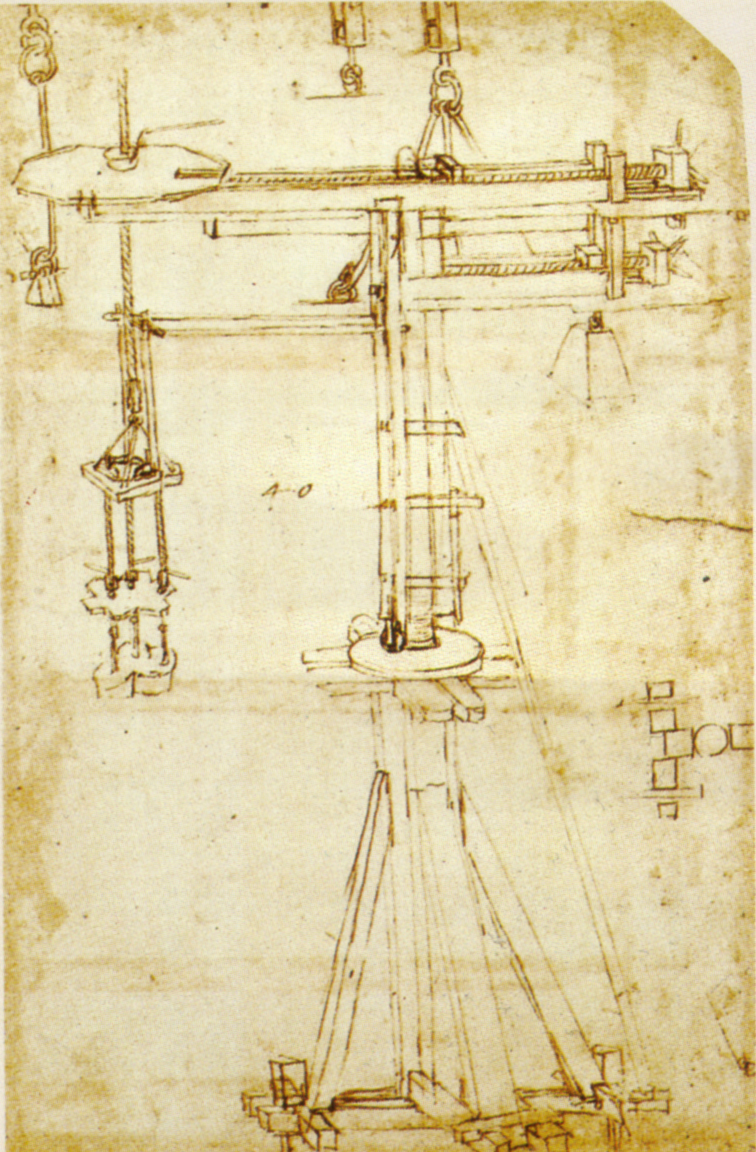
La rencontre avec les engins de levage inventés par Filippo Brunelleschi pour l'érection de la coupole de la cathédrale Santa Maria del Fiore à Florence constitue un élément déclencheur de la vocation d'ingénieur de Léonard. Vers 1480, Codex Atlanticus, Milan, Bibliothèque Ambrosienne, no ref. 1083 v.

Animation (partielle) de la machine à tailler les limes dessinée par Léonard de Vinci

##### Armes et machines de guerre

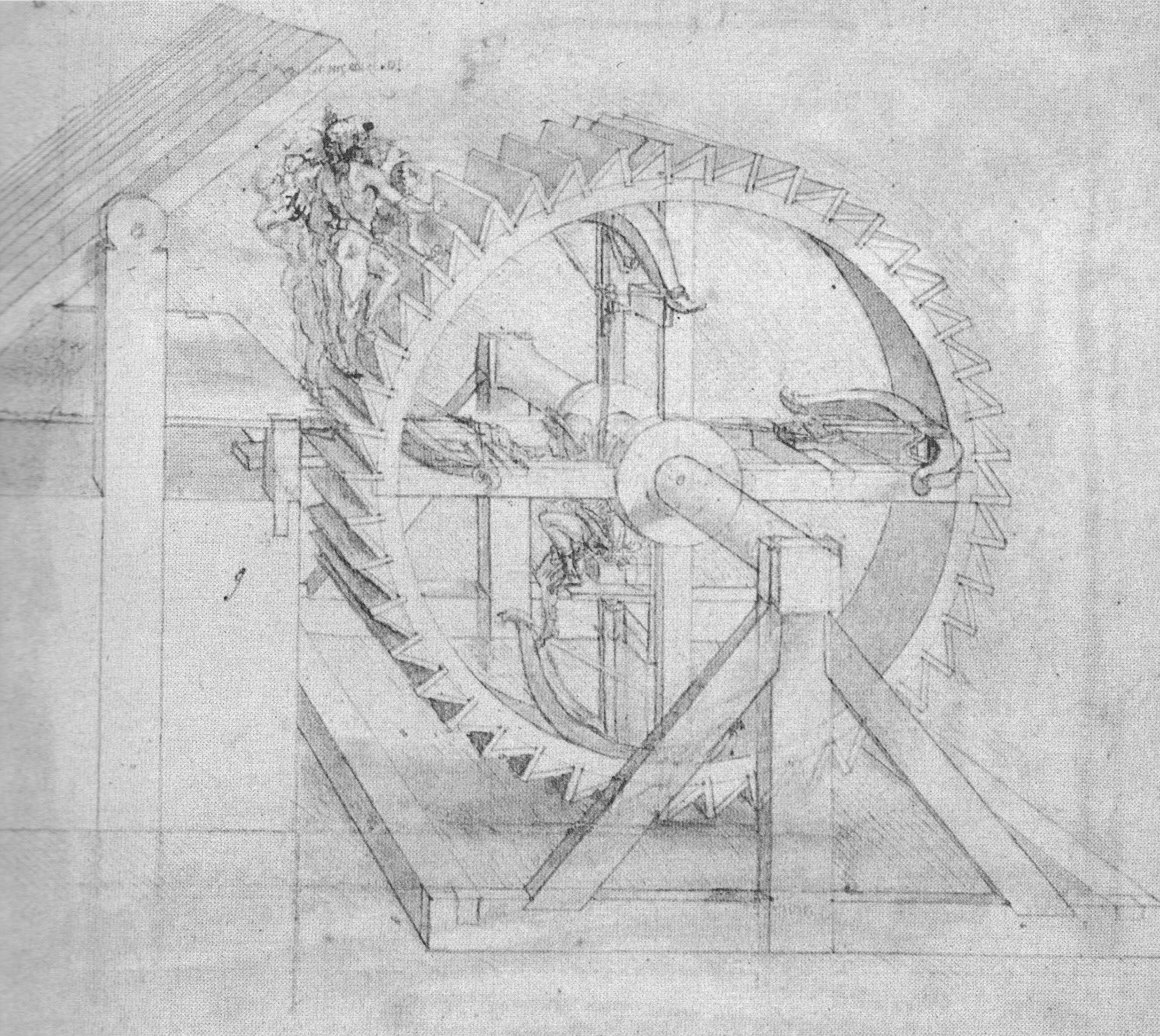
Machine à arbalètes, entre 1480 et 1482, Milan, Bibliothèque Ambrosienne.

##### Machine volante

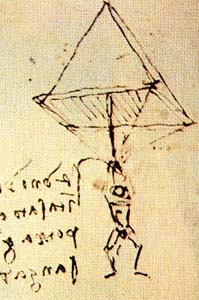
Le parachute, étudié vers 1485 (Codex Atlanticus, f.381v.).
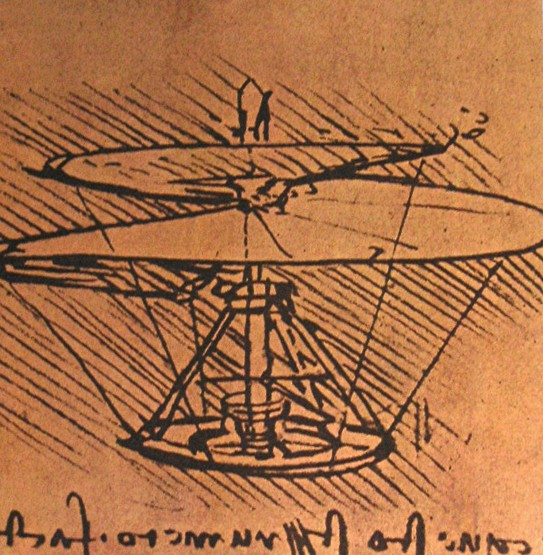
L'« hélice volante », étudiée vers 1486 - 1490 (Ms B 83v).
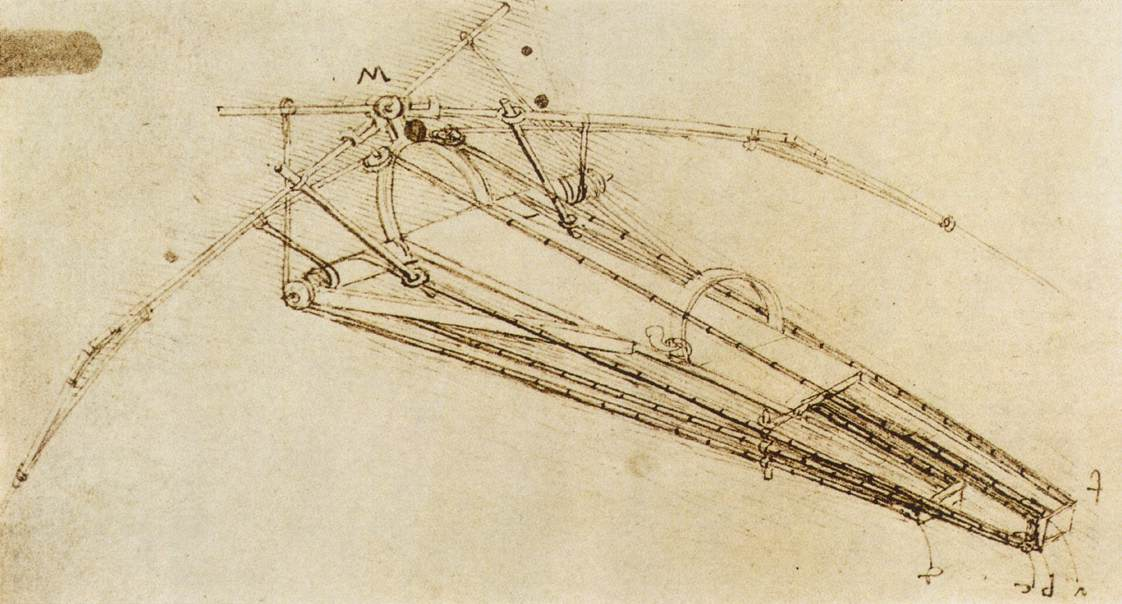
Une des machines à ailes battantes ou « ornithoptère », datée vers 1485 (bibliothèque de l'Institut de France).
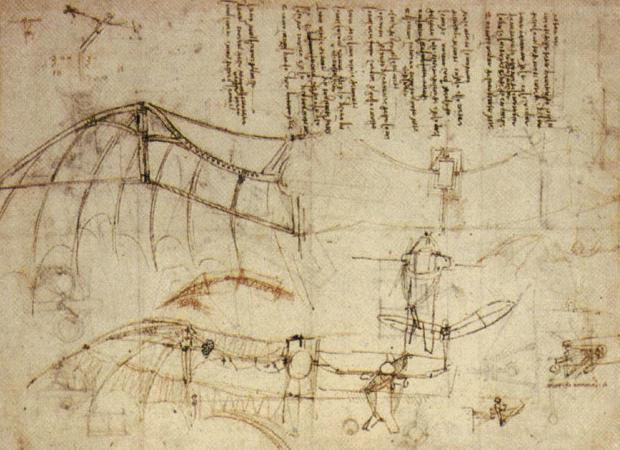
Quelques profils d'ailes pour machine à voilures fixes, étudiée vers 1488.

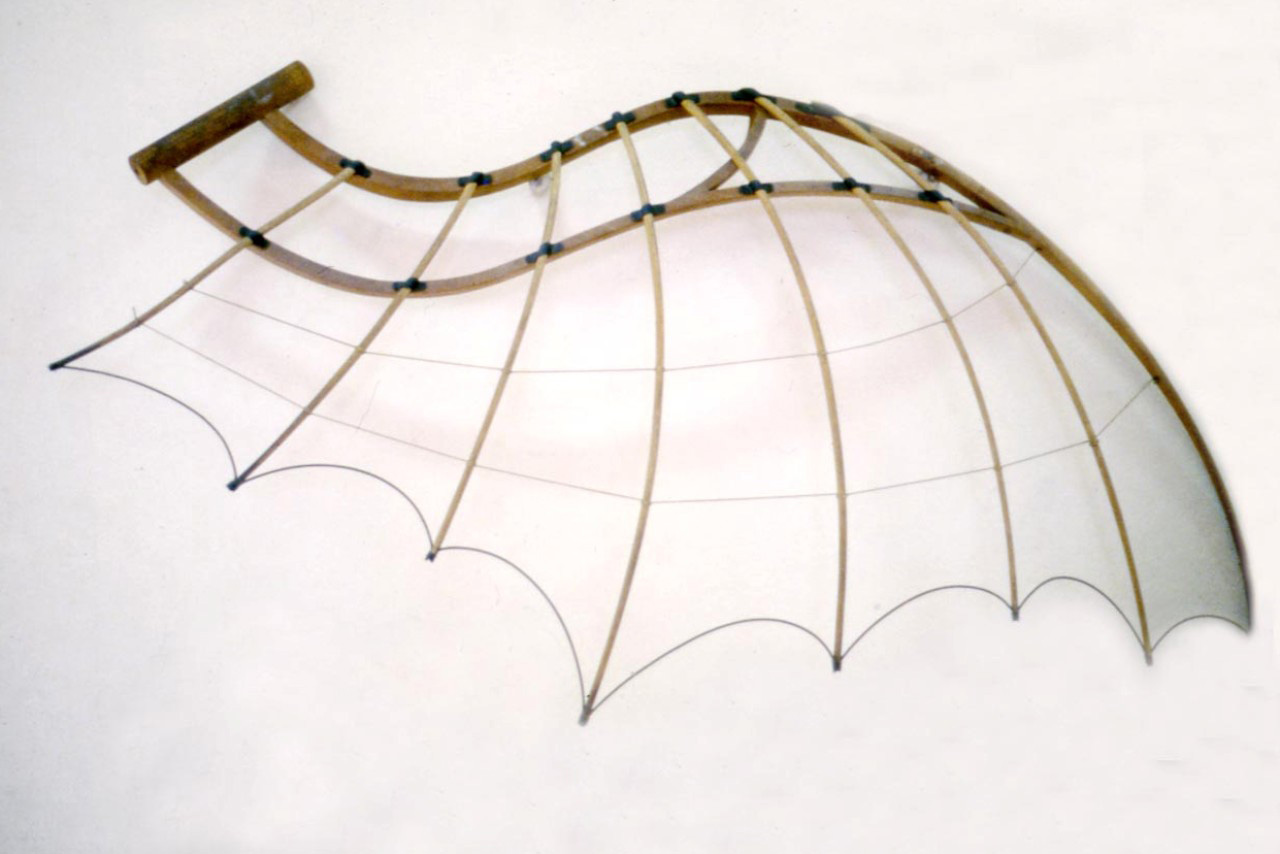
Il n'y a pas d'autre modèle que la chauve-souris tranche Léonard (Structure construite au musée des sciences et des techniques Léonard de Vinci selon les plans du maître).

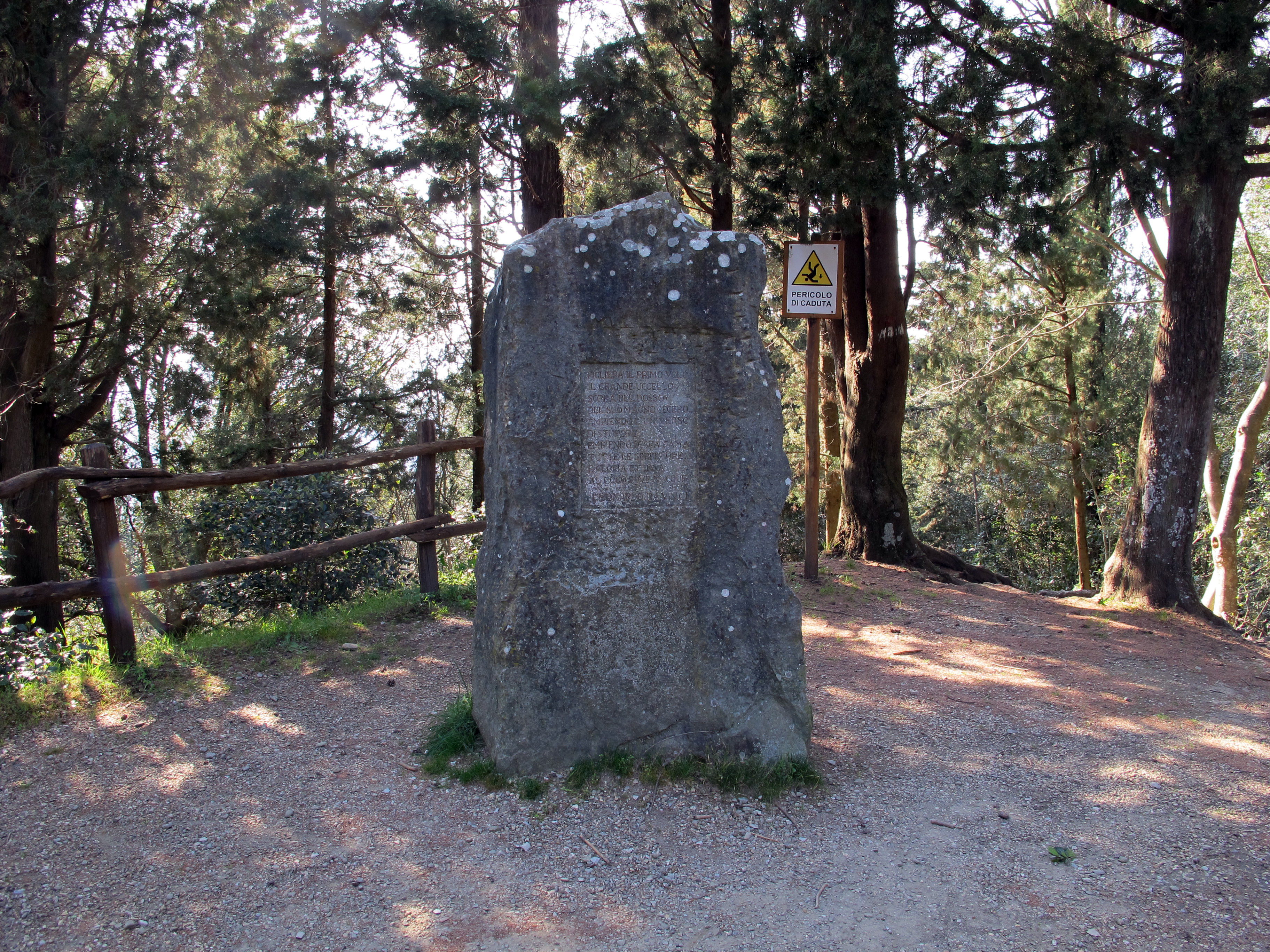
La force d'un mythe : plaque sur les pentes du Mont Ceceri non loin de Florence commémorant un vol qui pourtant n'a jamais eu lieu.

##### Mécanique générale

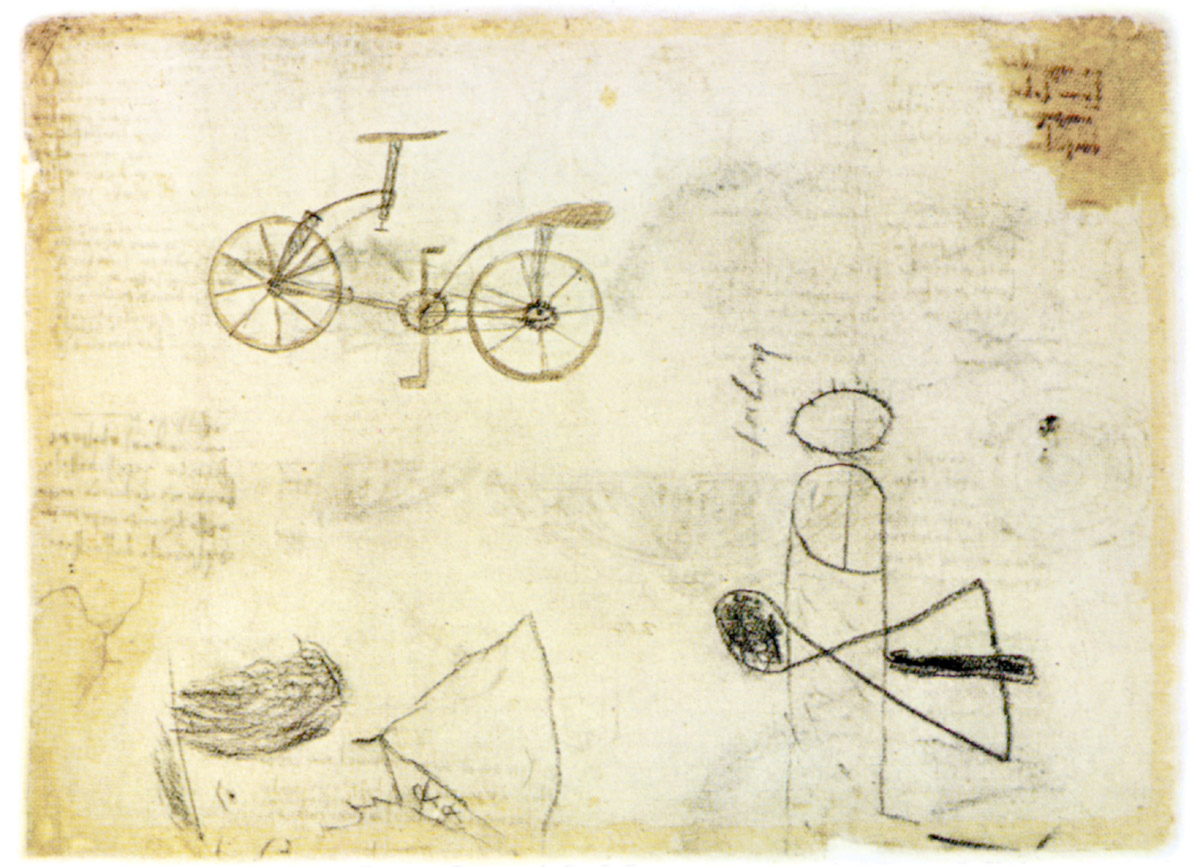
Ce dessin de vélo dont on ne sait s'il est vraiment du maître a permis d'asseoir la légende d'un génie visionnaire. Vers 1493 (?), Codex Atlanticus, Bibliothèque Ambrosienne - Milan, no Folio 133v.

##### Ingénieur hydraulicien

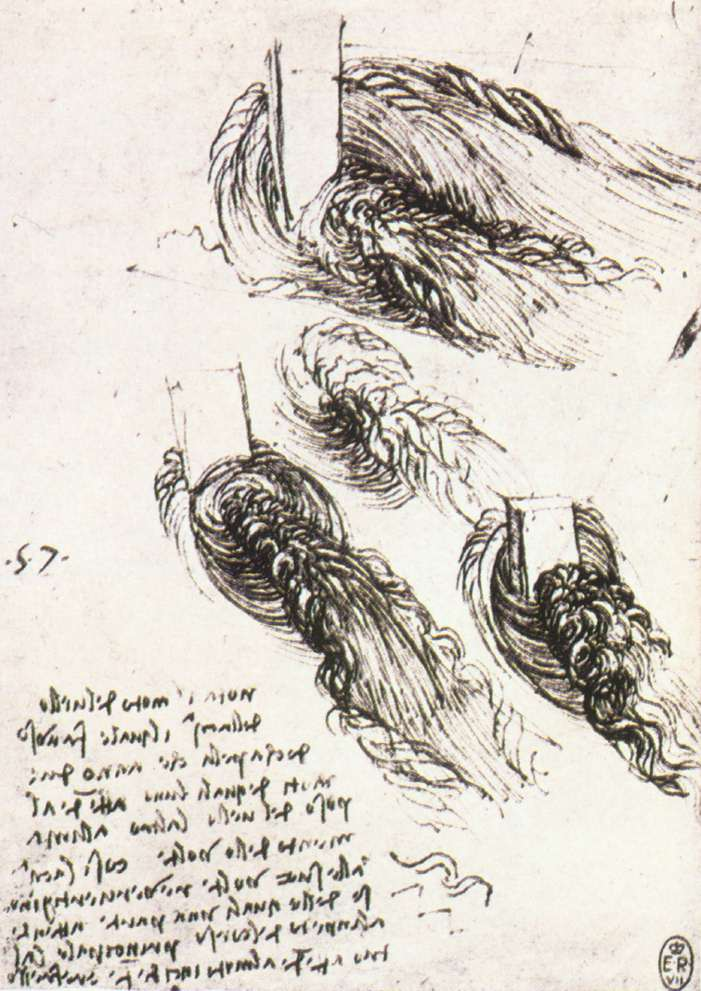
Études de remous, vers 1512 - 1513, Royal Collection - Windsor, no RCIN 912579.

### Années d'errance (1499-1503)

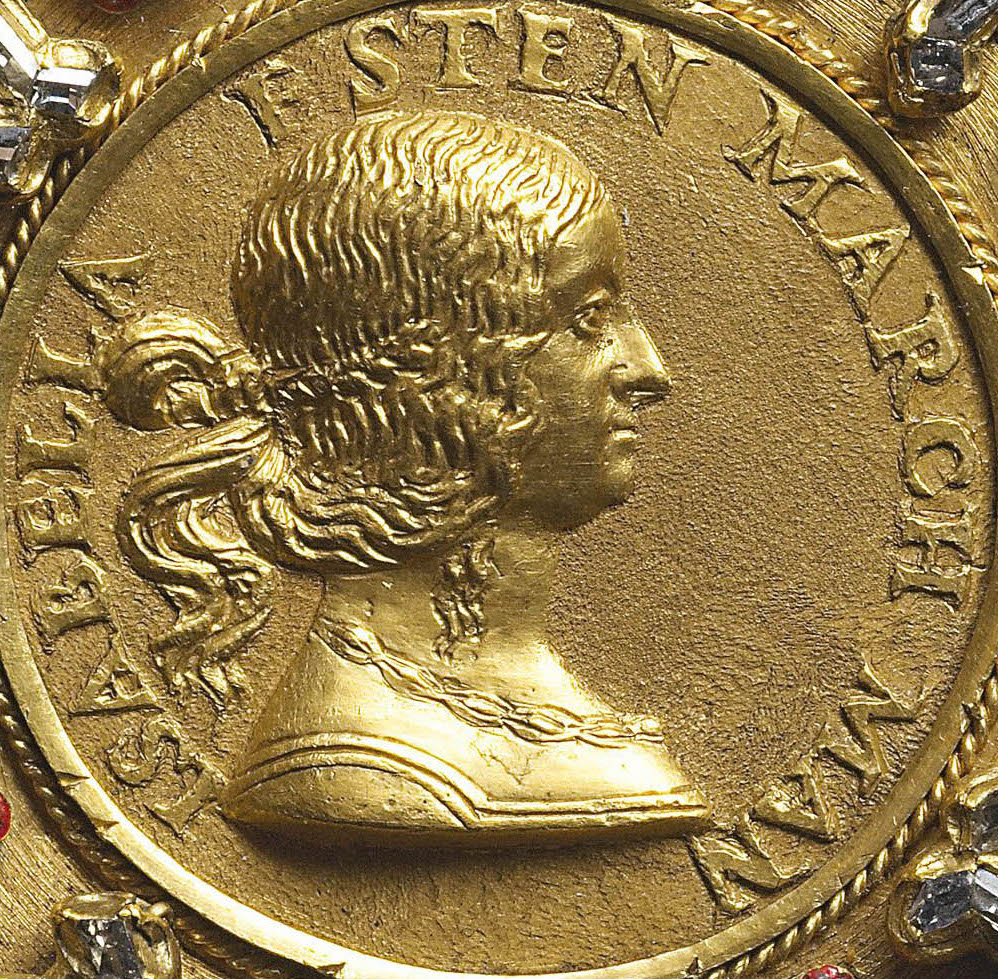
Isabelle d'Este, marquise de Mantoue, accueille Léonard en 1499. Il réalise un carton pour le portrait de celle-ci mais ne l'achèvera jamais, en dépit des sollicitations de la marquise pendant plusieurs années. Giovanni Cristoforo Romano, Médaille d'Isabelle d'Este.

En 1499, Léonard de Vinci est un artiste peintre installé à Milan auprès de Ludovic Sforza. Néanmoins, sa vie entre alors dans une phase importante de transition : en septembre 1499, Louis XII, qui revendique des droits à la succession des Visconti, envahit Milan et le peintre perd son puissant protecteur qui s’enfuit en Allemagne chez son neveu l'empereur Maximilien d'Autriche,. Il hésite alors sur ses allégeances : doit-il suivre son ancien protecteur ou se tourner vers Louis XII qui rapidement prend langue avec lui ? Néanmoins, les Français se font rapidement détester par la population et Léonard prend la décision de partir.
Il entame alors une vie errante qui le conduit en décembre 1499 à la cour de la marquise Isabelle d'Este à Mantoue. L'historien de l'art Alessandro Vezzosi émet l'hypothèse qu'il s'agit là de la destination finale du voyage que Léonard a initialement choisie. Il y réalise un carton pour le portrait de la marquise – probablement en 1500 – à la demande de celle-ci, mais son tempérament libre se heurte au caractère facilement tyrannique de son hôtesse, : il ne reçoit aucune autre commande de la cour et, en mars 1500, il reprend la route et se rend à Venise. Le portrait d'Isabelle ne sera jamais achevé.

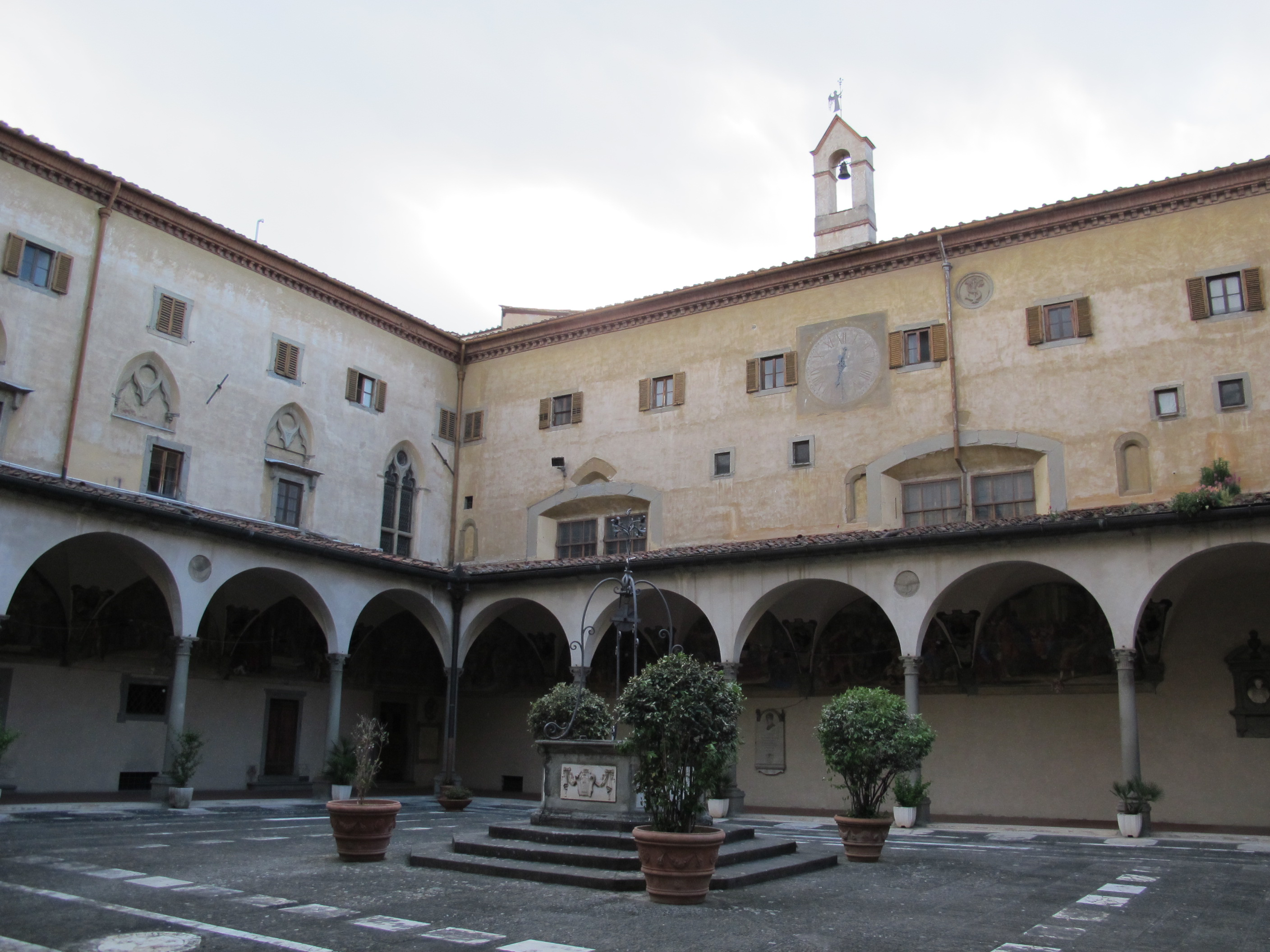
Les moines servites accueillent Léonard au couvent de l'église de la Santissima Annunziata à son arrivée à Florence.

S'il ne reste que peu de temps à Venise — puisqu'il en part dès avril 1500 —, il y est employé comme architecte et ingénieur militaire pour préparer la défense de la ville qui craint une invasion ottomane. Paradoxalement, il proposera, deux ans plus tard ses services d'architecte au sultan turc, Bayézid II (le grand pere de Soliman le Magnifique) qui n'y donnera pas suite. Il ne peint pas dans la ville des doges mais prend soin de présenter les tableaux qu'il a emporté avec lui.
Il retrouve enfin sa région natale et Florence : nous est parvenu un document bancaire indiquant qu'il a retiré 50 ducats d'or de son compte le 24 avril 1500. Il semble qu'il soit d'abord hébergé par les moines servites de la ville au couvent de l'église de la Santissima Annunziata dont son père est un des procurateurs et qui bénéficie de la protection du marquis de Mantoue. Il y reçoit d'ailleurs la commande d'un retable représentant une Annonciation et destiné à décorer le maître-autel de l'église. Filippino Lippi, qui a pourtant déjà signé un contrat dans ce sens, s'est retiré pour le maître, mais ce dernier ne produit rien.

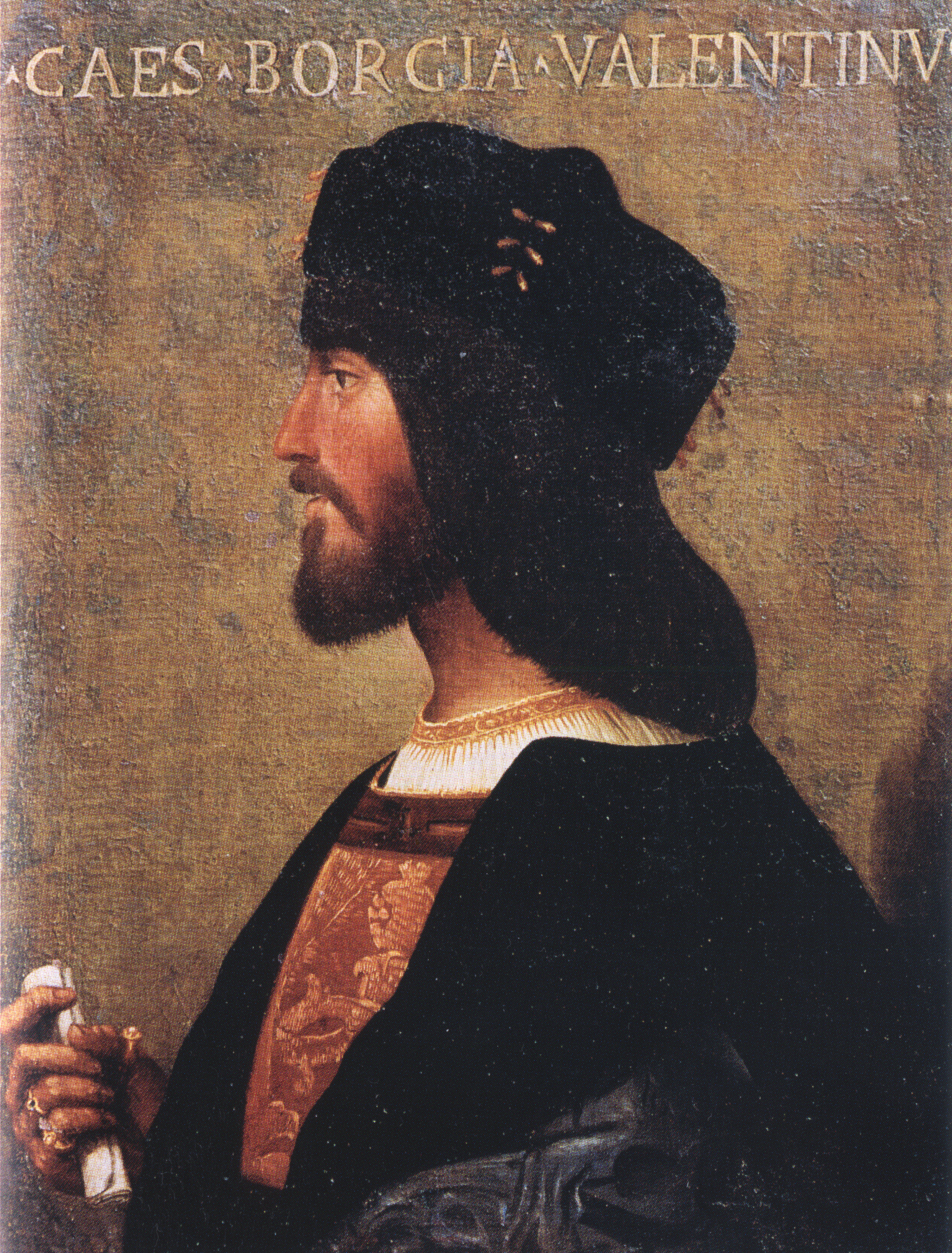
Léonard travaille presque un an pour César Borgia. Artiste anonyme, Portrait de César Borgia, vers 1500, Musée national du Palais de Venise.

Par ailleurs, il rapporte très probablement un carton, Sainte Anne, la Vierge, l'Enfant Jésus et saint Jean-Baptiste enfant, très récemment commencé. Il s'agit d'un projet de « sainte Anne trinitaire » entamé, selon les hypothèses, afin de marquer son retour dans sa ville natale, voire « pour s'imposer sur la scène artistique [locale] dès son arrivée en 1500 ». Exposé, celui-ci connaît un grand succès : Gorgio Vasari écrit que les Florentins « se pressent en foule durant deux jours pour le voir ». Durant l'été 1501, Léonard commence La Vierge au Fuseau pour Florimond Robertet, secrétaire d'État du roi de France.
Malgré ces travaux de peinture, Léonard de Vinci déclare préférer se consacrer à d'autres domaines, en particulier techniques et militaires (horloges, métier à tisser, grues, systèmes défensifs de villes, etc.), et il se proclame plus volontiers ingénieur que peintre. D'ailleurs, son séjour chez les moines servites est pour lui l'occasion de participer à la restauration de l'Église San Salvatore al Vescovo, menacée par un glissement de terrain. Il est de même consulté à plusieurs reprises comme expert : pour étudier la stabilité du campanile de la basilique San Miniato al Monte ou lors du choix de l’emplacement du David de Michel-Ange.

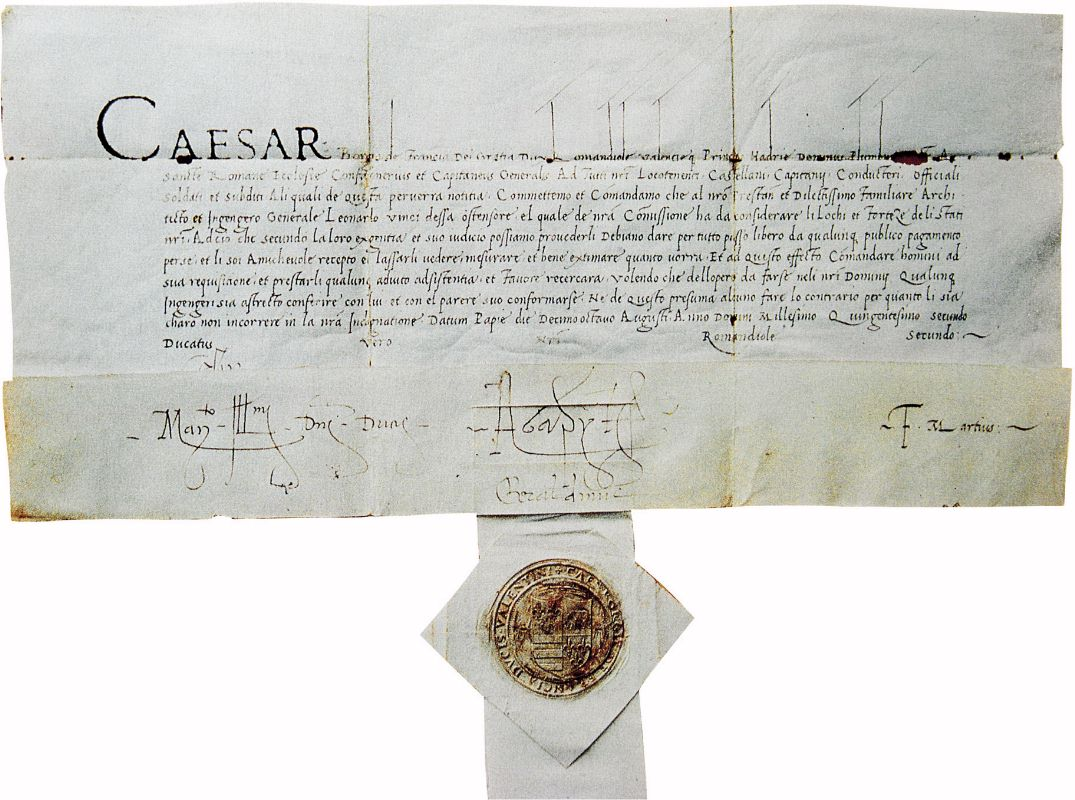
Le laissez-passer de Léonard de Vinci établi par César Borgia et daté du 18 août 1502 (Vaprio d'Adda, archives Melzi d'Eril).

De fait, il s'agit d'une période où il marque un certain dédain pour la peinture, : dans une lettre du 14 avril 1501 dans laquelle il répond aux demandes pressantes de la duchesse de Mantoue d'obtenir du maître un portrait, le moine carme Fra Pietro da Novellara indique que « [les] expériences mathématiques [de Léonard] l’ont tellement détourné de la peinture qu’il ne peut plus supporter le pinceau ». Pour autant, ce témoignage est à relativiser car Fra Pietro doit rendre des comptes à Isabelle d'Este, susceptible dirigeante, impatiente d'obtenir un tableau du maître : comment tempérer son impatience sinon en arguant d'une répugnance de Léonard pour la peinture ? Enfin, de son côté, Léonard paraît pouvoir se permettre de refuser de travailler pour une commanditaire si prisée de la Renaissance puisqu'il vit alors sur ses économies accumulées à Milan. Du 24 avril 1500 au 12 mai 1502, Léonard demeure le plus souvent à Florence mais son existence reste erratique. Le 3 avril 1501, Fra Pietro de Novellara en témoigne ainsi : « son existence est si instable et si incertaine qu'on dirait qu'il vit au jour le jour ».

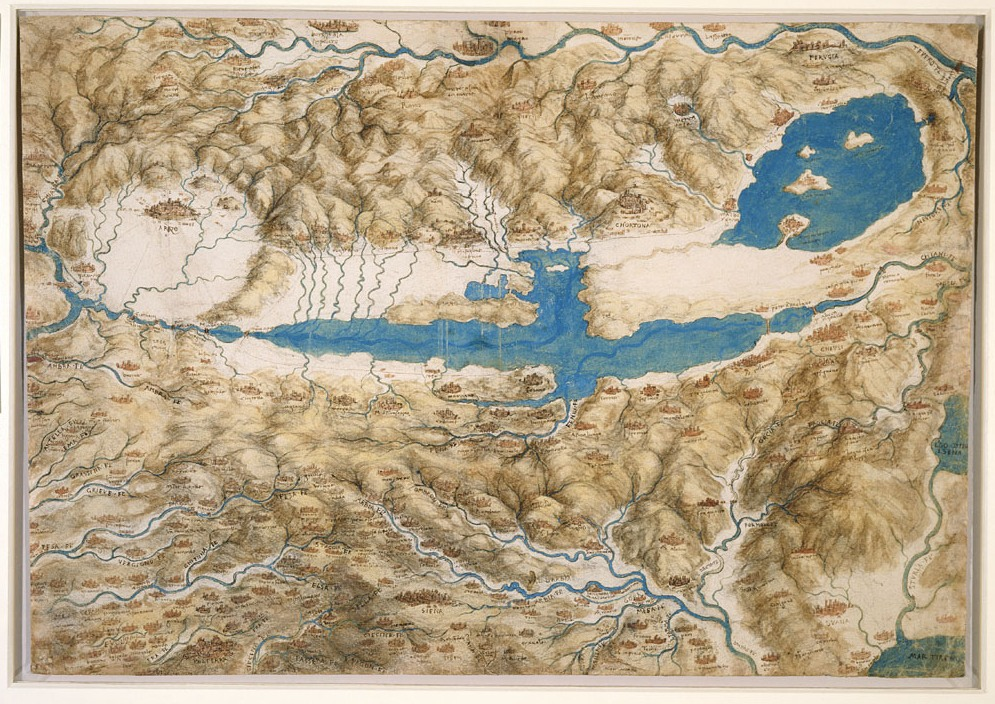
Une carte de la Toscane et de la vallée de Chiana dressée par Léonard sans doute sur commande de César Borgia pour ses campagnes militaires. Vers 1503-1506, Royal Collection - Windsor, no ref. RCIN 912278,.

Au printemps 1502, alors qu'il travaille pour Louis XII et pour le marquis de Mantoue François II, il est appelé au service de César Borgia dit « le Valentinois » qu'il avait rencontré en 1499 à Milan et en qui il pense trouver un nouveau protecteur. Celui-ci le nomme le 18 août 1502 « architecte et ingénieur général » ayant tout pouvoir pour inspecter les villes et forteresses de ses domaines. Entre le printemps 1502 et, au plus tard, février 1503, il parcourt ainsi la Toscane, les Marches, l'Émilie-Romagne, et l'Ombrie. Inspectant les territoires nouvellement conquis, il lève des plans et dessine des cartes, remplissant ses carnets de ses multiples observations, cartes, croquis de travail et copies d'ouvrages consultés dans les bibliothèques des villes qu'il traverse,. Lors de l'hiver 1502-1503, il rencontre l'espion de Florence, Nicolas Machiavel, qui deviendra son ami. Malgré ce titre d'ingénieur dont il avait rêvé, il quitte finalement César Borgia sans que l'on ne connaisse les raisons de cette décision : prémonition de la chute prochaine du Condottiere ? Propositions des autorités florentines ? Ou aversion pour les crimes de son protecteur ? Quoi qu'il en soit, Léonard s'affranchit du Valentinois au printemps 1503. Pour autant, il ne rentre pas immédiatement à Florence puisqu'il participe tout l'été suivant en tant qu'ingénieur au siège de Pise conduit par l'armée florentine : il se charge alors de détourner le fleuve Arno afin de priver d'eau la ville rebelle, mais l'essai constitue un échec.

### Seconde période florentine (1503-1506)

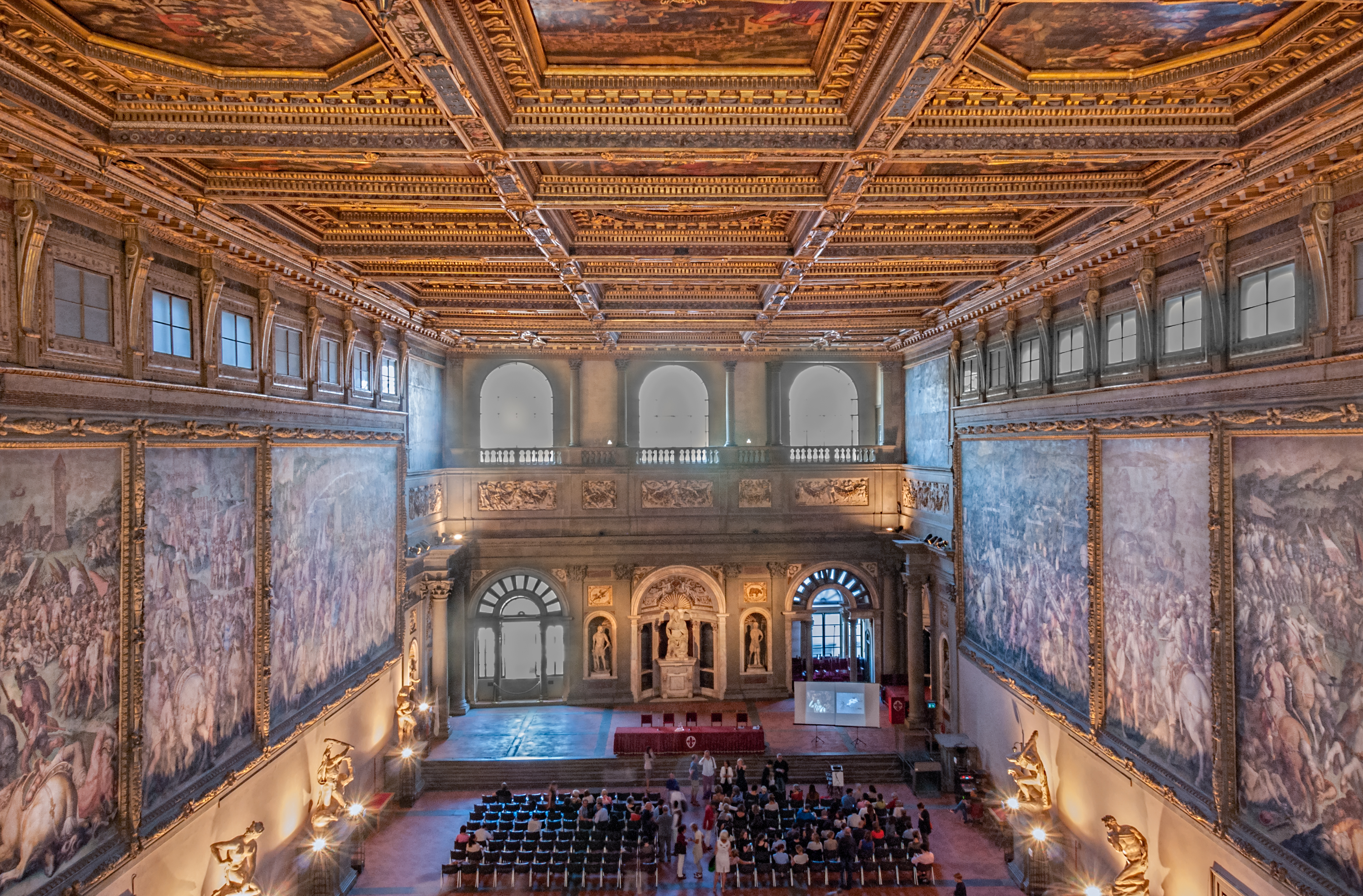
La salle du Grand Conseil, dans le Palazzo Vecchio, dont Léonard de Vinci et Michel-Ange doivent orner les deux parois se faisant face de deux représentations de batailles célèbres.

En octobre 1503, Léonard est de nouveau établi à Florence : il se réinscrit à la guilde de Saint-Luc — la corporation des peintres de la ville. Il entame alors le portrait d'une jeune femme florentine nommée Lisa del Giocondo. Le tableau est commandé par le mari de celle-ci et riche commerçant de soie florentin Francesco del Giocondo. Le portrait connu depuis sous le nom de La Joconde, sera achevé vers 1513-1514. Alors que Léonard se détourne des demandes de la duchesse d'Este, l'acceptation de cette commande suscite les interrogations des chercheurs : peut-être est-ce la conséquence du lien de connaissance personnelle entre Francesco del Giocondo et le père de Léonard.
Son retour en ville est d'emblée marqué par une commande prestigieuse émanant des édiles de la ville : il doit réaliser une imposante fresque murale commémorant la bataille d'Anghiari qui a vu en 1440 la victoire de Florence sur Milan. L'œuvre doit orner la salle du Grand Conseil (appelée de nos jours « Salle des Cinq-Cents ») située dans le Palazzo Vecchio. La réalisation du carton de La Bataille d'Anghiari occupera une grande partie du temps et des réflexions du maître pour les années 1503 à 1505. Michel-Ange ayant reçu une commande concomitante sur la paroi opposée pour La Bataille de Cascina, les deux peintres travaillent dans le même lieu,. Michel-Ange lui a toujours été hostile et l'Anonimo Gaddiano rapporte que les relations entre les deux hommes — qui ont conscience de leur génie — s'enveniment. Malgré cette rivalité affichée, il apparaît que le jeune artiste influence fortement Léonard (l'inverse étant moins vrai), en témoignent les études de corps masculins musculeux, lui qui répugnait ces « nus austères sans grâce, qui ressemblent davantage à un sac de noix qu'à des figures humaines ». C'est ainsi très certainement sous l’influence du travail de Michel-Ange, et en particulier son David, que Léonard intensifie ses études sur l’anatomie humaine.

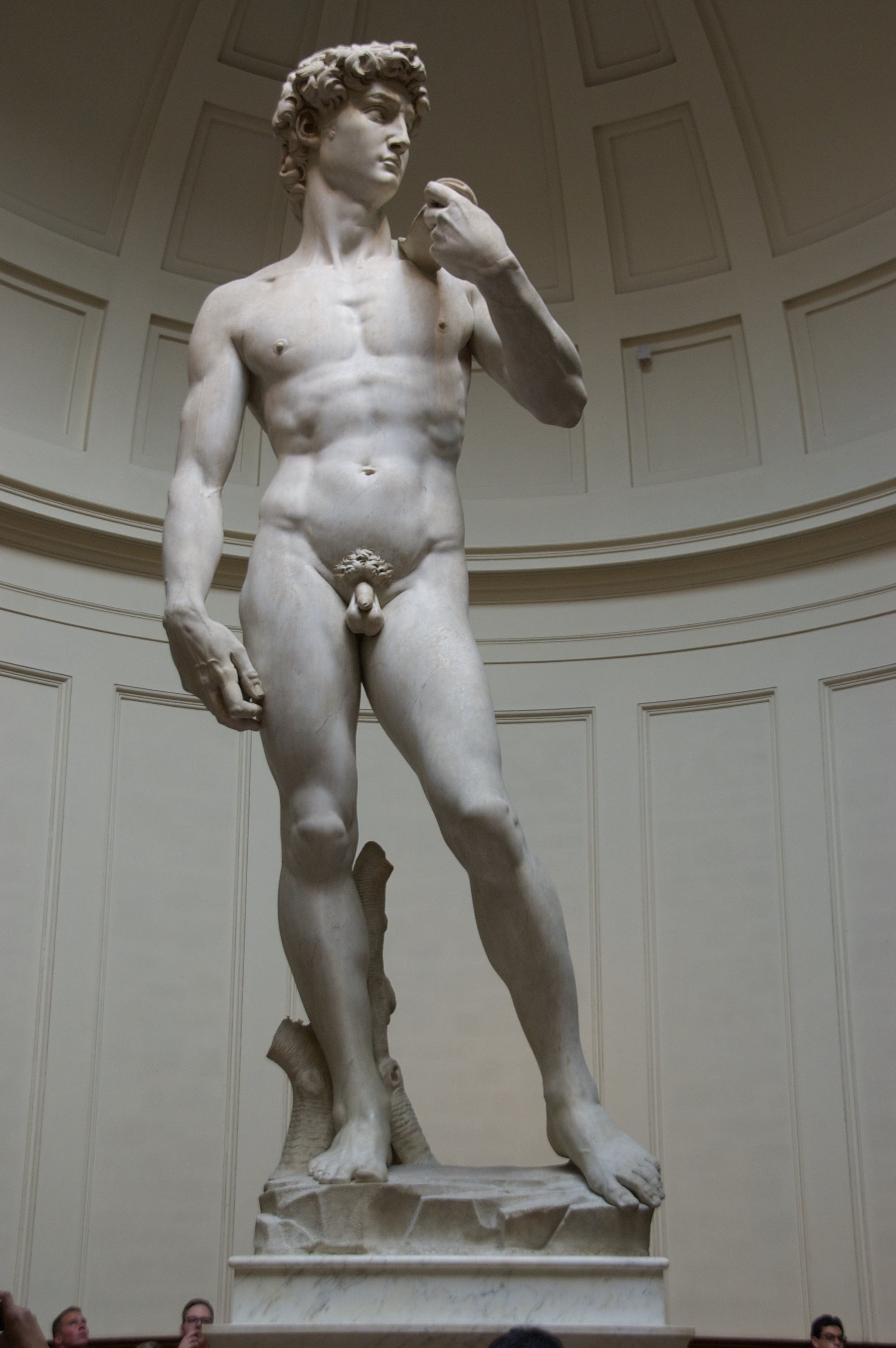
La statue du David de Michel-Ange a certainement poussé Léonard à reprendre ses études sur l'anatomie humaine. Michel-Ange, 1501-1504, Florence, Galleria dell'Accademia, no inv.1075.

Six mois après le début de son travail, alors que le peintre a déjà achevé une partie de son carton, un contrat est rédigé par les commanditaires, peut-être inquiets par la réputation qu'a le peintre de ne jamais achever ses entreprises. Il lui est ainsi prescrit d'avoir terminé avant février 1505 sous peine de pénalités de retard,. Finalement, ni lui ni Michel-Ange n'achèveront leur œuvre. Il ne réalisera ainsi que le groupe central — la lutte pour l'étendard — qui demeure peut-être caché sous des fresques peintes au milieu du XVIe siècle par Giorgio Vasari. Son schéma est connu uniquement grâce à des croquis préparatoires et plusieurs copies, dont la plus célèbre est probablement celle de Pierre Paul Rubens. De son côté, la peinture de Michel-Ange l'est à travers une copie réalisée en 1542 par Aristotele da Sangallo.
Toujours en 1503, le conflit avec les commanditaires de La Vierge aux rochers se poursuit : Léonard a laissé son œuvre (qui sera dénommée plus tard « version de Londres ») inachevée en quittant Milan en 1499 si bien qu'Ambrogio de Predis a dû y mettre la main. Néanmoins, se plaignant toujours d'être mal payés, les artistes déposent, les 3 et 9 mars, une requête adressée au roi de France demandant de nouveau un complément de salaire.
Le 9 juillet 1504, le père de Léonard meurt : « Le 9 juillet 1504, un mercredi, à sept heures, est mort ser Piero de Vinci, notaire au palais du Podestat, mon père - à sept heures, âgé de quatre-vingts ans, laissant derrière lui dix garçons et deux filles ». Signe de son trouble, malgré une écriture quelque peu détachée, il fait quelques erreurs : son père est mort à 78 ans et le 9 juillet tombe un mardi ; de même, contrairement à son habitude, il n'écrit pas en miroir. Léonard est écarté de l’héritage en raison de son illégitimité.

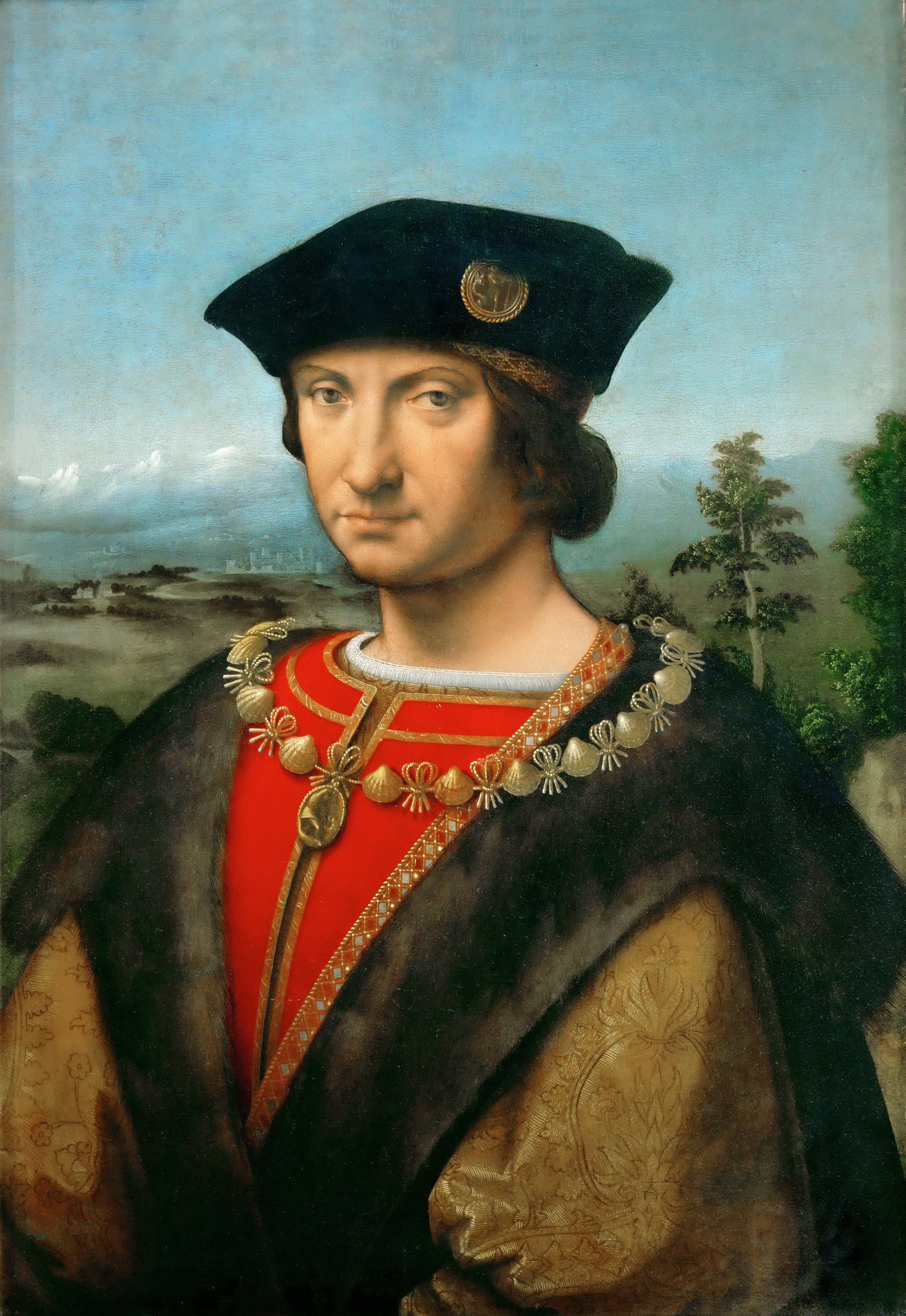
Charles d'Amboise, un fervent admirateur du peintre. Andrea Solari, Portrait de Charles d'Amboise, première décennie du XVI, Musée du Louvre, no INV 674.

Pendant cette période, il reprend ses études anatomiques à l'hôpital Santa Maria Nuova. Il y travaille notamment sur les ventricules cérébraux et améliore sa technique de dissection, de démonstration anatomique et sa figuration des différents plans des organes. Il projette même de publier ses manuscrits anatomiques en 1507. Mais, comme pour la majorité de son œuvre, il n'ira pas jusqu'au bout.
Le 27 avril 1506, dans son conflit juridique l'opposant à la confrérie milanaise de l'église milanaise San Fransesco Grande commanditaire de La Vierge aux rochers, les arbitres mandatés par cette dernière constatent que l’œuvre n'est pas finie et donnent deux ans aux artistes — Léonard et Giovanni Ambrogio de Predis — pour achever leur travail.
Malgré le contrat sévère le liant à sa commande, le peintre est prié le 30 mai 1506 de quitter son travail sur La Bataille d'Anghiari : Charles d'Amboise — le lieutenant général du roi Louis XII, le puissant allié de Florence — le demande à Milan pour d'autres projets artistiques. Les autorités florentines accordent avec réticence un congé de trois mois au peintre. Léonard semble s'en accommoder : ayant expérimenté un nouveau type de peinture sur sa fresque, inspiré de l'encaustique romaine, l'œuvre a été détériorée ; il semble ne plus avoir le courage de revenir dessus. De plus, grâce à cette intervention milanaise, Léonard réussi à se dégager temporairement de ses obligations florentines pour reprendre, à Milan, la confection de La Vierge aux rochers. Les autorités françaises obtiennent un nouveau report du travail jusqu'à fin septembre, puis décembre 1507. De fait, le maître ne reviendra pas sur son œuvre.

### Seconde période milanaise (1506-1513)

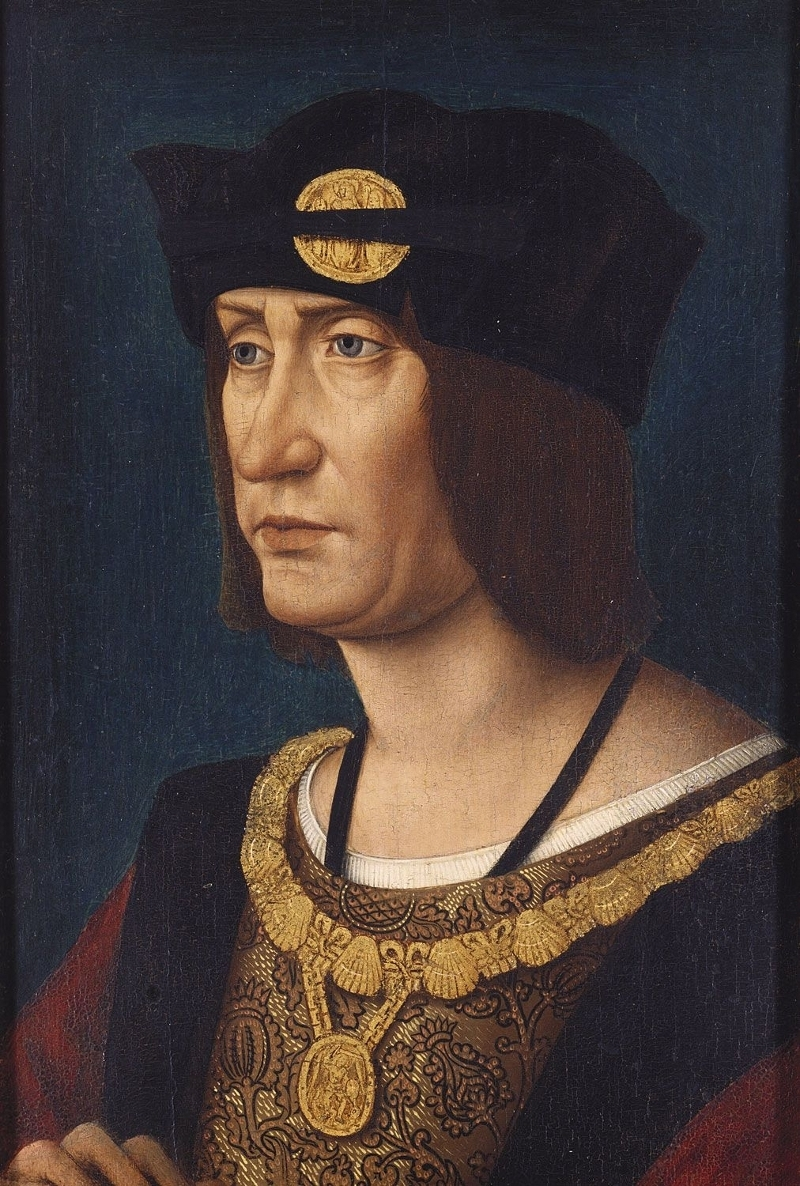
Louis XII prend Léonard à son service à cette période (Atelier de Jean Perréal, Portrait de Louis XII, roi de France, vers 1514, Royaume-Uni, Château de Hampton Court, no RCIN 403431).

Les raisons pour lesquelles Léonard quitte si facilement son travail sur La Bataille d'Anghiari sont probablement multiples : la mesquinerie du commanditaire comme l'affirme Giorgio Vasari, les problèmes techniques insurmontables liés à ses expérimentations sur l'œuvre ; les liens distendus avec sa famille — partant avec la ville — à la suite des actions judiciaires intentées par ses frères en vue de le déshériter après le décès de son père (jugement en leur faveur en avril 1506) ; le déplacement à Milan imposé par le suivi du litige l'opposant à ses commanditaires de La Vierge aux rochers ; la conscience que le royaume de France qui le sollicite est plus puissant et stable que Florence, à l'économie et au pouvoir fragiles ; la prise de conscience de sa haute valeur artistique lui permettant d'espérer une multiplication de commandes prestigieuses.
Quoi qu'il en soit, les courriers adressés au gonfalonier de Florence, Pier Soderini, par Charles d'Amboise, le 16 décembre 1506, puis par le roi Louis XII, le 12 janvier 1507, sont sans équivoque : Léonard ne travaillera plus pour Florence mais pour la France ; les autorités florentines ne peuvent que se plier. C’est donc à ce titre que le maître retourne à Milan : dès cette année 1507, Louis XII fait ainsi de Léonard son « peintre et ingénieur ordinaire » et lui alloue un salaire régulier, probablement le meilleur qu'il ait jamais reçu auparavant.

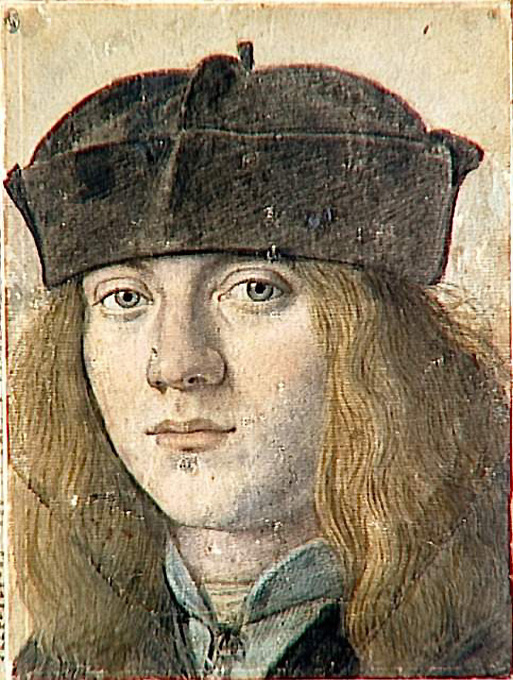
Francesco Melzi, à la fois son élève, son ami et son exécuteur testamentaire. Autoportrait, vers 1510, Bayonne, musée Bonnat-Helleu.

Les années de cette seconde période milanaise demeurent assez imprécises pour les chercheurs. Néanmoins, ils savent qu'en 1506 ou 1507, il rencontre Francesco Melzi, jeune homme de bonne famille alors âgé d’une quinzaine d’années, qui restera un élève fidèle jusqu'à la fin de sa vie, un ami, son exécuteur testamentaire et son héritier.
Pendant deux ans, il fait également de courts allers-retours entre Milan et Florence. Ainsi, en mars 1508, il est encore à Florence et il est logé dans la maison de Piero di Braccio Martelli avec le sculpteur Giovanni Francesco Rustici ; puis quelques semaines plus tard, il est de retour à Milan, à la Porta Orientale dans la paroisse de San Babila. De fait, ce n'est qu'à partir de septembre 1508 qu'il quitte définitivement Florence pour Milan.
Avec son retour dans la capitale lombarde, en même temps que les études d'anatomie qu'il poursuit, il reprend la confection du tableau de la sainte Anne, qu’il avait délaissé pour la création de La Bataille d'Anghiari, et semble pratiquement l'achever entre 1508 et 1513,.

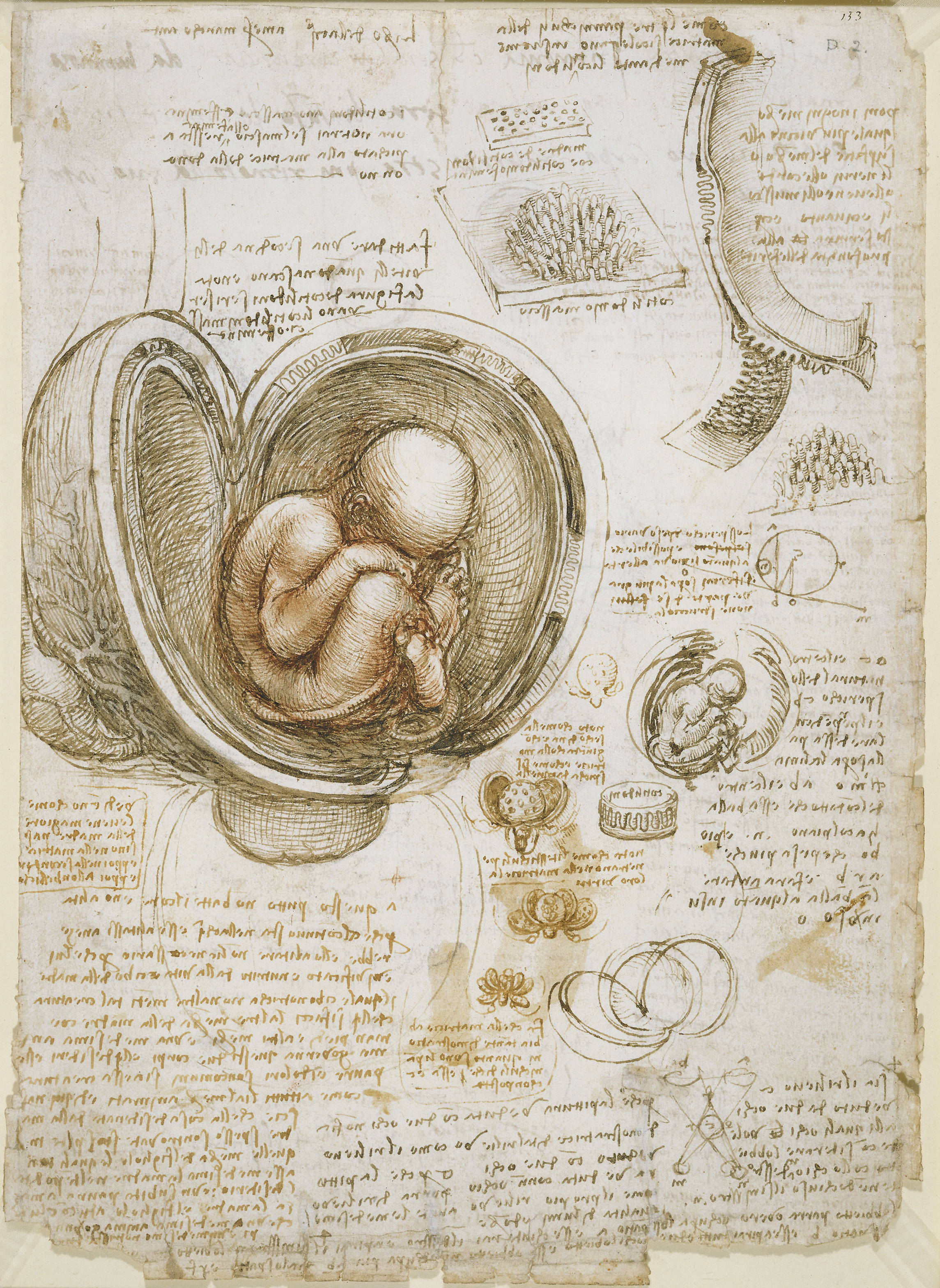
Pendant les dernières années de sa vie, Léonard se consacre beaucoup à la recherche anatomique. Études du fœtus dans l'utérus, vers 1510-1512, Royal Collection - Windsor, no ref. RCIN 919102.

L'oncle de Léonard, Francesco, meurt en 1507. Dans son testament, il fait de son neveu Léonard l'héritier de ses terres agricoles et de deux maisons attenantes situées dans les environs de Vinci. Mais le testament est contesté par les demi frères et sœurs de Léonard qui entament une procédure judiciaire. Léonard fait appel à Charles d’Amboise et, par l'intermédiaire de Florimond Robertet, au roi de France pour qu'ils interviennent en sa faveur. Tous réagissent favorablement, mais le jugement ne progresse pas. Le procès se termine par une victoire partielle de Léonard qui, avec le soutien du cardinal Hippolyte d’Este, frère d’Isabelle, n'obtient que l'usufruit de la propriété de son oncle et de l'argent qu'elle rapporte ; la jouissance de cette propriété devant revenir à ses demi-frères à sa mort.
À son retour à Milan, après avoir terminé le tableau de La Vierge aux rochers le 23 octobre 1508 dont il reçoit — au bout de 25 ans de conflits juridiques — le paiement final, Léonard délaisse son métier de peintre pour celui de chercheur et ingénieur et ne peint plus que rarement : peut-être un Salvator Mundi (daté après 1507 mais dont l'attribution demeure discutée,), La Scapigliata (1508) et Léda et le Cygne (mais, c'est peut-être une peinture d'atelier effectuée par un assistant entre 1508 et 1513) et Saint Jean-Baptiste en Bacchus et Saint Jean-Baptiste, entamés après 1510 et certainement achevés alors qu'il se trouve à Rome.
Au retour de ses campagnes militaires en mai 1509, Louis XII le fait ordonnateur des fêtes données dans la capitale lombarde : Léonard s'illustre notamment lors du triomphe du roi de France dans les rues milanaises. Il s’intéresse aux effets qu'offre la lumière entre ombre et éclairage sur les objets. Il est également employé comme architecte et ingénieur hydrologue dans la construction d'un système d'irrigation,.

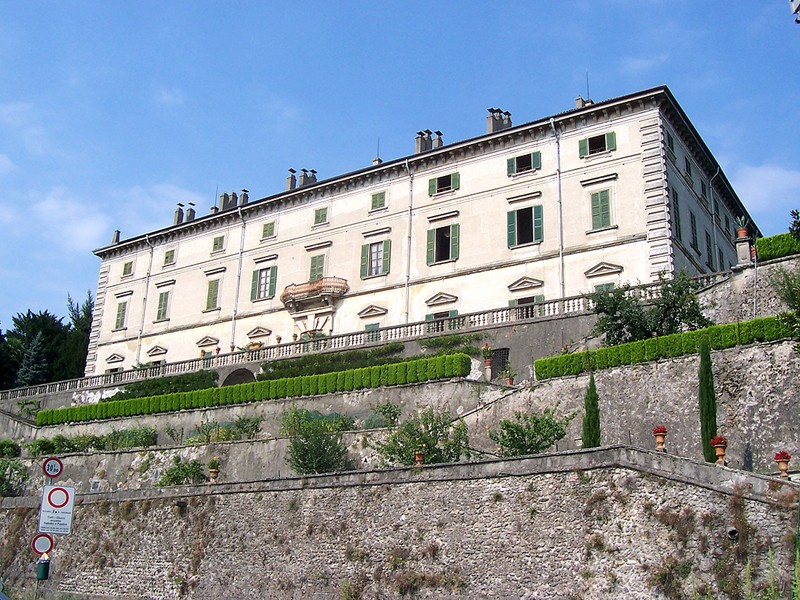
La « Villa Melzi » à Vaprio d'Adda où séjourne Léonard en 1512.

Vers 1509, stimulé par sa rencontre avec le professeur de médecine lombard Marcantonio della Torre, avec lequel il collabore, il poursuit ses études sur l’anatomie humaine : reprenant les dissections, il étudie notamment l'appareil uro-génital, le développement du fœtus humain, la circulation sanguine et découvre les premiers indices du processus d’athérosclérose. Il fait également de nombreux aller-retours à l’Hôpital Santa Maria Nuova de Florence où il jouit du soutien des médecins pour ses études.

Charles d'Amboise meurt en 1511. Le roi Louis XII perd peu à peu son influence sur le Milanais et les Sforza récupèrent petit à petit le duché. Léonard perd donc son principal protecteur en la personne de Charles et décide de quitter Milan. Commence alors pour lui une période de quelques années pendant laquelle il est en quête d’un nouveau mécène. Durant l'année 1512, il est hébergé non loin de Milan, à Vaprio d'Adda, dans la « Villa Melzi », la propriété familiale des parents de son élève Francesco Melzi ; il est également accompagné par Salai qui a désormais 35 ans. Léonard a 60 ans, loin des tourbillons politiques de Milan, il livre des conseils architecturaux afin d'aménager la grande maison des Melzi, il dissèque des animaux (faute de corps humains), termine un précis de géologie (le Codex Leicester) et améliore les tableaux qu'il a emportés avec lui.  

### Séjour à Rome (1514-1516)

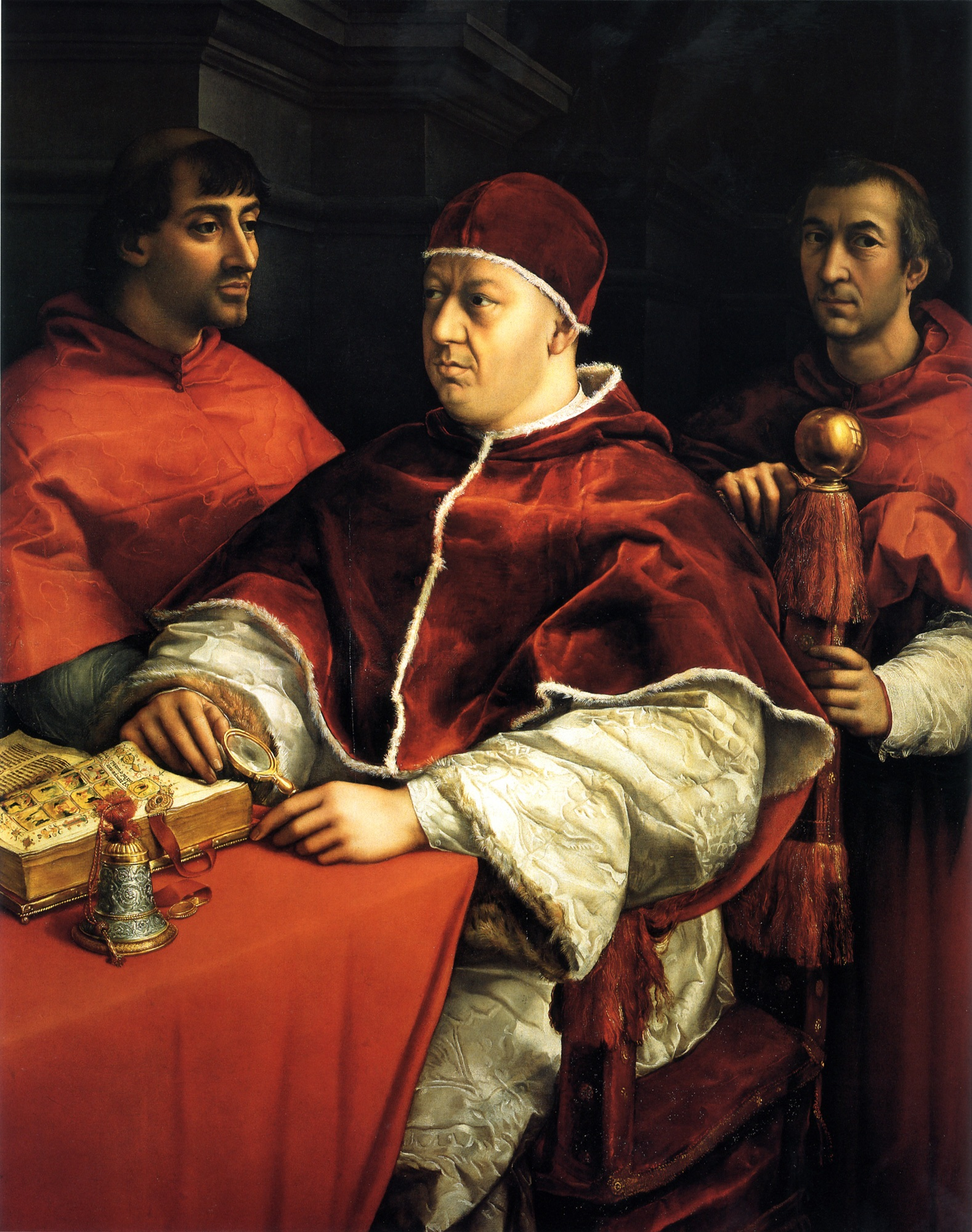
Le Pape Léon X invite Léonard à travailler à Rome. Raphaël, Portrait du pape Léon X, 1518-1520, Florence, Galerie des Offices, no inv.00287216.

En septembre 1513, Milan retourne progressivement sous l'influence des Sforza et Rome accueille le Florentin Jean de Médicis, nouvellement élu pape sous le nom de Léon X. Esthète, bon vivant, désireux de s'entourer d'artistes, de philosophes, de gens de lettres, et favorable au royaume de France, il fait notamment appel à Léonard de Vinci pour travailler à Rome avec Julien de Médicis, son frère. Léon X et Julien sont les fils de Laurent de Médicis, le premier bienfaiteur de Léonard quand le peintre en était encore à ses débuts à Florence. Léonard est installé dans le Palais du Belvédère, le palais d'été des papes construit trente ans plutôt. Un appartement est transformé pour y accueillir son logement, celui de ses élèves et son atelier qui est notamment équipé d'outils nécessaires à la confection de couleurs. Il y retrouve les livres et les tableaux qu'il avait laissés à Milan et fait envoyer à Rome. Les jardins du palais lui permettent d'étudier la botanique et sont également le cadre de farces dont il est friand et pour lesquelles il se charge de la confection de plusieurs décors de scène.
Léonard semble à ce moment-là entretenir des relations lointaines mais amicales avec ses frères et sœurs. Dans un courrier retrouvé dans ses notes, il semble avoir intercédé dans l'acquisition difficile d'un bénéfice — une fonction rémunérée au sein de l’Église — pour son demi-frère le plus âgé, alors notaire à Florence. D'autres courriers ont été retrouvés : ils soulignent toutefois les rapports quelque peu tendus qui existent entre lui et l'un des plus jeunes.

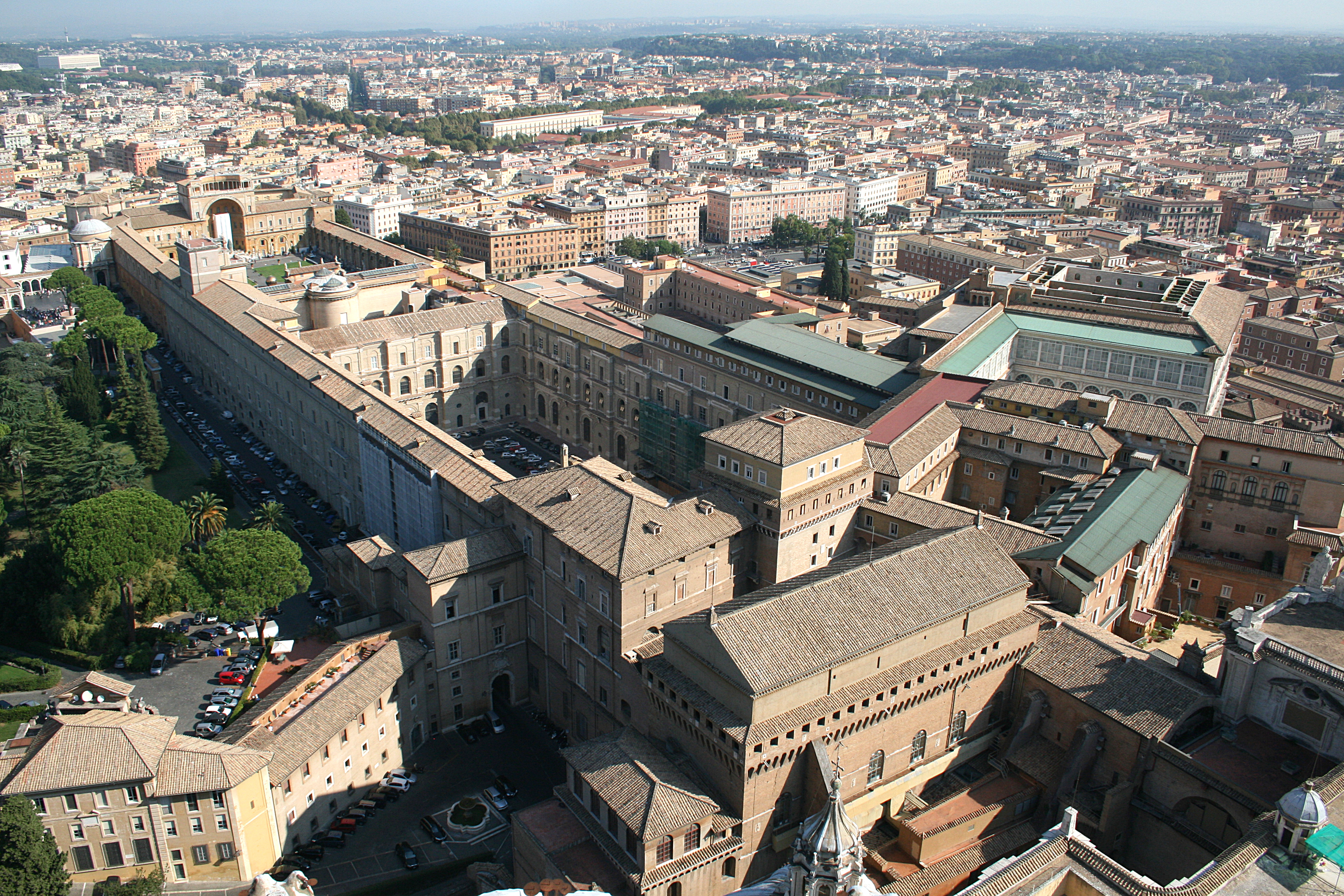
Le Palais du Belvédère à Rome où séjourne Léonard à partir de 1514.

Alors qu'à Rome, Raphaël et Michel-Ange sont très actifs à cette époque et que les commandes de peintures se suivent, Léonard semble refuser de reprendre le pinceau, même pour Léon X. Il marque sa volonté d'être considéré comme un architecte ou un philosophe. Baldassare Castiglione, auteur et courtisan proche de Léonard, le décrit ainsi comme l’un « des meilleurs peintres au monde, qui méprise l’art pour lequel il possède un talent si rare et qui préfère étudier la philosophie [et les sciences] ». De fait, les seules choses qui semblent le rattacher à la peinture sont ses études plus approfondies des mélanges de couleurs et de la technique du sfumato qui lui permettent de continuer les minutieuses retouches des tableaux qu'il a emportés avec lui. Parmi ceux-ci, il y a La Joconde, le Saint Jean-Baptiste et le Bacchus, probablement ses dernières œuvres peintes. Il s'intéresse également aux mathématiques, à l'astronomie et aux miroirs concaves et leurs possibilités de concentration de la lumière afin de produire de la chaleur. Il parvient aussi à disséquer trois corps humains, ce qui lui permet de parfaire ses recherches sur le cœur. Certes, cette pratique n'est pas source de scandale, mais elle semble causer un certain émoi dans le milieu de la cour et Léonard est vite découragé dans la poursuite de cette activité,.

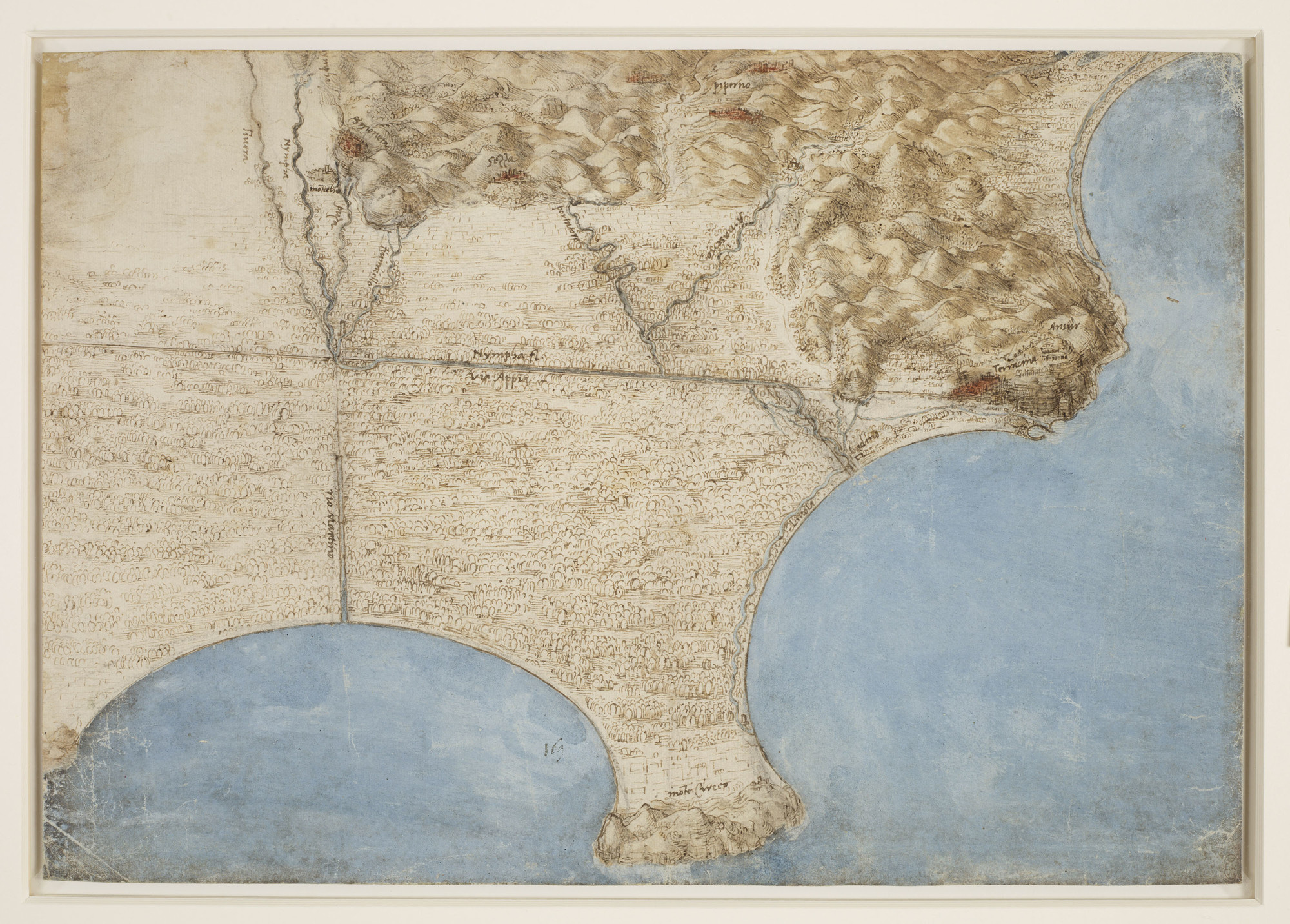
Dessin de la carte des Marais pontins couvrant environ 65 km2 au sud de Rome, avec le nord en haut à gauche. Royal Collection - Windsor, no ref. RCIN 912684.

Comme Léonard s'intéresse aux sciences de l'ingénierie et de l'hydraulique, il est engagé, en 1514 ou en 1515, dans un projet d’assèchement des marais pontins situés à 80 kilomètres au sud-est de Rome, commandé par Léon X à Julien de Médicis. Après avoir visité les lieux, Léonard dresse une carte de la région — à laquelle Francesco Melzi ajoute le nom des villages — avec les différentes rivières qu'il s’agit de détourner afin d'en amener l'eau vers la mer, avant qu'elles n'alimentent les marais. Les travaux commencent en 1515, mais sont interrompus aussitôt face à la désapprobation des populations locales et sont définitivement arrêtés à la mort de Julien en 1516.
Il semble que le séjour de Léonard à Rome soit pour lui une période où il se montre déprimé à cause de refus de commandes qui l'intéressent et de conflits avec un assistant allemand qu'il juge paresseux, inconstant et peu loyal. Cette situation contribue à le rendre physiquement malade et d'une grande irritabilité. Il est peut-être victime d'un de ses premiers accidents vasculaires cérébraux qui le conduiront à la mort quelques années plus tard — mais cette information est contestée. En 1516, il note une formule amère dans un carnet, « i medici me crearono edesstrussono ». Celle-ci a été diversement comprise car elle présente un jeu de mots dans sa langue originale, le terme medici pouvant se rapporter tout à la fois aux « Médicis » et aux « médecins » : Léonard veut-il dire « Les Médicis m'ont créé et m'ont détruit » ou « Les médecins m'ont créé et m'ont détruit » ? Quoi qu'il en soit, la note souligne les déceptions de son séjour romain. Peut-être pense-t-il que jamais on ne lui laissera donner sa mesure sur un chantier important ; ou bien se plaint-il des « destructeurs de vie » que seraient les médecins pour le malade qu'il serait.

### Dernières années en France (1516-1519)

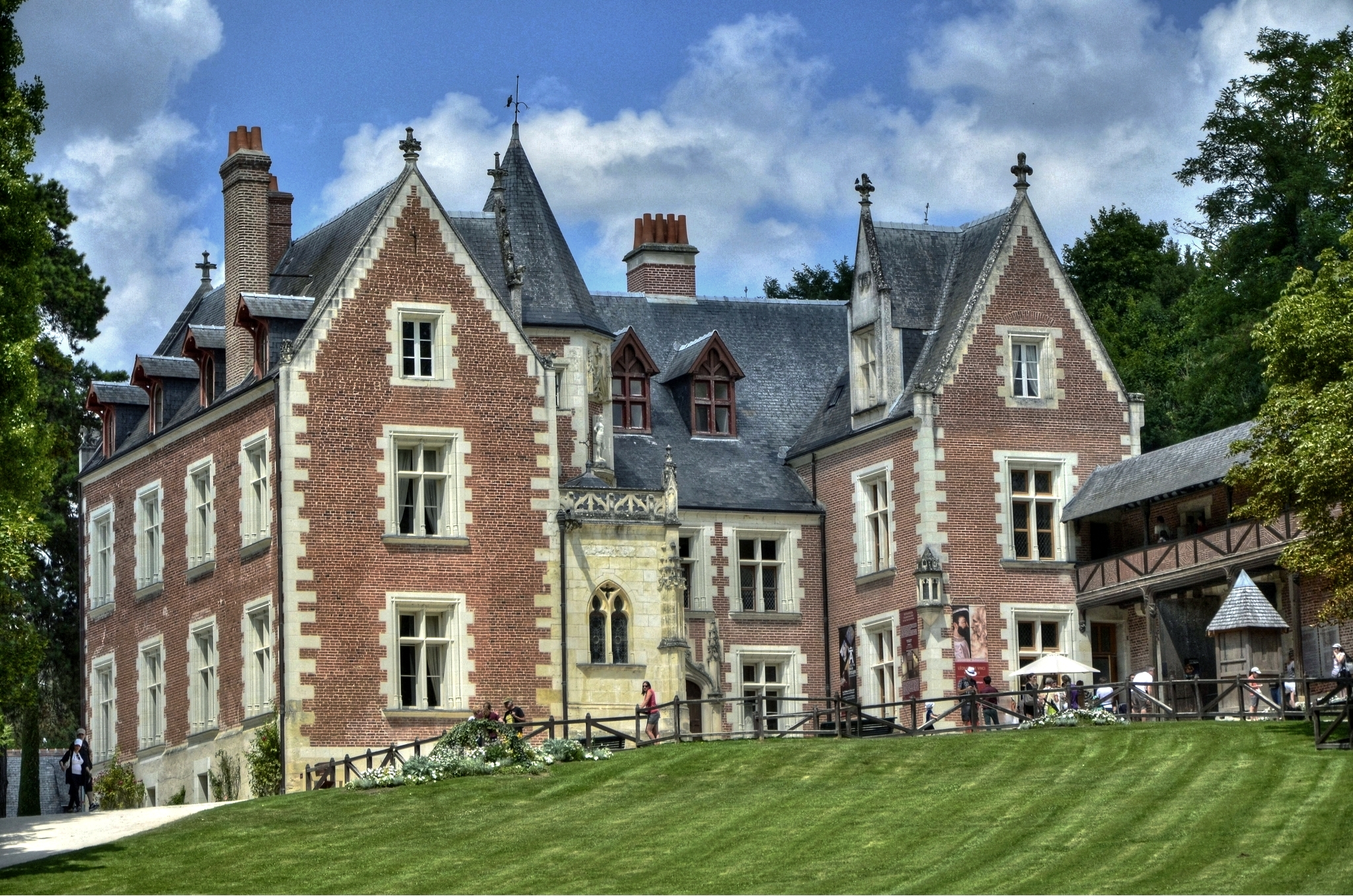
Le château du Clos Lucé autrefois le manoir de Cloux à Amboise est la dernière demeure de Léonard de Vinci. C'est désormais un musée consacré à son occupant.

En septembre 1515, le nouveau roi de France François Ier reconquiert le Milanais lors de la bataille de Marignan. Le 13 octobre suivant, Léonard assiste à Bologne à la rencontre entre le pape Léon X et le roi français. À l'exemple de son devancier Louis XII, celui-ci demande au maître de s'installer en France. Toujours fidèle à Julien de Médicis, Léonard ne répond pas à cette invitation. Néanmoins, le 17 mars 1516 marque un tournant dans sa vie puisque Julien de Médicis, malade depuis longtemps, meurt, le laissant sans protecteur immédiat. Constatant le manque d'intérêt d'un quelconque puissant italien, il choisit de s'installer dans le pays qui le réclame depuis longtemps.
Il arrive donc à la seconde moitié de l'année à Amboise. Il a alors 64 ans. Le roi l'installe au manoir du Cloux — actuel château du Clos Lucé — en compagnie notamment de Francesco Melzi et Salai : il reçoit alors une pension de 2 000 écus pour deux ans et ses deux compagnons respectivement 800 écus et 100 écus. Son serviteur milanais, Battista da Villanis, l'accompagne également. Le souverain, pour qui la présence en France d'un hôte si prestigieux est source d'orgueil, le nomme « premier peintre, premier ingénieur et premier architecte du roi ».

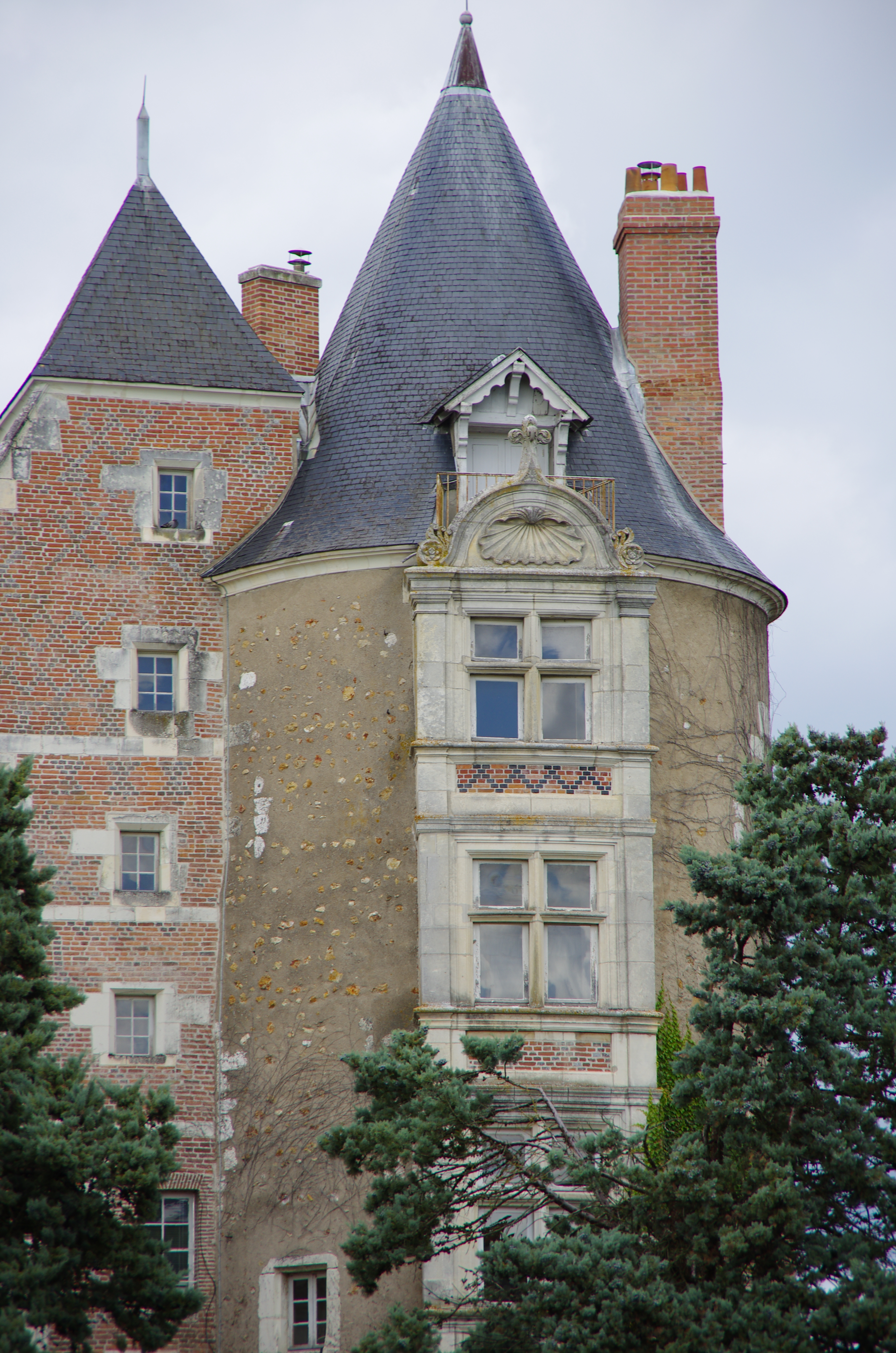
Tour d'angle du château de Louise de Savoie à Romorantin, vestige du château dessiné par Léonard de Vinci.

Le 10 octobre 1517, Léonard reçoit la visite du cardinal d'Aragon ; le journal de voyage de son secrétaire, Antonio de Beatis, constitue un témoignage précieux des activités et de l'état de santé du maître. Ainsi il indique que, atteint d'une paralysie de la main droite, celui-ci ne peint plus mais fait toujours travailler efficacement ses élèves sous sa direction, ; de plus, il affirme que Léonard lui présente trois de ses toiles majeures, Saint Jean-Baptiste, Sainte Anne, la Vierge et l'Enfant Jésus jouant avec un agneau et La Joconde qu'il aurait apportées d'Italie, ; enfin, il présente également un nombre important d'ouvrages qu'il a écrits, consacrés notamment à l'anatomie, l'hydrologie et l'ingénierie.
Les chercheurs se demandent volontiers ce que peut chercher le roi François Ier chez ce vieil homme au bras droit paralysé, qui ne peint ni ne sculpte plus et qui a mis de côté ses recherches scientifiques et techniques, : tout au plus crée-t-il en septembre 1517 un lion automate pour le roi et organise des fêtes, telle celle donnée du 15 avril au 2 mai 1518 pour le baptême du Dauphin ; il réfléchit aux projets urbanistiques du roi qui rêve de se doter d'un nouveau château à Romorantin et envisage d'en embellir certains sur la Loire ; il travaille sur un projet de canaux reliant la Loire et la Saône ; enfin il donne la dernière main à certains de ses tableaux, notamment sa sainte Anne qu'il laissera pourtant inachevée à sa mort. Peut-être le roi aime-t-il tout simplement converser avec lui et se satisfait-il de sa présence prestigieuse à sa cour.
En 1519, Léonard a 67 ans. Sentant sa mort proche, il fait établir son testament le 23 avril 1519 devant un notaire d’Amboise. Du fait de sa position auprès du roi, il parvient à se faire octroyer une lettre de naturalité, ce qui lui permet de contourner le droit d'aubaine, c'est-à-dire la mainmise automatique par le roi des biens d'un étranger mort sans enfant sur le sol français.

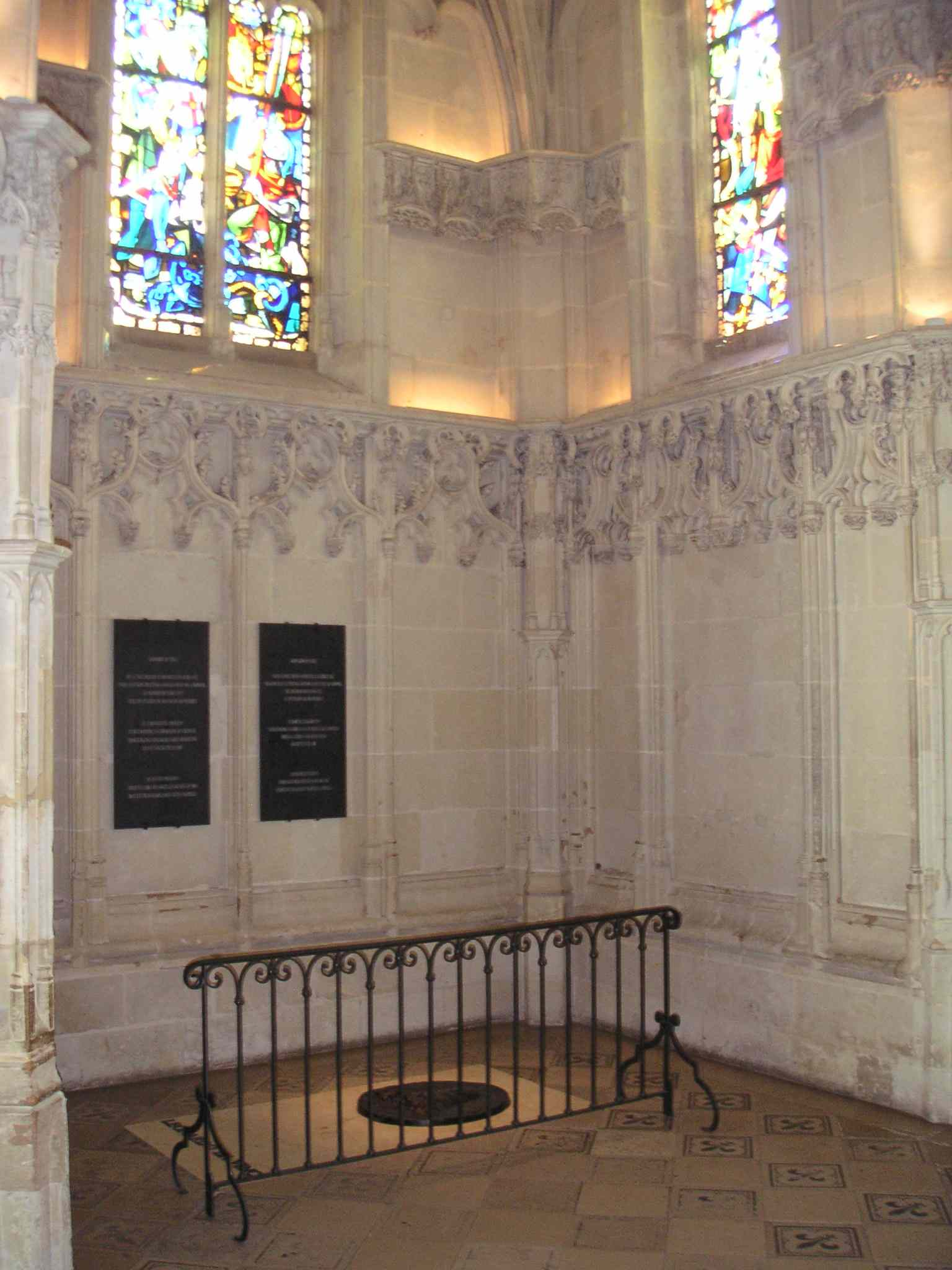
La tombe de Léonard dans la chapelle Saint-Hubert située non loin du château d'Amboise.

Selon ce testament, les vignes autrefois offertes par Ludovic le More à Léonard sont divisées entre Salai et Batista de Villanis, son serviteur. Le terrain que le peintre avait reçu de son oncle Francesco est légué aux demi-frères de Léonard — respectant ainsi le compromis trouvé à l'issue du procès où ils avaient contesté l'héritage de Francesco en faveur du peintre. Sa servante Mathurine reçoit un manteau noir à bords de fourrure.
Francesco Melzi, enfin, hérite de « tous les livres que le testateur a en sa possession et d'autres instruments et dessins de son art et ses travaux de peinture ». Les chercheurs se sont longtemps interrogés sur l'aisance financière de Salai après la mort du maître : il aurait en fait reçu par anticipation de nombreux biens dans les premiers mois de l'année 1518 et n'aurait pas hésité à en revendre certains à François Ier du vivant même de Léonard, tel son tableau de la sainte Anne,.
Léonard s'éteint brusquement le 2 mai 1519 au Clos-Lucé. Ce que Giorgio Vasari décrit comme un « paroxysme final, messager de la mort » est probablement un accident vasculaire cérébral aigu.
La tradition rapportée par Giorgio Vasari selon laquelle Léonard meurt dans les bras de François Ier repose sans doute sur une des exagérations du chroniqueur : le 31 mars 1519, la Cour se trouve alors à deux jours de marche d'Amboise, au château de Saint-Germain-en-Laye où la reine accouche du futur Henri II, des ordonnances royales y sont données le 1er mai et une proclamation y est publiée le 3 mai. Le journal de François Ier ne signale d'ailleurs aucun voyage du roi jusqu’au mois de juillet. Cependant, élément qui pourrait accréditer la version de Vasari, la proclamation du 3 mai est signée par le chancelier et non par le roi, dont la présence n'est pas mentionnée dans les registres du conseil,,. Vingt ans après la mort de Léonard, François Ier dira au sculpteur Benvenuto Cellini : « Il n'y a jamais eu un autre homme né au monde qui en savait autant que Léonard, pas autant en peinture, sculpture et architecture, comme il était un grand philosophe ».
Conformément aux dernières volontés de Léonard, soixante mendiants portant des cierges suivent son cercueil. Il est enterré dans une chapelle de la collégiale Saint-Florentin, située au cœur du château d'Amboise. Néanmoins, délabré par le temps, et en particulier lors de la période révolutionnaire, l'édifice est détruit en 1807 ; la dalle funéraire disparaît alors. Les lieux sont fouillés en 1863 par l'homme de lettres Arsène Houssaye qui découvre des ossements qu'il rattache à Léonard de Vinci. Ceux-ci sont transférés en 1874 dans la chapelle Saint-Hubert située non loin du château actuel,.

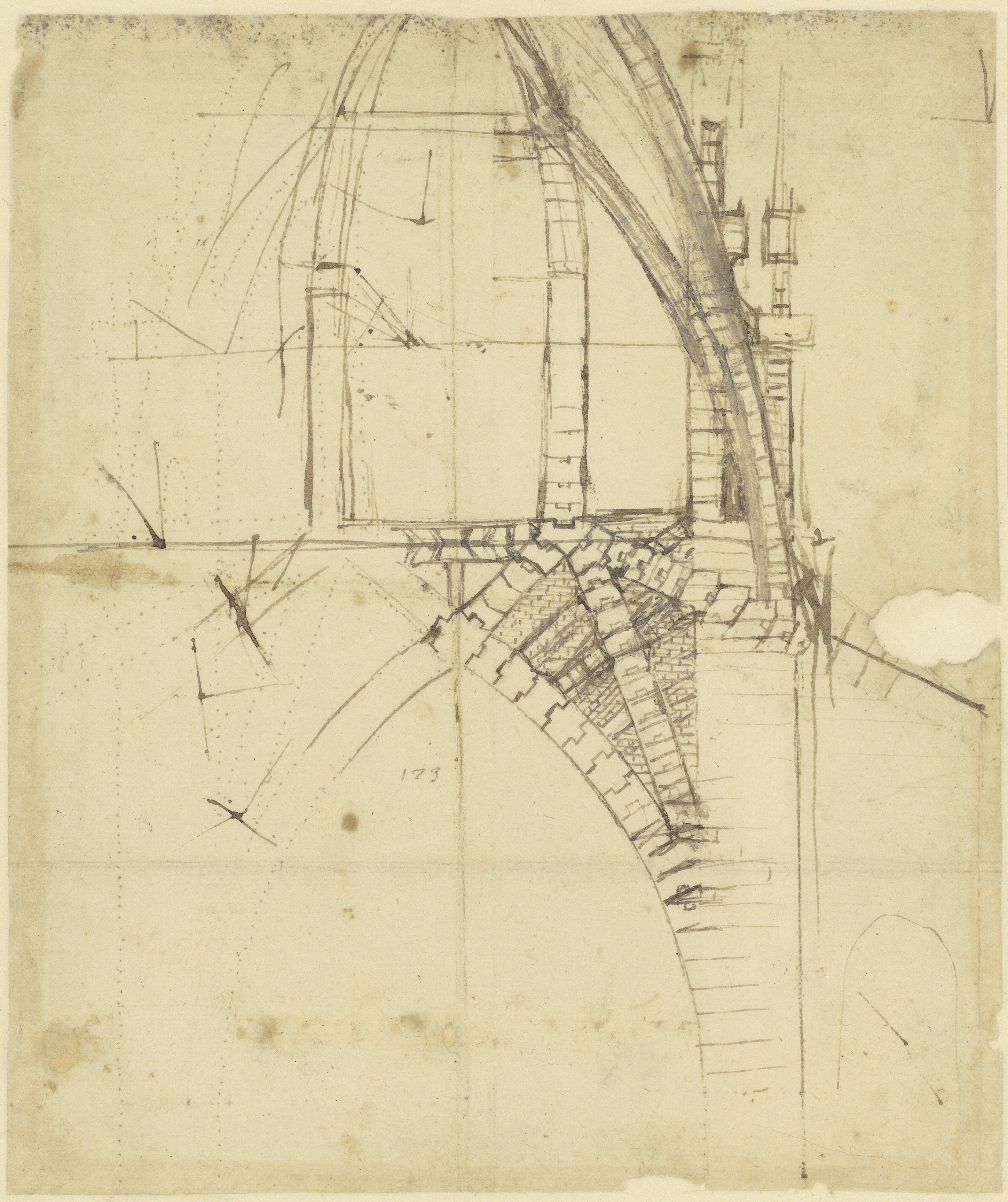
Études pour la coupole de la cathédrale de Milan, Codex Atlanticus, vers 1487-88, Milan, Bibliothèque Ambrosienne, no fol 851r.

## Léonard de Vinci polymathe
Léonard de Vinci est formé à Florence par Andréa del Verrocchio à nombre de techniques et de notions diverses comme l'ingénierie, la machinerie, la mécanique, la métallurgie et la physique. Le jeune homme est également initié à la musique, il étudie des notions d’anatomie superficielle, de mécanique, des techniques de dessin, de gravure, l’étude des effets d’ombre et de lumière, et, surtout, étudie le livre de Leon Battista Alberti De Pictura qui est le point de départ de ses réflexions sur les mathématiques et la perspective. Tout cela permet de comprendre qu'à l'instar de son maître et d'autres artistes de Florence, Léonard rejoint la famille des polymathes de la Renaissance.

### L'artiste
Pour Léonard de Vinci, la peinture est maîtresse de l'architecture, de la poterie, de l'orfèvrerie, du tissage et de la broderie, et elle a, par ailleurs, « inventé les caractères des diverses écritures, donné les chiffres aux arithméticiens, appris aux géomètres le tracé des différentes figures et instruit opticiens, astronomes, dessinateurs de machines et ingénieurs ». Pourtant, les experts n'attribuent à Léonard, longtemps connu pour ses tableaux, que moins d'une quinzaine d’œuvres peintes. Beaucoup d'entre-eux demeurent inachevés et d'autres à l'état de projets. Mais aujourd'hui Léonard est aussi connu comme siégeant parmi les esprits les plus ingénieux, les plus prolifiques : à côté du petit nombre de ses peintures se trouve la masse énorme de ses carnets, témoins d'une activité de recherches scientifiques et d'observation minutieuses de la nature.

#### Le peintre
Au XVe siècle, les artistes ont encore peu l'habitude d'apposer leur signature manuscrite sur leurs œuvres. Ce n'est qu'ultérieurement que l'usage de l'autographe encore inconnu se répand. L'auteur désireux de marquer son œuvre le fait encore sous la forme impersonnelle d'inscriptions (souvent latines) effectuées à l'intérieur ou à côté du tableau. Ce qui ne manque pas de poser d'importants problèmes dans la recherche d'attribution des œuvres réalisées au cours de la Renaissance.

##### La peinture est une science

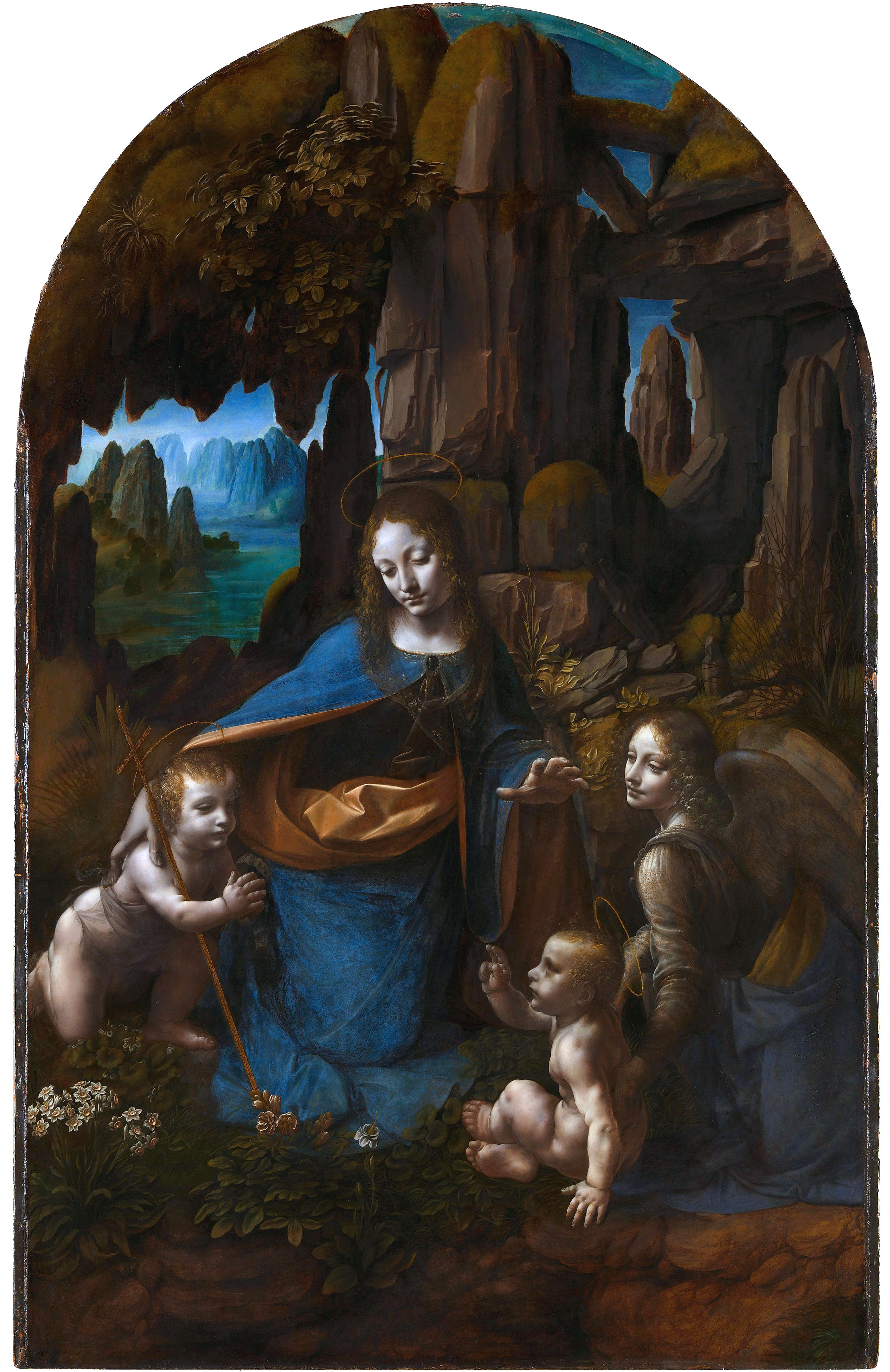
1495}1508 (deux versions). Ci-dessus, la version de la National Gallery. Londres, no inv. NG1093.

Au XVe siècle, la peinture est encore considérée comme un simple travail manuel, activité vue comme méprisable. Son caractère intellectuel n'est affirmé que par Leon Battista Alberti dans son ouvrage De pictura (1435) puisque, souligne-t-il, la création d'un tableau implique l'usage des mathématiques à travers la recherche de la perspective et de la géométrie des ombres. Mais Léonard veut aller plus loin et, la désignant comme une cosa mentale, désire la placer au sommet de l'activité scientifique et en l'intégrant dans les traditionnelles Artes Liberales du Moyen Âge. Ainsi, selon lui, la peinture — qui ne peut se limiter à une imitation de la nature (du sujet) — trouve son origine dans un acte mental : la compréhension. Cet acte mental s'accompagne ensuite d'un acte manuel : l'exécution. L'acte mental est la compréhension scientifique du fonctionnement intime de la nature afin de pouvoir la reproduire sur un tableau. Et ce n'est qu'à partir de cette compréhension qu'intervient l’exécution, l'acte manuel nécessitant un savoir-faire. Acte mental et acte manuel ne peuvent donc exister l'un sans l'autre,.
Mais pour comprendre le fonctionnement de la nature, l'observation simple sans méthode des phénomènes ne suffit pas, inlassablement Léonard observe et analyse les phénomènes en utilisant la démonstration et le calcul mathématiques. Cette méthode prend pour point de départ les modèles mathématiques qu'Alberti utilise dans la recherche de la perspective et Léonard étend cette dernière à tous les phénomènes observables (l'éclairage, le corps, la figure, l'emplacement, l'éloignement, la proximité, le mouvement et le repos). L'attrait que les mathématiques et la géométrie exercent sur le peintre trouve vraisemblablement son origine dans l'école platonicienne qu'il découvre probablement au contact de Luca Pacioli auteur de Divina Proportione dans les années 1495 - 1499. Ses carnets témoignent durant ces années d'une grande activité de recherches en mathématiques et en géométrie. Il découvre également Platon qui, dans son Timée, établit une relation entre les éléments et les formes simples : terre/cube, feu/pyramide, eau/icosaèdre, air/octaèdre. De ce fait, pour Léonard, l'espace appelé à être reproduit sur un tableau est parcouru de points, de lignes et de surfaces mathématiquement quantifiables et mesurables changeant leurs propriétés à chacune de leur position ; ce faisant, la peinture devient une science totale de la vision par laquelle Léonard développe notamment d'autres aspects de la perspective et de l'usage de l'ombre et de la lumière,,.
Mais, pour Léonard qui entend placer la peinture au-dessus de l’esprit et des sciences, les sciences quantitatives ne suffisent pas ; afin d'appréhender les beautés de la nature, il faut recourir aux sciences qualitatives. Suivant en cela les pythagoriciens et Aristote, Léonard trouve l'origine du beau dans l'ordre, l'harmonie et les proportions. Pour Léonard, dans le domaine de l'art, les principes de quantité et de qualité sont indissociables et de leur relation naît logiquement la beauté. La perfection des mathématiques sert la perfection de l'esthétique,. D'autre part, Léonard évoque la présence de contours « véritables » et de contours « visible » aux objets opaques. Le contour véritable indique la forme exacte d'un corps, mais celle-ci est presque invisible à l'œil non averti, et devient plus ou moins flou en fonction de la distance ou du mouvement du sujet. Il souligne ainsi l'existence d'une vérité scientifique et une vérité visible ; c'est cette dernière qui est représentée dans la peinture.

« Les sciences mathématiques ne s'étendent qu'à la connaissance de la quantité continue [les mathématiques] et discontinue [la géométrie], mais ne se préoccupe pas de la qualité, qui est la beauté des œuvres de la nature et de l'ornement du monde. »

— Léonard de Vinci, Ms.Codex Urbinas 7v
Pour Daniel Arasse, la comparaison entre Alberti et Léonard de Vinci ne se limite pas aux mathématiques : pour Alberti la peinture est un miroir de la nature tandis que, pour Léonard, c'est l'esprit du peintre lui-même qui doit se transformer afin de devenir « miroir conscient » de la nature. Le peintre s'intéresse moins à l'« aspect » des choses, mais bien à sa manière de les voir. Il devient ainsi « l'esprit même de la nature, et se fait l’interprète entre la nature et l'art ; il recourt à celle-ci pour dégager les raisons de ses démarches, assujetties à ses propres lois » (Codex Urbinas, 24v). Le peintre ne « refait » pas la nature, il l'« achève »,. Vincent Delieuvin ajoute que l'artiste découvre ainsi la beauté et la poésie de la création divine et sélectionne dans la diversité de la nature les éléments propres à construire une vision très personnelle du monde et de l'humanité. Léonard fait du peintre le « seigneur et dieu » de son art et compare le processus d'invention à celui de Dieu créateur.
Ensuite, après l'acte mental vient l'acte manuel, le noble travail de la main, qui en tant qu'intermédiaire entre l'esprit et la peinture s'occupe de « l’exécution bien plus noble que ladite théorie ou science ». Cette noblesse réside entre autres dans le fait que cette main, dans son œuvre, va jusqu'à à effacer la dernière trace de son passage sur la peinture. L’œil, quant à lui, est la fenêtre de l'âme, le sens privilégié de l'observation, l'intermédiaire entre l'Homme et la nature. L’œil et la main travaillent de concert échangeant sans cesse leurs connaissances et c'est de cet échange que, pour Daniel Arasse, « se noue le caractère divin de la peinture et que se joue la création du peintre »,.

##### La peinture au-dessus de tous les arts

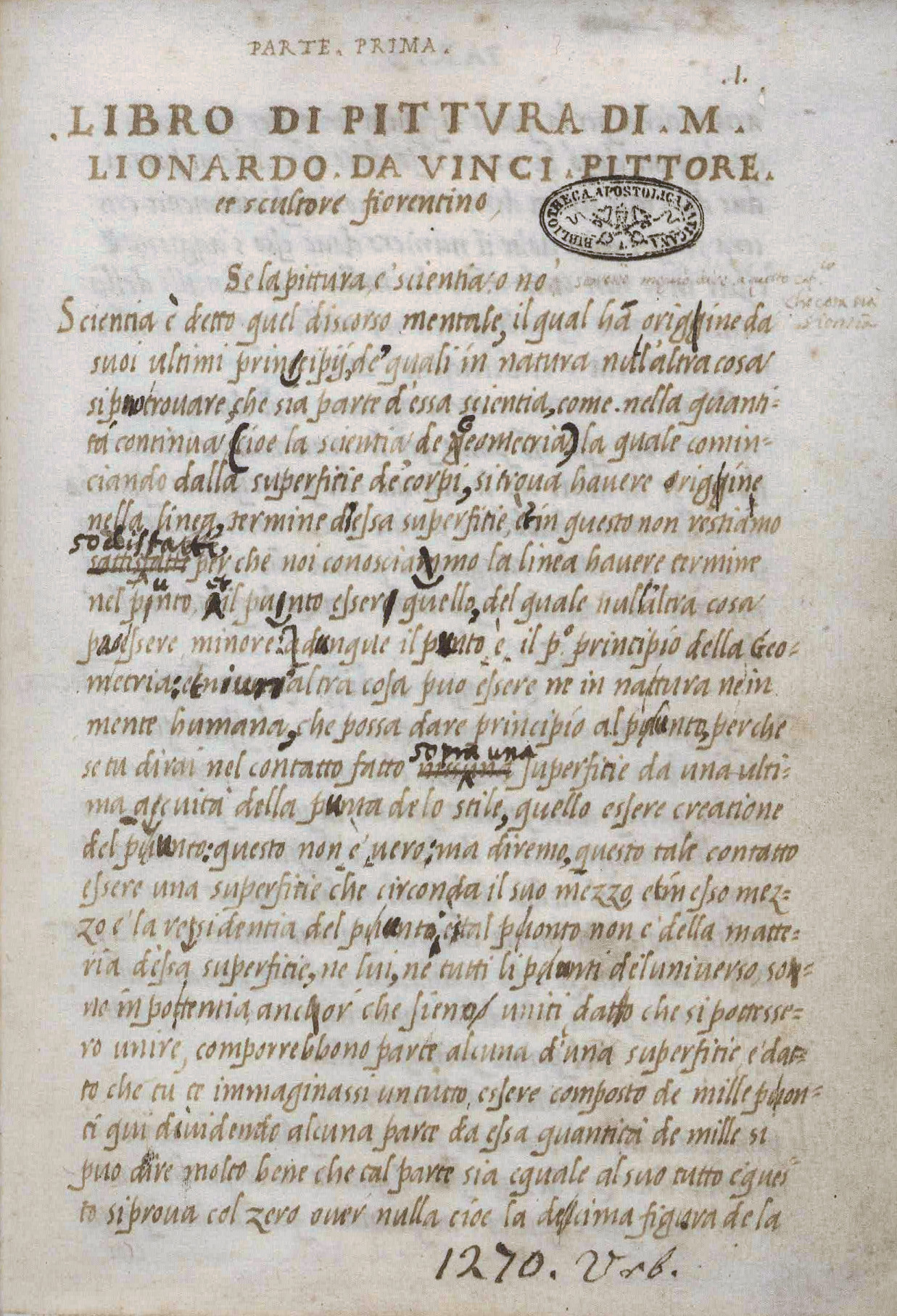
Le Trattato della pittura est une compilation des écrits de Léonard sur le sujet réalisée par son élève Francesco Melzi vers 1540. Première page d'une édition du XVI, Vatican, Bibliothèque apostolique, no Urbinate lat. 1270

Au XVe siècle, les artistes du Quattrocento encouragent l'intégration des arts dans les disciplines des arts libéraux. En ce sens, Leon Battista Alberti introduit l'enseignement de la peinture dans la rhétorique et la présente comme une savante combinaison d'éléments comme le contour, l'organisation et la couleur. Il adjoint également à sa présentation une comparaison entre la peinture et la poésie. À cette époque, une intense réflexion se fait entre les théoriciens de la Renaissance afin de déterminer quel art appartient le plus à la cosa mentale. Ce débat appelé Paragone (qui signifie « comparaison ») des arts bat son plein vers la fin du XVe siècle. Il perdra, cependant, progressivement de son intérêt vers le milieu du XVIe siècle pour s'éteindre ensuite,.
Entre 1495 et 1499, Léonard de Vinci participe à ce débat et rédige un Paragone en première partie de son Traité de la Peinture : là où Alberti se contente d'une comparaison entre la peinture et la poésie, Léonard compare celle-ci non seulement à la poésie, mais également à la musique et à la sculpture en présentant la peinture comme un « art total », situé par-dessus tous les autres,.

« Comment la peinture surpasse toute œuvre humaine, par les subtiles possibilités qu’elle recèle : L’œil, appelé fenêtre de l’âme, est la principale voie par où notre intellect peut apprécier pleinement et magnifiquement l’œuvre infinie de la nature ; l’oreille est la seconde et elle emprunte sa noblesse au fait qu’elle peut ouïr le récit des choses que l’œil a vues. »

— Léonard de Vinci, Carnets (Ms. 2185)
Il présente ainsi la peinture comme supérieure à la poésie, car elle est compréhensible par tous alors que la poésie doit être traduite pour tous ceux qui n'en comprennent pas la langue. Par ailleurs, face à la musique, la peinture présente une plus grande pérennité : la première est composée de notes, certes harmonieuses, mais n'est-elle pas un art « qui se consume dans l’acte même de sa naissance » ? La peinture est également supérieure à la sculpture par le fait qu'elle propose des couleurs alors que la matière sculptée reste uniforme. Elle présente également la possibilité de représenter toute la nature là où la sculpture ne peut présenter qu'un seul sujet. De plus, le sculpteur doit travailler dans le bruit et la poussière alors que le peintre s’installe confortablement devant son tableau dans le silence ou à l'écoute de musique ou de poésie,.

##### Le clair et l'obscur

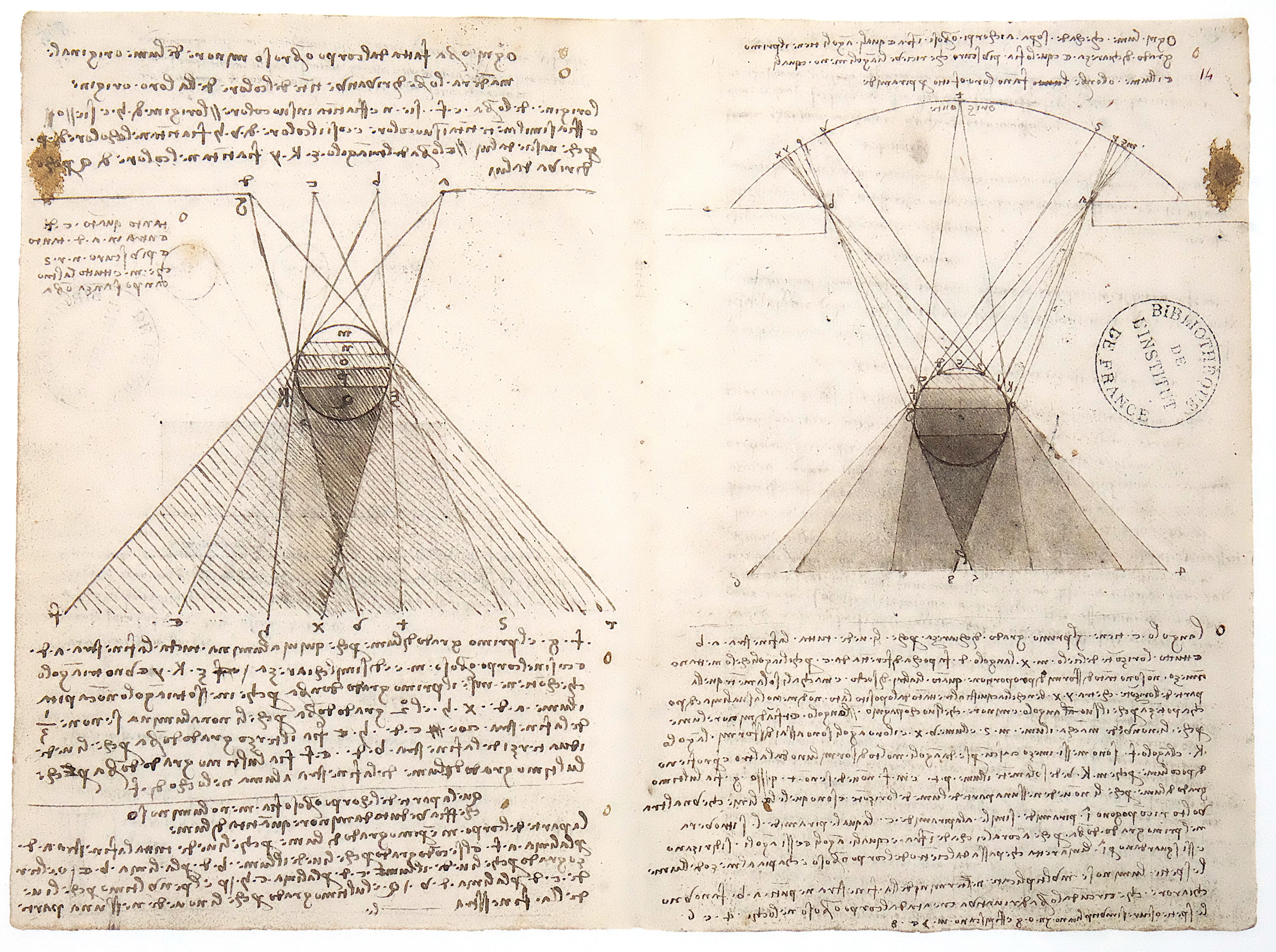
Expériences d’optique, étude des ombres, vers 1490-1492, Manuscrit A bis, Paris, Bibliothèque de l'Institut de France, no fol. 13v-14r.

L'étude de la lumière et la maîtrise de son rendu sont parmi les grands sujets qu'aborde Léonard dans ses recherches picturales. C'est, pour lui, un moyen d'atteindre la parfaite retranscription de la nature et de donner une impression de mouvement. Après ses premières études de draperies qu'il mène déjà à l'atelier de Verrocchio, Léonard éprouve le besoin d'étudier les théories consacrées à l'optique. À Florence, pendant ses années de formation, il étudie le traité d'Alhazen, les recherches de Roger Bacon, John Peckham et Vitellion. Ces lectures lui permettent de comprendre la théorie de l'intromission : l’œil est passif et il reçoit l'image et non l'inverse, comme l'annoncent Platon et Euclide. Vers 1480, il écrit dans ses notes ses expériences sur l'ombre et la lumière et les dessins qu'il y adjoint illustrent comment les ombres, directes et indirectes, se forment sur des corps opaques,.
D'autre part, il étudie également les écrits de Leon Battista Alberti et assimile, éprouve et perfectionne les algorithmes de la perspective et la variation de grandeur que les objets prennent à la vue par rapport à la distance et l'angle de vue. Mais, à la perspective purement géométrique d'Alberti qui, prise isolément, ne peut suffire à exprimer l'éloignement en extérieur, Léonard apporte deux autres types de perspectives : la perspective aérienne ou atmosphérique et la perspective de couleur. Puisque les rayons visuels d'un objet s'affaiblissent en prenant de la distance, l’œil en enregistre les modifications. Les objets subissent de ce fait une perte de leur netteté et de leurs couleurs proportionnellement à leur distance. Même si les peintres flamands du XVe siècle utilisent déjà la perspective arienne, le mérite de Léonard est de l'avoir théorisée par de nombreuses expérimentations dont celle de la chambre noire,.
Les premiers exercices que Léonard effectue sur la lumière sont ses fameuses études de draperie sur lin. Cependant, selon l'historien de l'art Johannes Nathan, si les études dessinées sont facilement identifiables à Léonard de Vinci grâce aux hachures de gaucher, il en est autrement des études de drapés peintes sur toiles de lin. Seul un dessin présente les hachures caractéristiques de celles d'un gaucher et seule l'Étude de drapé pour une figure agenouillée, aujourd'hui conservée à la Royal Collection au château de Windsor, possède une lignée de propriétaires ininterrompue et peut donc être attribuée à Léonard. De plus, les nombreuses autres études effectuées sur toile de lin généralement présentées comme peintes de la main de Léonard nécessitent une méthode, le pinceau, bien éloignée de celle à laquelle Léonard est habituée comme la pointe d'argent ou la plume. L'historien Carlo Pedretti ajoute parmi ces études celle qu'il intitule Drapé enveloppant les jambes d'une figure assise pour sa similitude reliée au tableau Sainte Anne, la Vierge et l'Enfant Jésus jouant avec un agneau.

##### Le geste et l'émotion

La Dame à l'hermine, vers 1488, Cracovie, Musée national, no inv. MNK XII-209.

Dans ses portraits, et notamment ceux impliquant une Madone, Léonard a pour principe de représenter le mouvement au prisme de l'émotion, c'est-à-dire l'instant éphémère pendant lequel un mouvement est en lien avec une émotion. Ainsi, dans le tableau La Madone à l'œillet, Marie tend à l'Enfant un œillet, symbole de son sacrifice futur : Léonard de Vinci saisit l'instant où Jésus est sur le point de saisir la fleur, c'est-à-dire d'accepter son destin, tandis que sa mère esquisse un sourire symbolisant cette même acceptation.

« Une figure ne sera louable que si elle exprime avec le geste les passions de son âme. »

— Léonard de Vinci, Traité de la peinture VIII.478 
Le geste, chez Léonard, est toujours dépeint dans une situation intermédiaire, entre son commencement et son achèvement. La Joconde en est l'exemple le plus abouti, car la position assise du modèle est, malgré sa sereine immobilité, marque un mouvement : le bras gauche est en pleine rotation et se pose sur la main droite, ce qui donne l'impression que Mona Lisa est en train de s'asseoir. Dans La Dame à l'hermine, Léonard donne à la main de l'amante de Ludovic Sforza, Cecilia Gallerani, un mouvement qui semble à la fois vouloir retenir l'animal tout en le caressant tendrement ; or une telle description fait écho à l'histoire même de la figure, l'hermine étant le symbole des Sforza. Carlo Pedretti décrit un autre mouvement dans l'immobilité dans le tableau Sainte Anne, la Vierge et l'Enfant Jésus jouant avec un agneau dans lequel Marie est à la fois assise en équilibre sur les genoux de sa mère et penchée vers l'avant afin d'attirer à elle l'Enfant : sa position présente ainsi « un mouvement oscillatoire […] où la poussée vers l'avant est contrebalancée par le retour naturel du poids du corps vers l'arrière, conformément au principe de l'inertie ». De fait, d'après Daniel Arasse, Léonard poursuit cette quête de la captation de l'instant d'émotion par le mouvement dès le début de sa carrière : de la création du Portrait de Ginevra de' Benci (vers 1474 – 1476) à celle de La Joconde (entre 1503 et 1516).
En outre, les représentations d'expressions faciales sont nombreuses, qu'elles apparaissent dans ses dessins ou ses tableaux : colère, peur, rage, imploration, douleur ou extase ; leurs meilleurs exemples se trouvent ainsi dans La Cène, L'Adoration des Mages ou La Bataille d'Anghiari. Léonard semble également se livrer à de nombreux essais picturaux sur le sourire et particulièrement sur les trois tableaux qu'il conserve avec lui jusqu'à sa mort : La Sainte Anne, le Saint Jean-Baptiste et La Joconde ; le sourire y est l'expression même de la vie, de son dynamisme, de son caractère éphémère et de son ambiguïté.

##### L'huile exclusivement

Portrait de Lisa Gherardini del Giocondo, dit La Joconde, entre 1503 et 1519, Paris, musée du Louvre, no INV. 779.

Afin de reproduire tous les effets de lumières et d'ombres qu'il observe dans la nature, Léonard cherche à perfectionner sa technique de peintre. Sur des panneaux de bois (de cyprès, de poirier, de sorbier, de noyer ou le plus souvent de peuplier) préparés de Gesso puis de blanc de plomb, il trace un dessin presque invisible ; après plusieurs autres étapes, il met les formes en couleurs à l'aide de glacis et pose en particulier les ombres. Ces couches sont constituées de médiums huileux à peine colorés : le peintre obtient alors des aplats presque transparents qui lui permettent de modeler les ombres et les lumières ou de façonner des formes visibles à travers un vague voile brumeux. C'est ce que Léonard appelle dans ses écrits le « sfumato », technique qui donne un léger flou à ses contours à l'image de la réalité visible dans la nature et qui lui permet également d'évoquer les légers mouvements de ses modèles. Ici aussi, la Sainte Anne, La Joconde et le Saint Jean Baptiste, sont considérés par les critiques d'art comme les sommets de ce procédé,,.

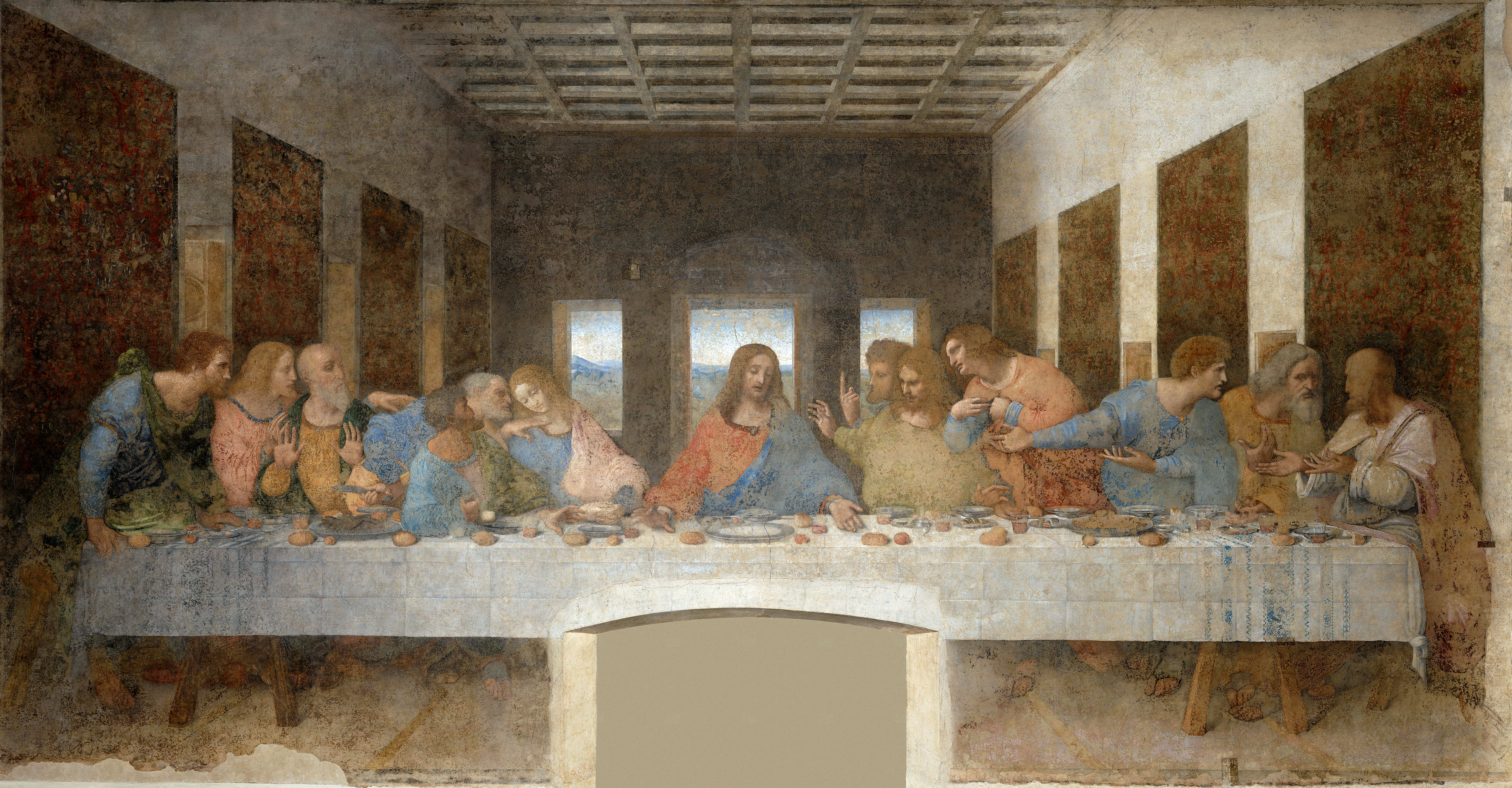
La fresque de La Cène est réalisée à la détrempe sur un glacis sur mur de chaux préparé au gesso et se détériore du vivant même de Léonard. 1495-1498, Milan, monastère de Santa Maria Delle Grazie, no inv. LXVI:B.79.

En outre, toujours à la recherche de la juste proposition afin de retranscrire au mieux les émotions de ses personnages, Léonard opère par tentatives : à de multiples reprises, il revient sur ses sujets, les corrige ou superpose leurs formes ou leurs contours, il modifie ses premiers jets, modèle peu à peu ses volumes, ses ombres et perfectionne l'expression de l'âme humaine au gré de ses découvertes scientifiques ou de ses observations.
Mais, la lenteur et la minutie du maître lui imposent de ne peindre qu'à la peinture à l'huile, celle-ci étant la seule technique qui, par ses longs temps de séchage, autorise ses innombrables retouches sur le tableau. Voilà sans doute pourquoi, pendant ses années d'apprentissage, il ne s'essaye pas à la fresque et pourquoi il n'a non plus été appelé, au contraire de nombre de ses collègues, à la décoration de la chapelle Sixtine en 1481. La fresque de La Cène qu'il peint sur le mur du réfectoire de Santa Maria Delle Grazie entre 1495 et 1498 est un exemple désolant de cette limitation qu'il essaye pourtant de dépasser maladroitement. L'utilisation de glacis à la peinture à l'huile superposés à des remplissages à la détrempe — peinture adaptée à la fresque, mais au séchage trop rapide pour Léonard — sur une préparation de chaux et de Gesso ne permet pas à la fresque de se conserver longtemps et s'en trouve déjà considérablement dégradée au cours du XVIe siècle.

##### Lenon finitoou l’inachevé

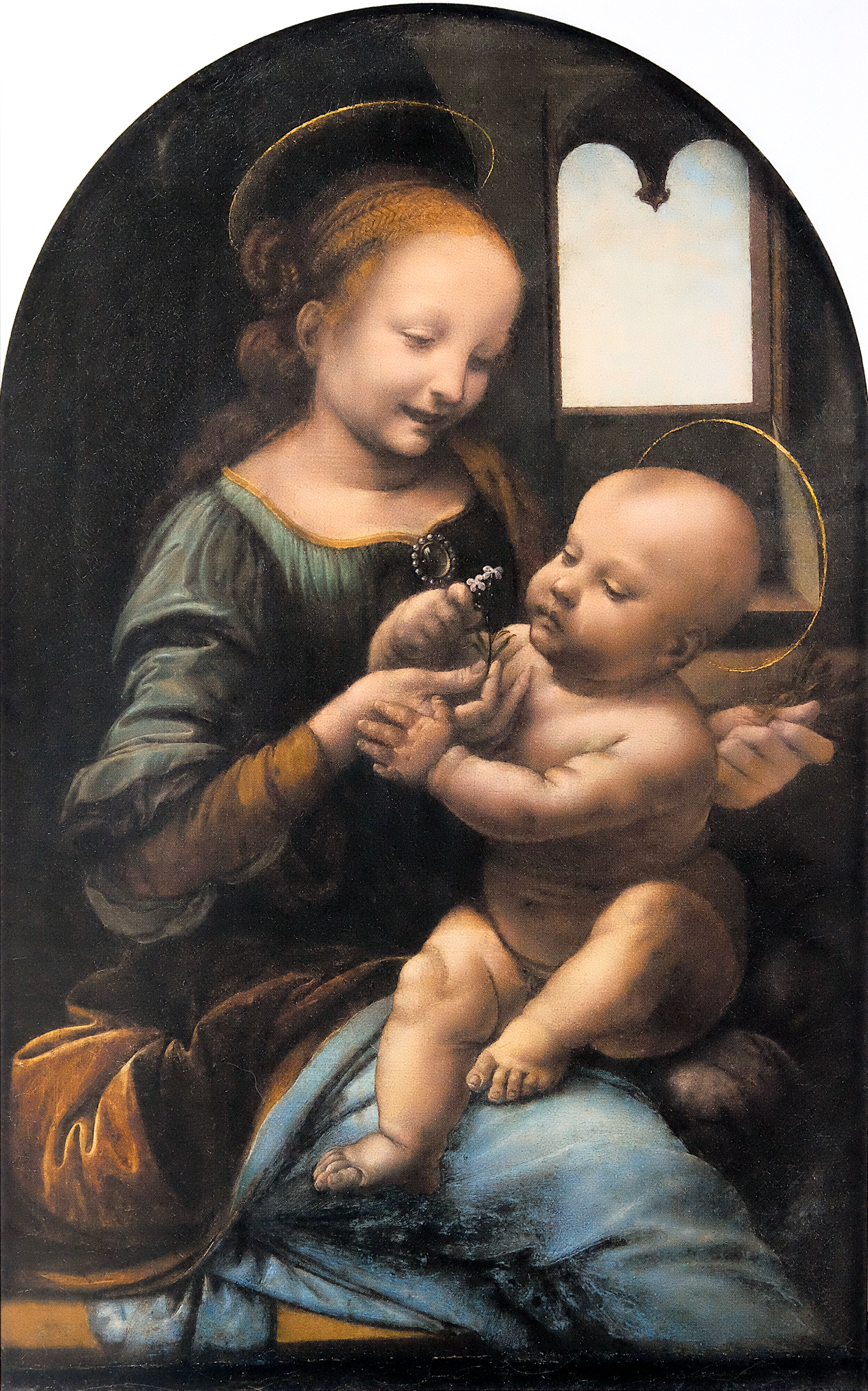
La Madonna Benois, vers 1475-1478, Saint-Pétersbourg, musée de l'Ermitage, no ref.ГЭ-2773.

Cependant, cette inlassable quête de la beauté parfaite représente un frein dans la production picturale du peintre, ce qui ne gêne pas une production de nombreux dessins et écrits. La contemplation, l'observation et la description des phénomènes que Léonard cherche à comprendre afin d'amener sa peinture à la perfection, l'incitent à travailler méthodiquement et lentement ; Léonard s'écarte parfois longtemps de la peinture au profit de ses recherches sur la nature. En conséquence, certaines œuvres restent à l'état de projet ou d'ébauche.
En outre, les incessantes retouches sur les contours et les compositions sont également à l'origine de ce non finito qui caractérise l’œuvre de Léonard. Si la technique du sfumato permet tant de modelages et de recherches de l'ombre parfaite, les temps de séchage de la peinture à l'huile n'en restent pas moins longs et rallongent considérablement le temps de gestation de l’œuvre.
Pour Vincent Delieuvin, cet état d'inachèvement est difficile à interpréter. Voulu on non, mais presque fondateur de l’œuvre de Léonard, il s'agit sans doute du témoin d'une nouvelle tendance de liberté créatrice. Contrairement à ses trois premiers tableaux parfaitement achevés (L'Annonciation vers 1472 – 1475, Portrait de Ginevra de' Benci, vers 1474 – 1476, et La Madone à l'œillet vers 1473), l'Adoration des Mages, commencé en 1482 mais jamais achevé, marque le début d'une période où il commence des œuvres auxquelles il n’éprouve pas le besoin de mettre un terme. Le Saint Jérôme, vers 1483, est encore très ébauché et la Madonna Benois, datée entre 1478 et 1482, même si elle présente un aspect fini, laisse derrière elle une fenêtre ouverte sur un ciel vide traduisant probablement un paysage non terminé. Léonard laisse des tableaux avec des parties très finies et d'autres à l'état d'ébauches où il se donne probablement la liberté de trouver une meilleure disposition ou de parfaire l'ouvrage plus tard. Cette tendance semble tellement systématique qu'elle pourrait constituer une sorte d'expérience picturale à l'ambition artistique propre : le non finito. L'historien des arts suggère même que Léonard pourrait avoir — peut-être sans le réaliser — poussé la recréation de la nature tellement loin qu'il arrive à en reproduire le caractère non achevé.

#### Le dessinateur
Pour Léonard de Vinci, qui a une tendance graphomane, le dessin est au cœur de la démarche de sa pensée et constitue le « fondement » de la peinture. Dessiner est un acte graphique qui est sa seule manière d'analyser et d'ordonner ses observations. Sans cesse, il représente tout ce qu'il voit et écrit tout ce qu'il lui vient à l'esprit, sans cacher ses idées, mais en les mélangeant au fil de ses pensées, tant et si bien qu'il semble fonctionner par analogie formelle et thématique.
Les hachures et l'écriture de Léonard indiquent qu'il est gaucher, il s'agit par ailleurs d'un fort critère d'attribution de ses dessins — ajouté au fait que la majorité d'entre eux ont une lignée de propriétaires ininterrompue,. Pour autant, il ne peut s'agir d'un critère suffisant, certains de ses élèves droitiers choisissant de suivre son modèle jusqu'à imiter ses hachures de gaucher.

##### Un classement difficile

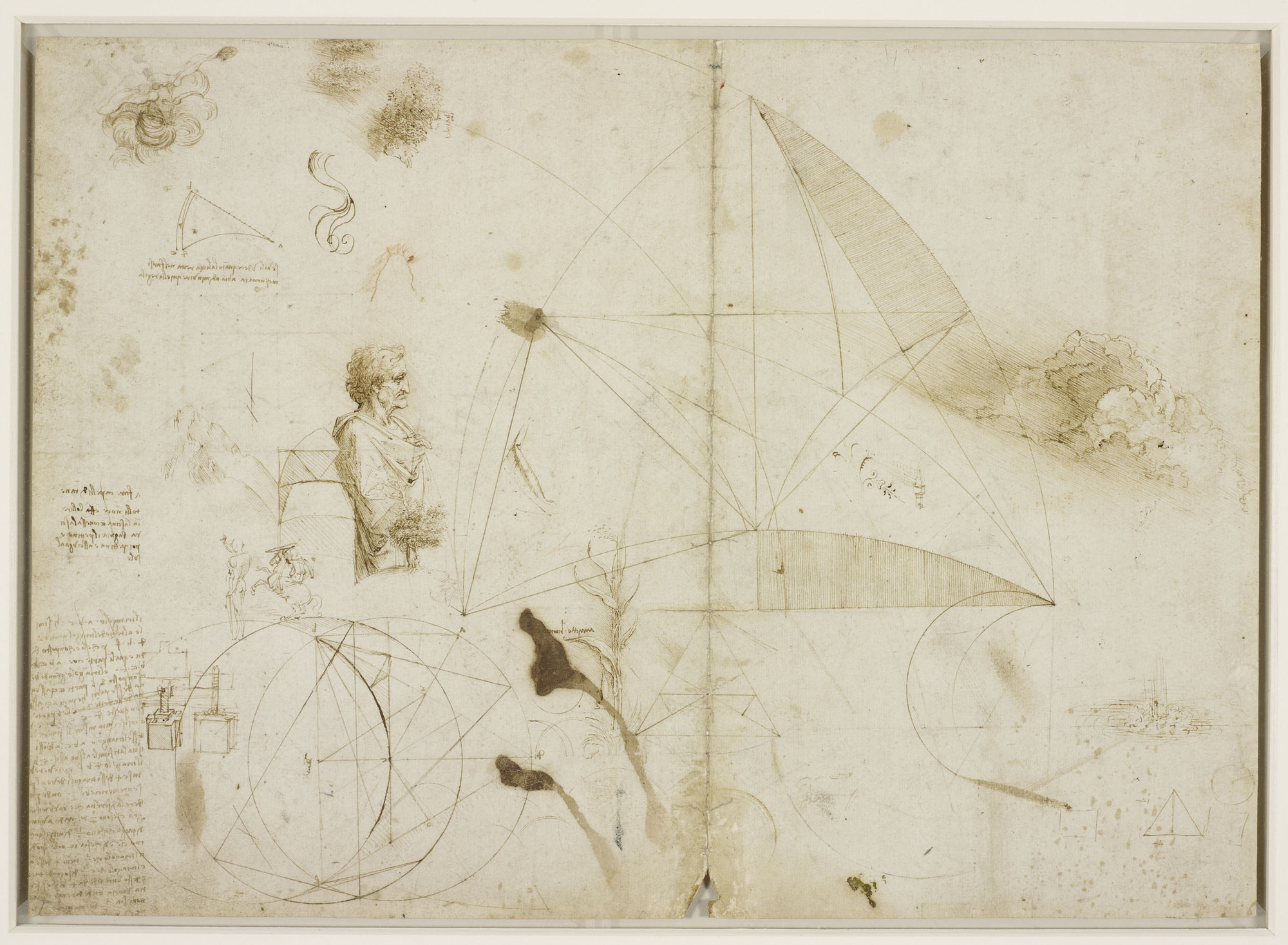
Feuille d'étude avec des figures géométriques, avec la tête et le torse d'un homme âgé et de profil et avec une étude de nuages, vers 1490, Royal Collection - Windsor, no RCIN 912283.

L’œuvre dessinée de Léonard est particulièrement difficile à classer : malgré sa formation orientée principalement vers l'art, seuls quelques-uns de ses dessins sont des études de peintures, de sculptures ou de constructions. La plupart d'entre-eux ne portent qu'indirectement sur le domaine artistique, comme la physionomie, l'anatomie, la lumière ou l'ombre, voire ne relèvent que de recherches scientifiques ou techniques, comme la cartographie, l'art militaire ou la mécanique. Il ressort que Léonard ne trace pas de véritable frontière entre ces domaines : de nombreux documents comportent une simultanéité de recherches dans différents domaines ; à ce titre, la Feuille d'étude avec des figures géométriques, avec la tête et le torse d'un homme âgé et de profil et avec une étude de nuages constitue un exemple significatif. De fait, il semble que le maître, en 1508, ne parvient pas à effectuer de classement parmi ses travaux majoritairement composés d'ébauches, de plans, de projets ou de concepts arrangés les uns avec les autres.
Cette difficulté s'en trouve aggravée par de nombreux retranchements opérés dans la collection, parfois même par Léonard. Les efforts de son héritier, Fancesco Melzi, pour mettre de l'ordre dans les notes et dessins sans en détériorer l'intégrité sont par la suite contrariés par Pompéo Léoni, un artiste qui entre en possession des documents vers 1580 et en découpe une majeure partie. Il colle le résultat de ses découpes dans deux cahiers, l'un avec les dessins techniques que l'on nomme aujourd'hui le Codex Atlanticus conservé à la bibliothèque Ambrosienne de Milan, l'autre avec d'autres dessins qu'il considère artistiques et qui sont conservés à la Royal Collection au château de Windsor. Même si cette opération visait un but louable, elle aboutit à des mélanges : certains dessins conservés au Royaume-Uni et considérés comme techniques devraient se trouver à Milan et inversement.

##### Aspects techniques

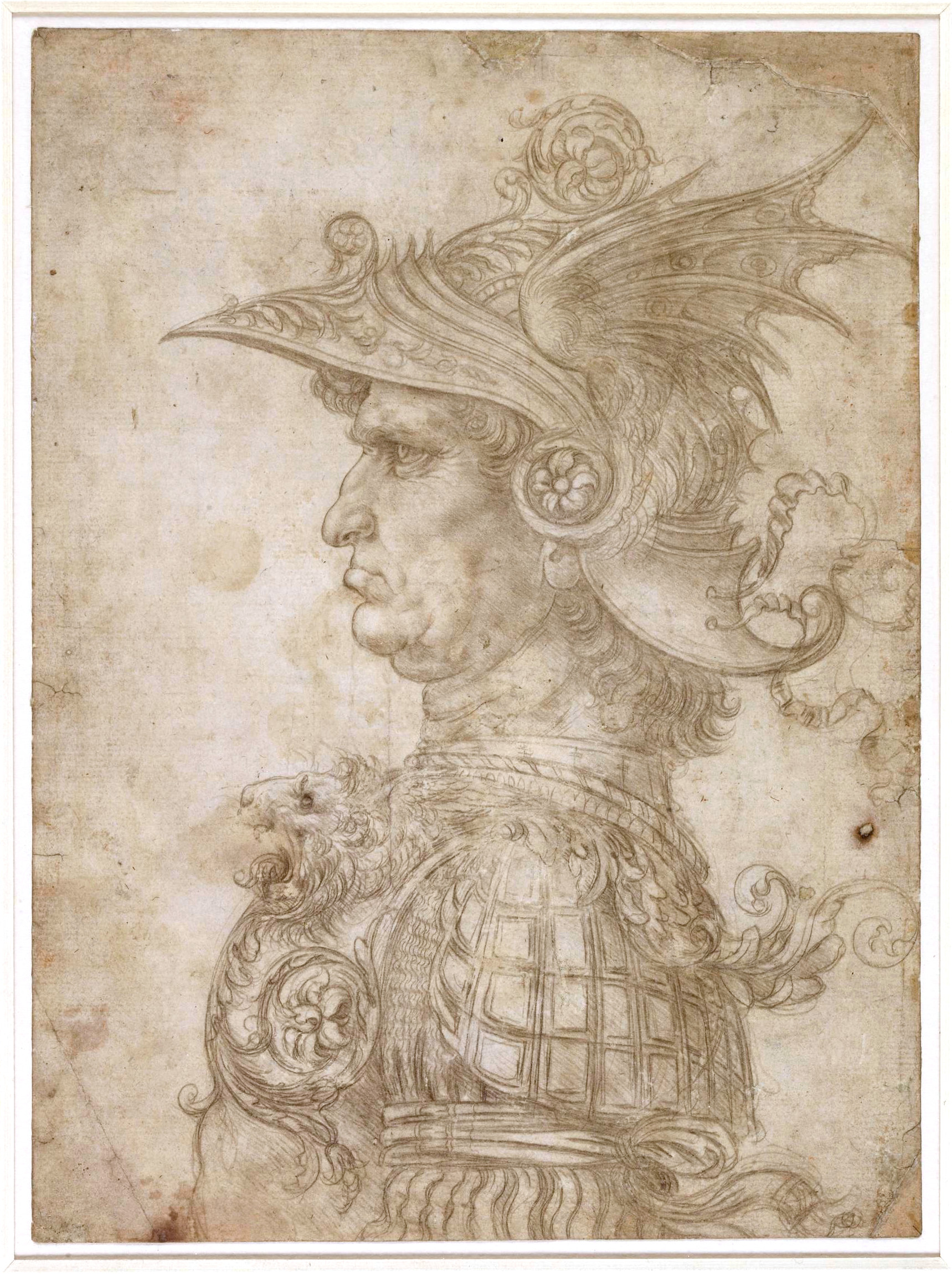
Le Condottiere, vers 1475, Londres, British Museum, no 1895.9.15.474.

Les premiers dessins indiquent que Léonard privilégie la plume et l'encre brune qu'il pose sur un premier tracé à la pierre noire ou à la pointe métallique. Les premiers dessins préparatoires encore existants, comme l'Étude de bras et la Tête de Profil ont probablement servi à l'Annonciation et montrent déjà l'utilisation des hachures que Léonard utilise dans nombre de ses dessins pour étudier les ombres. Celles-ci permettent constater que le peintre utilise majoritairement sa main gauche pour dessiner. Dès son apprentissage, la pointe métallique semble être son outil de prédilection pour sa capacité à rendre les transitions d'ombres comme le démontre Le Condottiere inspiré d'une œuvre d'Andréa del Verrocchio.
Vers 1490, il découvre la sanguine (craie rouge) pour sa facilité d'estompage, ce qui lui permet un rendu plus nuancé de la physionomie et des expressions. Il semble d'ailleurs que l'usage de la mine d'argent diminue progressivement au profit de celui de la sanguine qu'il adopte jusqu'à la fin de sa vie et qu'il combine à d'autres techniques, au charbon de bois notamment dans le Portait d'Isabelle d'Este. De plus, le dessin à la craie présente, pour l'étude des transitions fluides entre les zones sombre et claires, des possibilités similaires à la peinture à l'huile. Il continue par ailleurs à utiliser l'encre noire ou brune pour dessiner les contours les plus précis,.

##### Le dessin technique

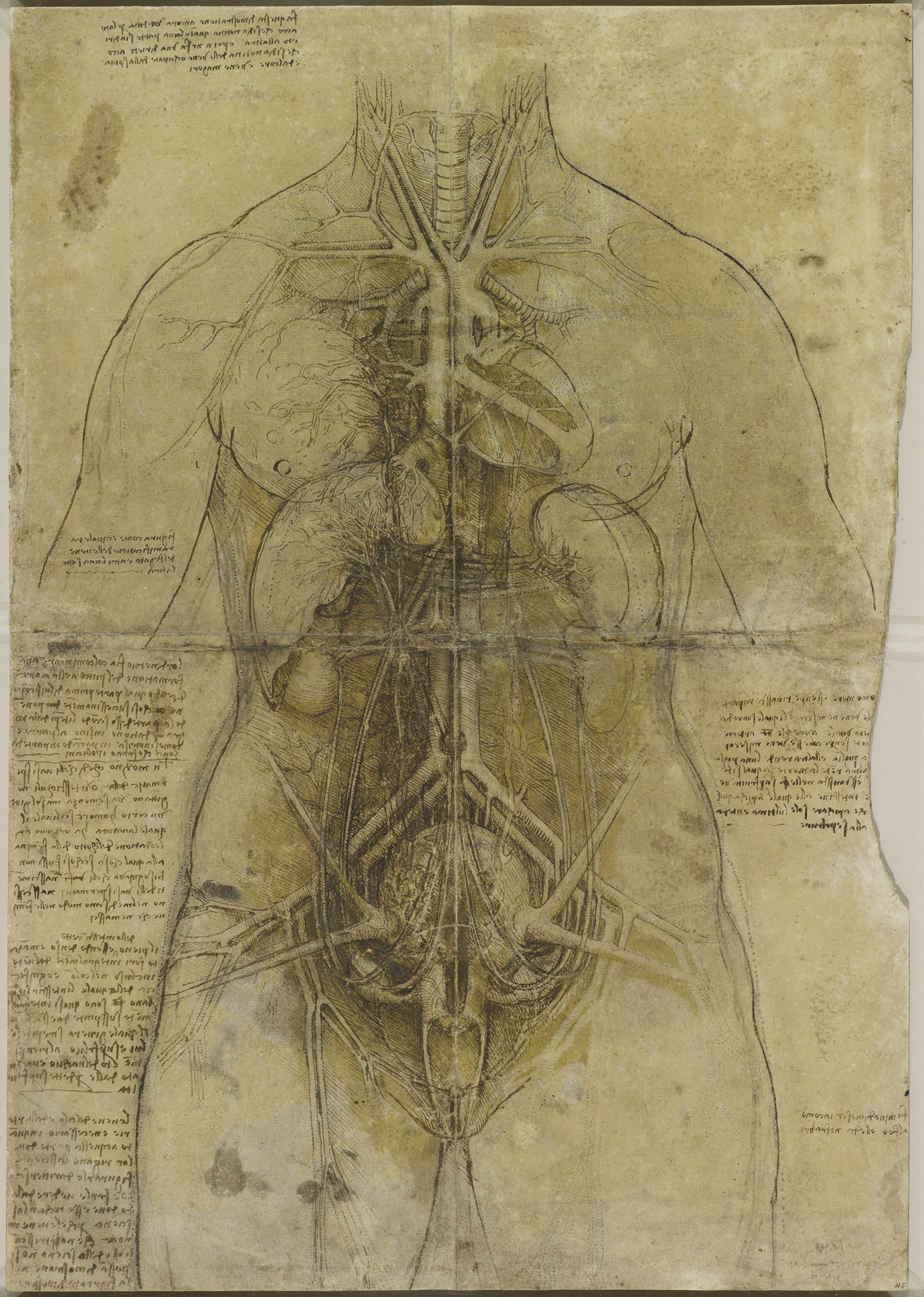
Le système cardiovasculaire et les principaux organes d'une femme, vers 1510, Royal Collection - Windsor, no RCIN 912281.

Selon Léonard, il existe un aspect de la réalité scientifique qui est intransmissible par la peinture : les contours nets. Ceux-ci se brouillent chez le peintre car celui-ci doit laisser une place à la beauté, incompatible avec cette exigence de netteté. Pour Léonard, seul le dessin technique permet de représenter le véritable contour des corps opaques.
L'originalité de Léonard découle de ce qu'il considère la vue comme le premier des sens, aussi représente-t-il ses observations de la manière la plus synthétique et complète possible. Cela se constate surtout dans ses dessins d'anatomie où les parties de corps se rapprochent de ses études artistiques : le résultat de la dissection d'un bras humain en montre les muscles sous différents angles, sous différentes coupes alors même que ces vues sont impossibles à obtenir en dissection. Ses dessins peuvent devenir schématiques : ainsi renonce-t-il petit à petit à la représentation des muscles pour des espèces de cordes de transmission de forces. Il semble qu'il ait même cherché à représenter le corps humain dans son entièreté : la Représentation du corps féminin en est un exemple significatif. Malgré les erreurs qu'il y commet au regard de l'anatomie — bien compréhensibles au XVe siècle — il propose une représentation transparente de la complexité des correspondances entre les organes. En introduisant une forme de fiction dans ce qu'il considère comme une réalité scientifique, il se présente comme le précurseur de l'illustration scientifique moderne qui prendra son essor à la fin du XIVe siècle notamment dans le De Humani corporis fabrica d'André Vésale,,.

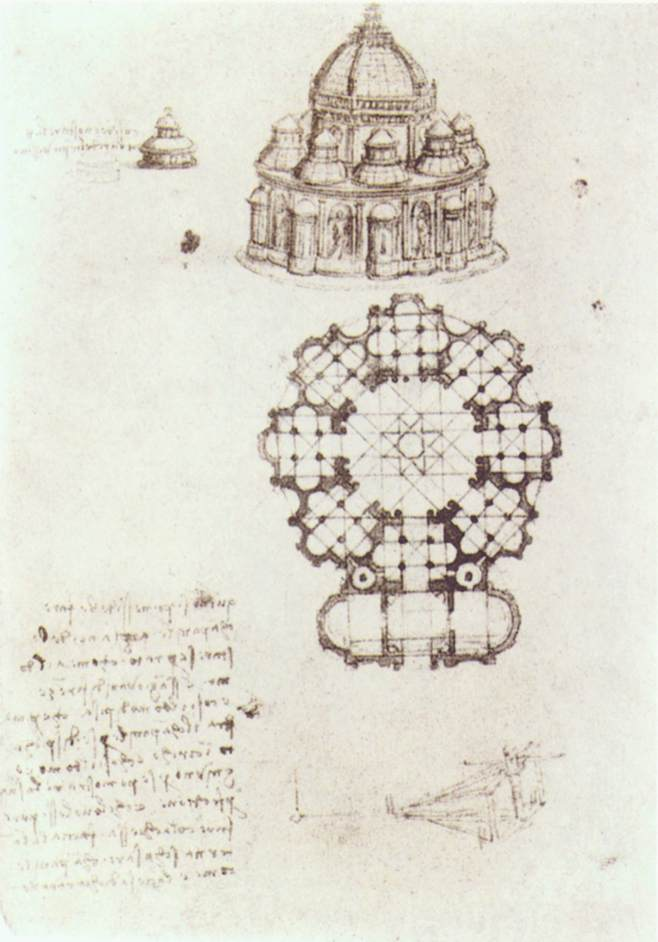
Études pour un édifice de plan centré, vers 1487-1490, Codex Ashburnham, Paris, Bibliothèque de l'Institut de France, no folio 1875/1.

Ses dessins d'architecture ne sont pas à proprement parler des représentations techniques. Cela découle d'abord de l'analogie qu'il fait entre architecture et anatomie où le bâtiment serait l'organe (le microcosme) quand la ville serait le corps (le macrocosme). De plus, il ne donne pas forcément des plans à l'échelle qui auraient pu servir à une quelconque exécution pratique. Enfin, ses dessins se révèlent plutôt être des transpositions visionnaires d'une certaine idée d'espace compact de bâtiments comme sculptés dans la masse d'une pierre. Le caractère séduisant de ces croquis dissimule mal leur aspect imaginaire et peu réalisable. De fait, il semble que Léonard y appréhende peu les réalités physiques de l'architecture,,.
Mais, d'une manière générale, il ne semble pas que l'aspect pratique de ses recherches ait une importance pour lui : Léonard cherche avant tout de nouvelles possibilités, qu'elles soient réalisables ou non, car ce sont sa curiosité et son imagination qui le meuvent. Dans cet esprit, il conçoit de nombreuses études sur le vol des oiseaux, sur l'aérodynamique et sur les possibilités d'imiter le battement des ailes afin de faire voler l'homme. Un tel acharnement à la recherche au-delà du réalisable combiné au caractère fantastique de ses dessins, pose l'hypothèse d'un dédain des réelles possibilités de réalisation en faveur d'une infatigable curiosité scientifique du chercheur.

##### Le dessin artistique et préparatoire
Exact ou véritable, le trait du dessin scientifique limité à « la connaissance de la quantité continue et discontinue » doit, dans le dessin préparatoire, devenir beau, harmonieux et traiter de « la qualité, qui est la beauté des œuvres de la nature et de l'ornement du monde ».
De très nombreux croquis de Léonard nous sont parvenus, contrairement aux peintres qui lui sont contemporains. Cependant, leurs destinations sont très variables : si certains ne se rattachent à aucun tableau en particulier, d'autres semblent avoir servi pour plusieurs œuvres peintes — alors que par contraste la Joconde, par exemple, ne présente aucun croquis préparatoire. Une part importante des dessins artistiques de Léonard est davantage consacrée à l'exploration des fondements de la création et à la recherche de solutions formelles sans vraiment viser une application concrète. Ainsi l'artiste traite et collectionne ses propres dessins avec soin pour y faire appel quand l'occasion se présente.

###### La composition inculte
Pour trouver le beau et organiser sa composition, Léonard utilise un trait plus suggestif et plus rapide que ce qu'il fait dans ses dessins à visée scientifique. Son premier dessin daté par lui de 1473, le Paysage de la vallée de l'Arno, est caractérisé par un trait sûr, énergique mais encore contrôlé, tandis que les feuilles préparatoires de la Madone Benois présentent de nombreux essais aux traits discontinus et aux contours repris cherchant plutôt à trouver le bon mouvement qu'à respecter la rigueur anatomique.

Enseignée ou inspirée par son maître Andrea del Verrocchio, Léonard découvre cette méthode au cours de ses jeunes années et semble l'adopter sous le nom de componimento inculto, la « composition inculte ». Certains de ses dessins préparatoires prennent l'apparence de gribouillages, sorte de taches parmi lesquelles il sélectionne le contour le plus adéquat à sa composition,.
La Madone au chat est un des meilleurs témoins de cette façon de dessiner où Léonard se livre à des recherches de composition et essaye de nombreuses propositions : Léonard y effectue plusieurs tentatives se couvrant les unes les autres ; il n'hésite pas ensuite à retourner la feuille de son dessin pour y dessiner, par transparence, le trait choisi entre tous ceux qu'il a précédemment dessiné pour construire sa composition,. Ce procédé est également visible dans une étude pour Sainte Anne, la Vierge et l'Enfant Jésus.
L'Adoration des Mages illustre également le componimento inculto : une étude par réflectographie infrarouge révèle la présence du dessin sous-jacent qui présente de nombreux traits discontinus et abondamment repris, notamment sur le groupe de personnages de droite ; le dessin étudie simultanément tellement de postures qu'il apparaît comme une zone sombre et assez informe.

###### Mouvements et sentiments intérieurs

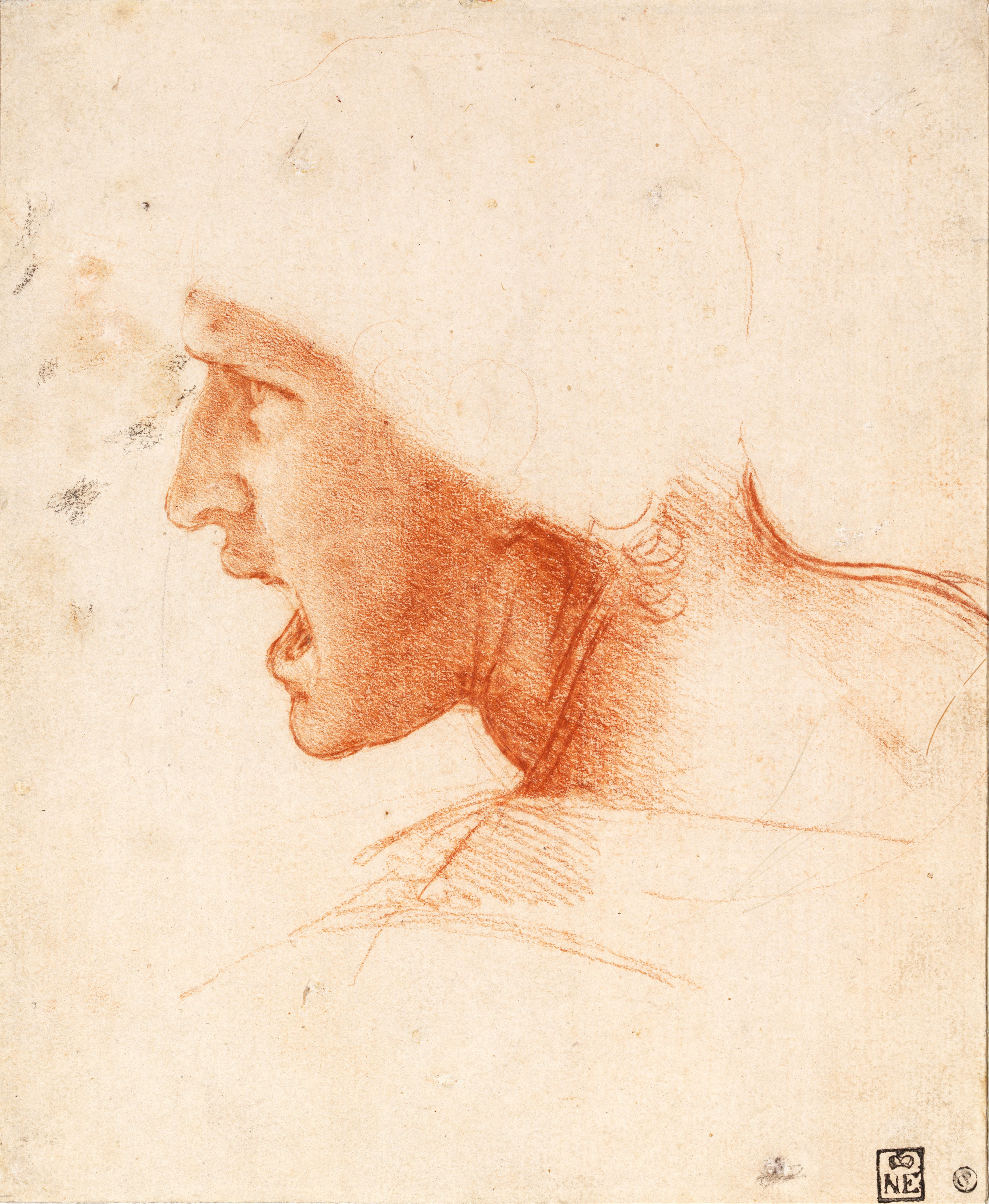
Étude de la tête d'un soldat pour La Bataile d'Anghiari, vers 1505, Budapest, musée des Beaux-Arts, no 1774r.

Il semble que cette pratique de la composition inculte — que Giorgio Vasari qualifie en 1550 de « licence dans la règle » — fasse école dans l'histoire des arts de la Renaissance : en privilégiant le mouvement physique et spirituel des personnages sur leurs formes extérieures, il affranchit le peintre du devoir d'imitation et l'invite à transcender cette imitation vers une restitution plus complète de la vie dans son entièreté et dans sa globalité,.
Léonard propose de dépasser l'imitation fidèle des formes extérieures au bénéfice d'une étude des mouvements des figures qui en traduisent les sentiments intérieurs. Ces mouvements font l’objet de beaucoup d'études de la part de Léonard. Même ses études scientifiques font écho à cette réflexion : ainsi son travail sur l'écoulement de l'eau ou sur des paysages apparemment statiques traduit une volonté de représenter le mouvement dans la fixité.

« Le bon peintre doit peindre deux choses importantes : l'homme et les intentions de son esprit. La première est aisée, la seconde délicate, car elle doit être obtenue par la représentation des gestes et des mouvements des membres. »

— Léonard de Vinci, Traité de la Peinture TPL 180 
Le langage des corps est également un moyen de raconter une histoire : Léonard cherche à assigner le bon geste à chaque personnage en n'hésitant pas à revenir sur les contours de ses modèles, à superposer les différentes positions des membres et même à en exagérer les poses ou à en déformer l'anatomie, comme pour la Figure grotesque qu'il dessine vers 1500.

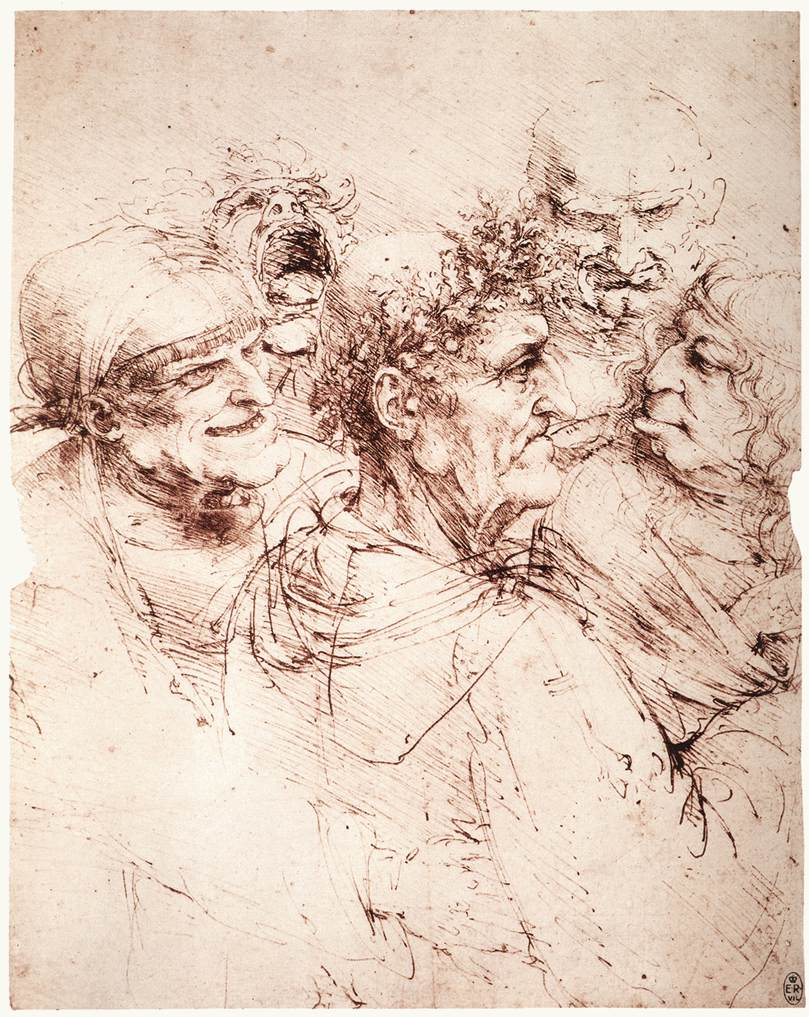
Cinq têtes grotesques, vers 1490, Royal Collection - Windsor, no RCIN 912495.

Pour Léonard les émotions du moment se reflètent immédiatement sur le visage du modèle. Au XVe siècle il n'est pas rare de relier les traits d'une personne avec son caractère, en relation avec la théorie des humeurs selon laquelle la santé d'une personne dépend de l'équilibre entre les quatre humeurs qui forment le caractère (bileux, sanguin, atrabilaire et flegmatique) : Léonard présume ainsi l'existence d'un lien direct entre le caractère d'une personne et sa physionomie (la physiognomonie),.
Léonard illustre cette pensée dans de nombreuses caricatures par ailleurs majoritairement composées de têtes d'hommes âgés parfois confrontées à celle d'un jeune homme ou de personnages qui s'opposent par leur genre ou par leurs traits en miroir. Par exemple, dans le dessin des Cinq têtes grotesques, Léonard oppose le caractère positif d'un personnage portant une couronne de laurier et le caractère négatif des visages grimaçants de quatre autres personnages qui l'entourent,.
Ces caricatures sont sans doute des tentatives d'analyse de la structure du visage en rapport avec les travaux d'anatomie de Léonard ou peuvent traduire une intention comique peut-être en rapport avec la comédie ou la poésie burlesque dont le peintre est friand. Giorgio Vasari rapporte que, si Léonard voyait une personne qui avait un visage intéressant, il la suivait toute la journée pour l'observer et en fin de journée, « il le dessinait comme s'il l'avait sous les yeux ». Quoi qu'il en soit, Léonard semble tirer l'inspiration de nombreux dessins préparatoires dans cet ensemble de croquis caricaturaux pour l'élaboration de L'Adoration des Mages, la Bataille d'Anghiari ou encore La Cène. Il recommande par ailleurs à ses élèves de multiplier les études des détails physionomiques afin d'en retirer les meilleurs motifs : un passage du Traité de la Peinture indique par exemple que Léonard divise les différentes formes de nez en trois catégories comportant elles-mêmes plusieurs sous-catégories,.

##### Proportions humaines

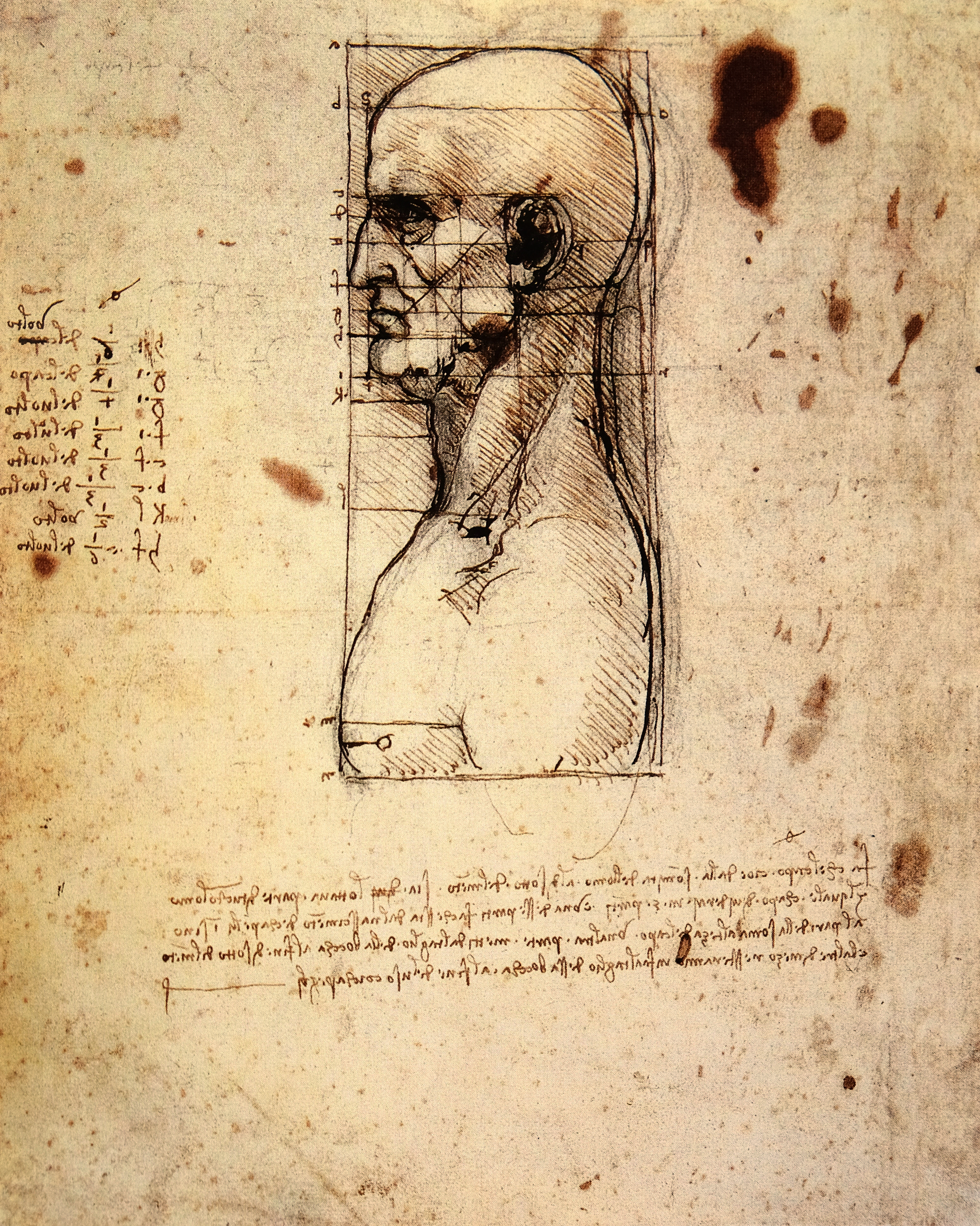
Profil d'un homme en buste avec étude de proportions, 1490, Venise, Galeries de l'Académie, no inv.236.

Les études de Léonard qui portent sur les proportions humaines s'inscrivent dans le cadre des recherches graphiques à propos de l'activité artistique du peintre. Ces études portent principalement sur l'homme, les chevaux et plus rarement sur les animaux.
L’intérêt pour les proportions humaines est alors ancien : dès l'Antiquité, le sculpteur Polyclète en réalise plusieurs et, depuis le Moyen Âge, de nombreux artistes suivent le canon moins exact dit « du Mont Athos » qui divise le corps humain en neuf parties ; ce n'est qu'au XVe siècle que Leon Battista Alberti perfectionne ce canon. À partir de 1489, Léonard travaille sur un projet de traité qu'il intitule De la figure humaine où il étudie les proportions humaines par de nombreuses mesures systématiques sur deux jeunes hommes. Il pense étudier les proportions des différentes parties du corps entre elles, les incluant dans un schéma géométrique lisible et non plus principalement établi en mesures absolues. Cependant, son travail reste très expérimental : dans les dessins de têtes humaines, le quadrillage qui souligne les proportions n'est posé qu'après avoir dessiné le sujet. Ce qui signifie que le travail en est encore au stade de recherches. Léonard ajoute les mensurations à partir d'une image qui lui est familière et pour laquelle il ne suit pas encore un schéma de proportions fixes, comme le fera quelques années plus tard Albrecht Dürer (1471-1528) en 1528.

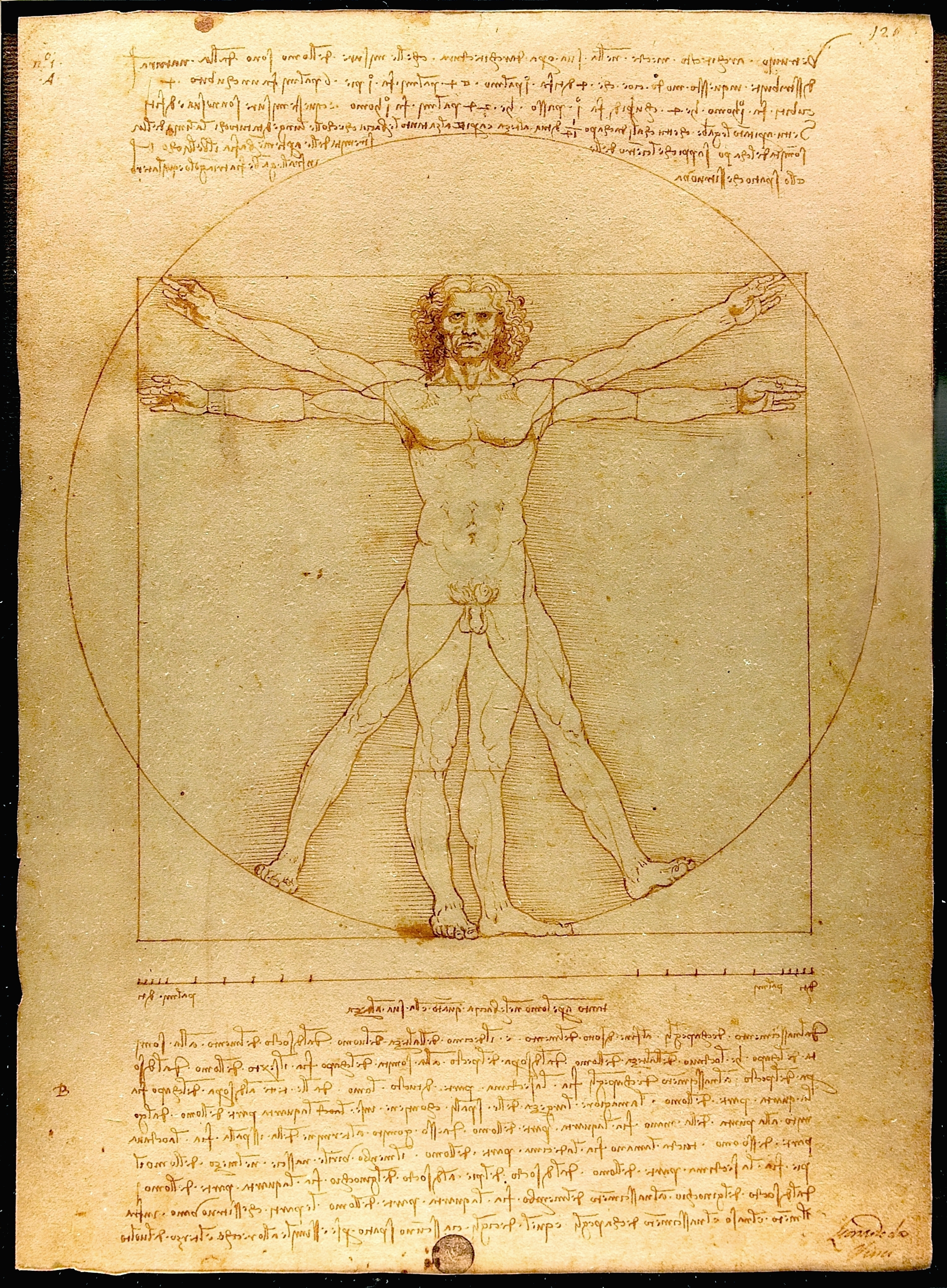
L'Homme de Vitruve, 1485-1490, Venise, Galeries de l'Académie, no inv.228.

Cependant, parmi toutes les études de proportions de Léonard, l’Homme de Vitruve, représente une exception : il s'agit d'une étude soignée, qui s'écarte de toutes ses recherches précédentes et à propos de laquelle il effectue une longue série de mesures,.
L'étude de l'Homme de Vitruve que Léonard entreprends constitue une remise en cause des proportions humaines relevées depuis l'Antiquité. Ce travail a pour origine les recherches de l'architecte romain Vitruve (Ier siècle av. J.-C.) qui, dans son De architectura libri decem, s’appuie sur un système grec appelé « métrologie » . Vitruve travaille sur un système fractionné dans lequel l'écartement des bras tendus équivaut à la taille de l'homme adulte ; cette taille est divisée en plusieurs parties avec un système de proportions du corps humain faisant appel au système duodécimal dont les dénominateurs sont pairs — méthodologie qui perdurera jusqu'à l'introduction du mètre au XIXe siècle,.
Rompant avec le système duodécimal antique et avec les proportions antiques, les recherches empiriques de Léonard contredisent le canon produit par l'antique système métrologique : ainsi il ramène à 1⁄7, la proportion des pieds par rapport à la hauteur du corps quand Vitruve l'évaluait à 1⁄6 ; de même, redessinant l'Homme de Vitruve, il en revoit les mesures et résout le canon antique en plaçant le centre de l'homo ad circulum (le cercle) au nombril et celui de l’homo ad quadratum (le carré) au-dessus du pubis,.
D'un point de vue purement artistique, il est permis de se demander si l'Homme de Vitruve, un dessin aussi bien soigné, à la mise en page si élaborée et émanant de recherches aussi précises, a encore un rapport avec l'activité artistique de Léonard. Le travail normal d'un peintre ne requiert pas tant de calculs aussi poussés. En outre, aucune autre étude de Léonard n'atteint un tel niveau artistique et un tel degré d'exactitude comparé à ce travail qui, après tout, est une interprétation d'un point de vue qui n'était initialement pas le sien. Ceci pourrait être l'indice d'un projet plus ambitieux qu'une simple étude : l'Homme de Vitruve est peut-être destiné à être placé en ouverture ou en clôture d'un traité. Il semble que, face aux difficultés que le projet de l'Homme de Vitruve a mis en évidence, Léonard arrête de produire toute nouvelle étude de proportions.

##### Spectacles et allégories

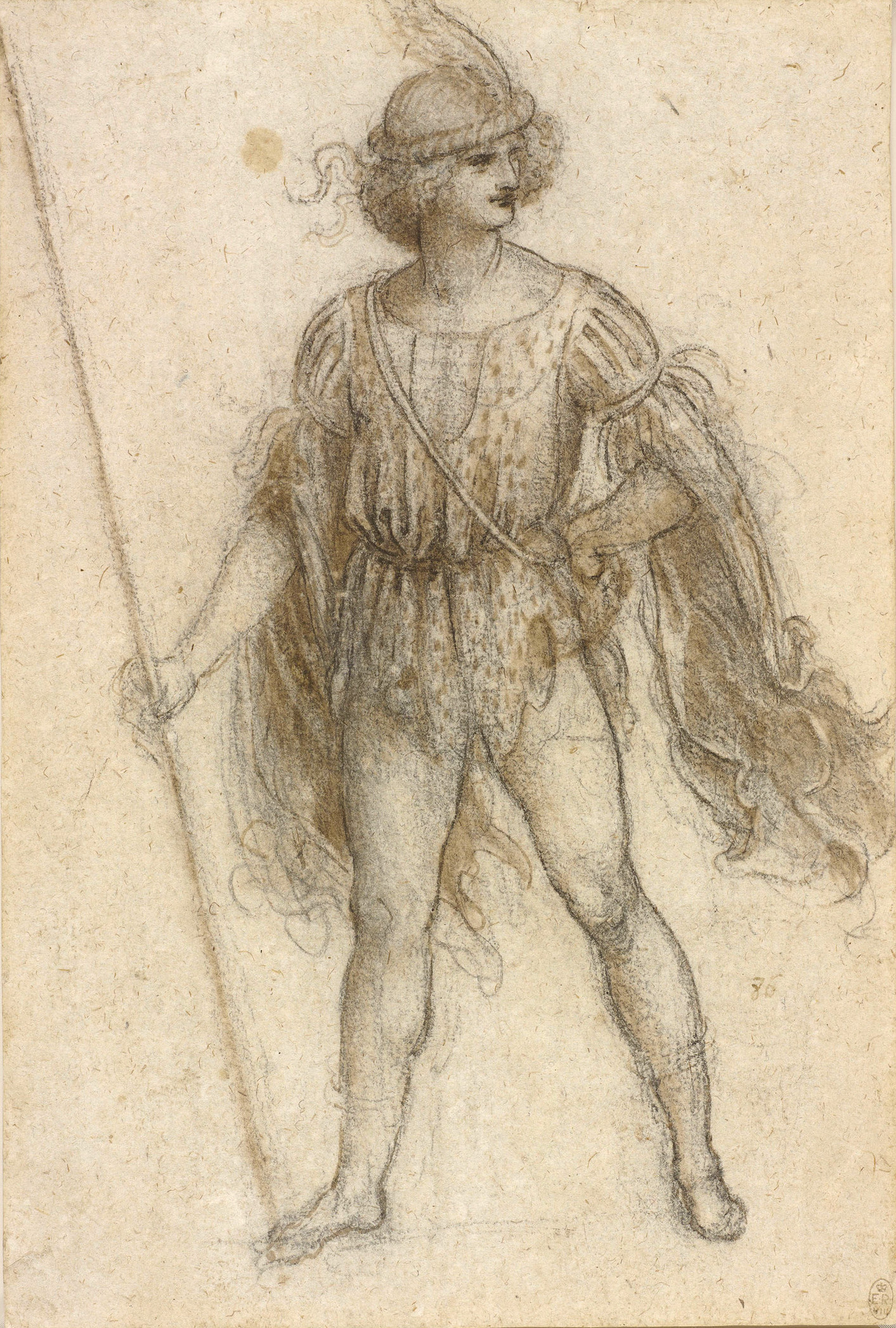
Dessin d'un jeune homme costumé, une lance dans la main droite, vers 1517-1518, Royal Collection - Windsor, no RCIN 912575.

Depuis sa formation à l'atelier de Verrocchio, Léonard est un grand amateur de comédie et de poésie burlesque, il aime le théâtre et la fête, le divertissement, les merveilles et les automates sont pour lui le terrain fabuleux de nouvelles inventions et d'inspirations pour ses recherches. Dès lors il prend part à l'élaboration de plusieurs décors de théâtre et de spectacles organisés par ses commanditaires : pour Laurent de Médicis, à Florence, il participe à des décorations de fêtes et s'occupe de la conservation d’œuvre antiques, à Milan, en 1490, à l'aide de ses machineries, il crée la mise en scène des Fêtes du Paradis au château des Sforza auprès desquels il est « ordonnateur des fêtes » en 1515, à Florence encore, il dessine les plans d'un Lion mécanique qui est envoyé à Lyon pour le couronnement de François Ier auprès de qui il termine sa vie en organisant spectacles et mariages.

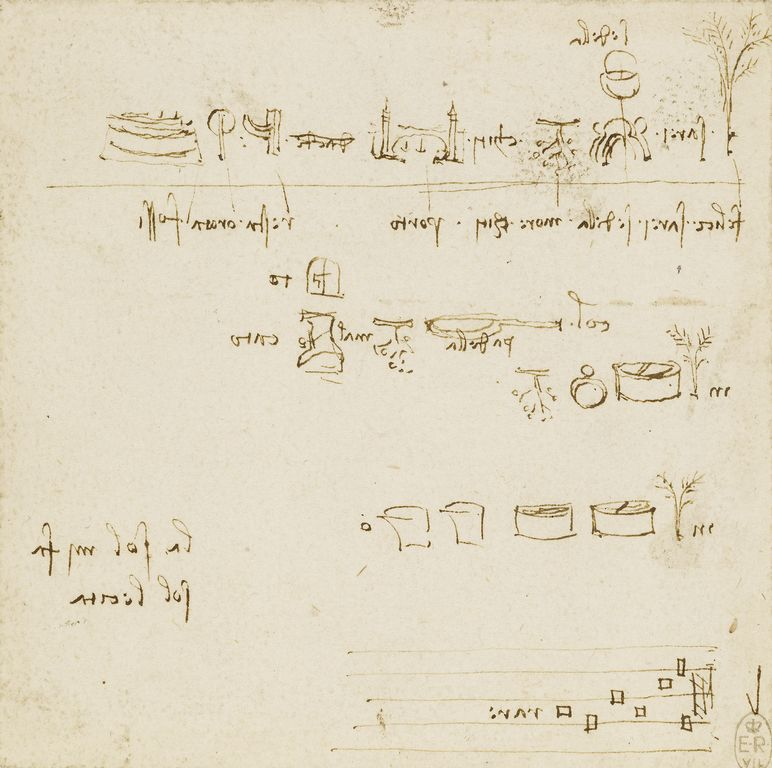
Rébus, vers 1487-1490, Royal Collection - Windsor, no RCIN 912699.

Plusieurs dessins et études relatifs à cette activité reflètent cette soif qu'éprouve Léonard pour les représentations allégoriques et spectaculaires. Notamment les caricatures de personnages grotesques mais aussi les dessins dits « allégoriques » qui nourrissent une grande fascination auprès des spectateurs et des commanditaires du XVe siècle : l'idée qu'un simple dessin puisse avoir un sens caché ou un message crypté suscite une grande attirance auprès du public lettré. Ces allégories animent souvent les processions, les tournois ou les représentations scéniques ou alors sont souvent de simples dessins ou des rébus destinés à divertir[réf. à confirmer].

Cependant, les messages que contiennent les allégories résident souvent dans la combinaison d'une image et d'un texte, et, là, se trouve sans doute une contradiction dans la conviction de Léonard que l'image est supérieure à la parole : une image allégorique n'est complète que si elle se soumet à un texte. Quoi qu'il en soit, Léonard dessine des croquis sous-titrés comme « la vertu luttant contre l'envie » ou encore dans l'Allégorie au lézard symbole de la vérité « Le lézard fidèle à l'homme, voyant celui-ci endormi, combat le serpent ; et constatant qu'il ne peut le vaincre, il court sur le visage de l'homme et le réveille pour que le serpent ne puisse faire de mal à l'homme », légende sans laquelle l'image est difficile à comprendre. Dans une autre feuille Allégorie des entreprises humaines, Léonard fait pleuvoir une série d'objets du quotidien et écrit : « Ô triste humanité, à combien de choses ne te soumets-tu pas pour l'argent ! »[réf. à confirmer].

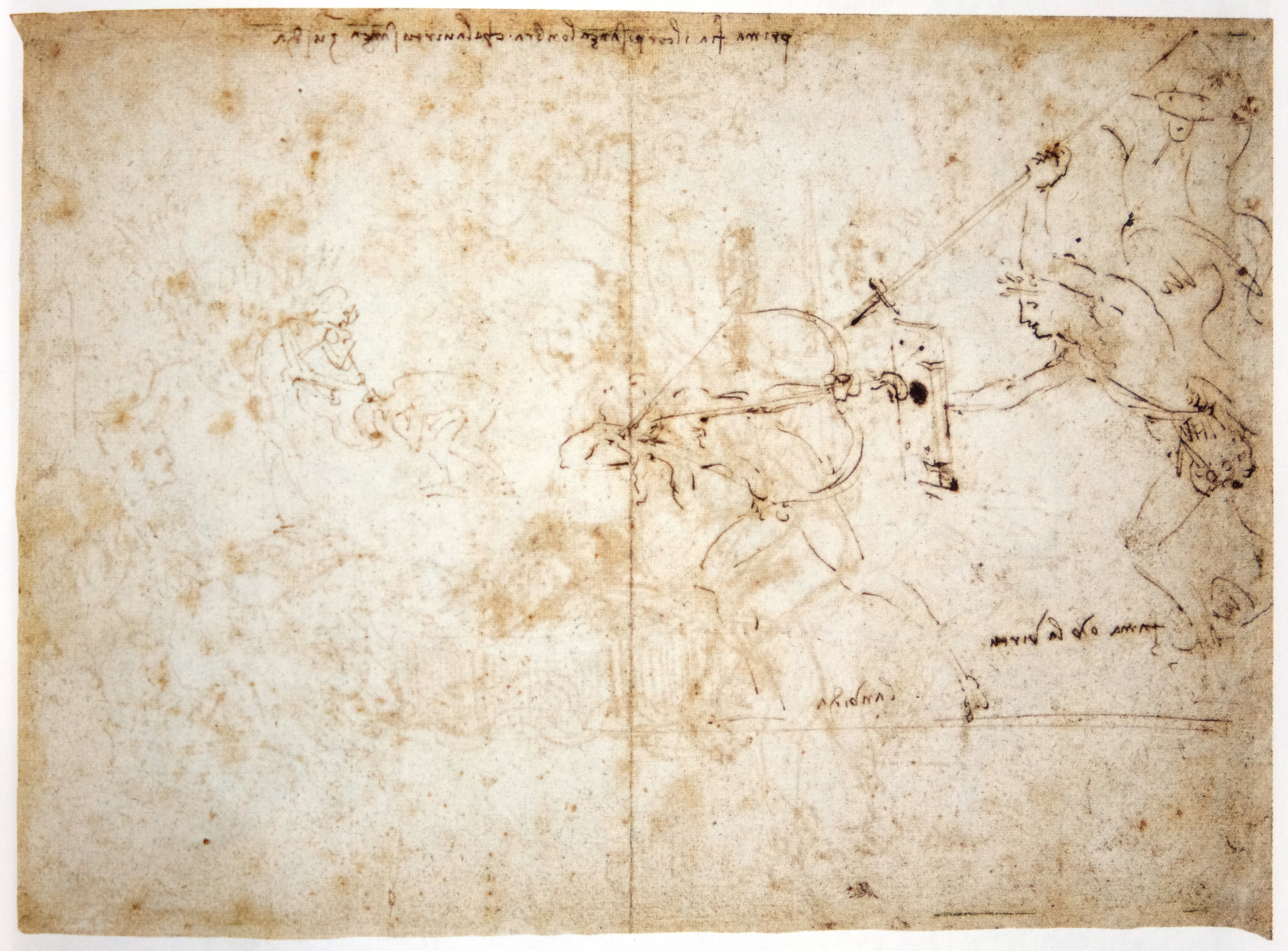
La gloire luttant contre l'envie, vers 1490 - 1493, Royal Collection - Windsor, no inv.JBS 18v.
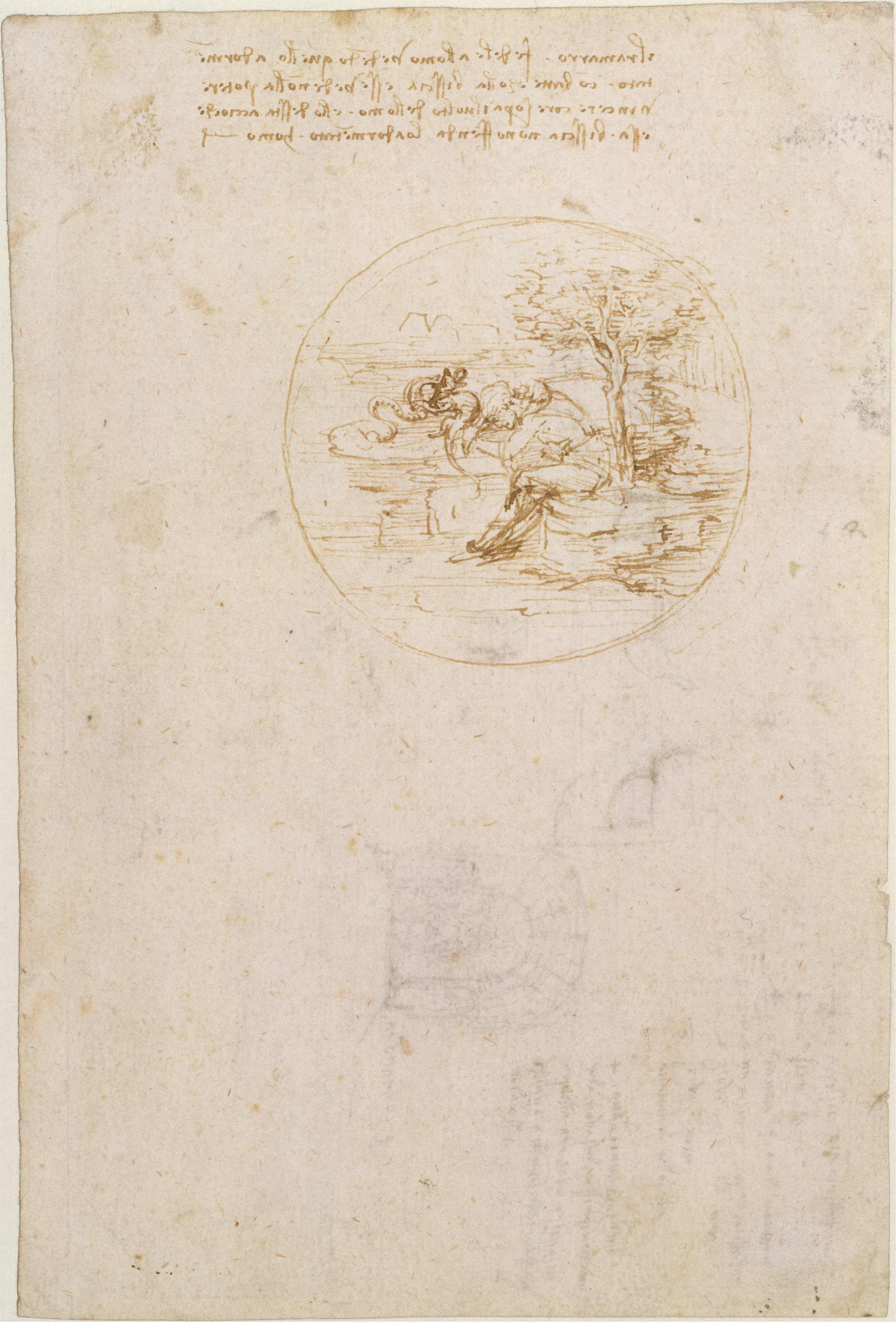
Allégorie au lézard symbole de la vérité, vers 1490 - 1493, New York, Metropolitan Museum of Art, no inv.17.142.2.
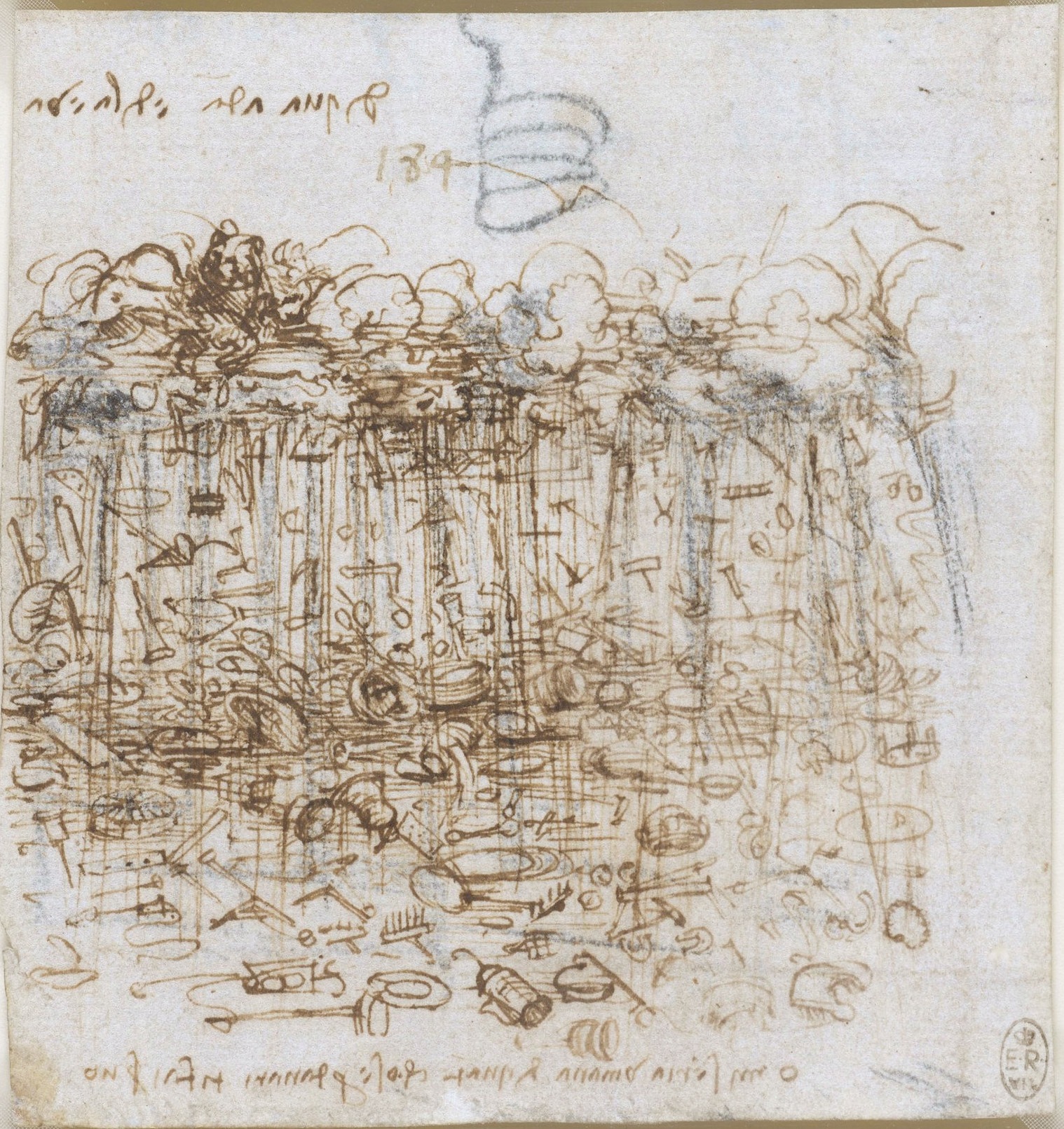
Allégorie des entreprises humaines, vers 1510, Royal Collection - Windsor, no RCIN 912698.

D'autres allégories sont dépourvues de texte comme la Femme debout dans un paysage qui, outre le fait d'illustrer la conviction de Léonard qu'une image doit représenter non seulement la personne, mais aussi les intentions de son esprit, attire l'attention du spectateur vers une zone en dehors du paysage semblant faire appel à une part inconnue de son imagination. Un consensus s'établit pour identifier le personnage du dessin à Matelda, dernière guide de Dante dans le Purgatoire, qui lui apparaît au chant XXVIII dans la Divine Comédie au moment où elle indique la route à prendre pour le Paradis céleste. Matelda explique à Dante les mouvements de l'air, de l'eau et l'origine de la végétation. Selon Daniel Arasse, cette vision où la grâce s'allie à l'explication des phénomènes a sans nul doute dû séduire Léonard. L’allégorie du loup et de l'aigle, si elle reste une des dernières allégories au dessin fort soigné de Léonard également dépourvu de texte d’explication, est encore le sujet de nombreuses discussions entre experts à propos du sens qu'il convient d'y accoler : l'inconstance de la fortune abandonnée aux caprices du vent, ou bien le navire de l'Église dont le pilote — apparemment un loup (ou un chien) — met le cap vers un aigle royal. C'est un débat qui reste encore ouvert alors que de nombreux détails du dessin, comme la couronne apparemment arborant des lys de France, restent encore inconnus et sans certitude qu'ils soient porteurs de sens[réf. à confirmer],.

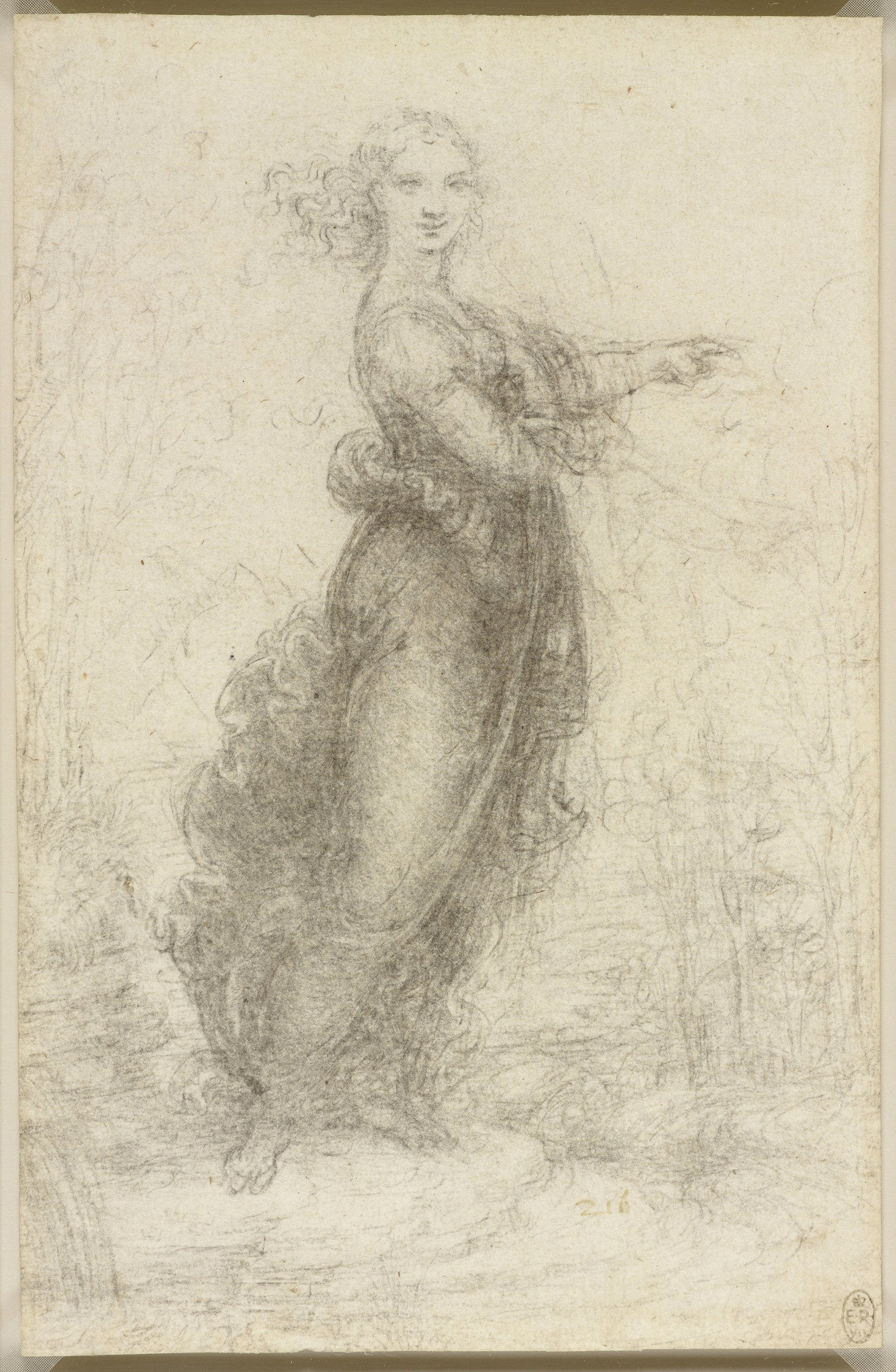
Femme debout dans un paysage, vers 1513 - 1516, Royal Collection - Windsor, no RCIN 912581.
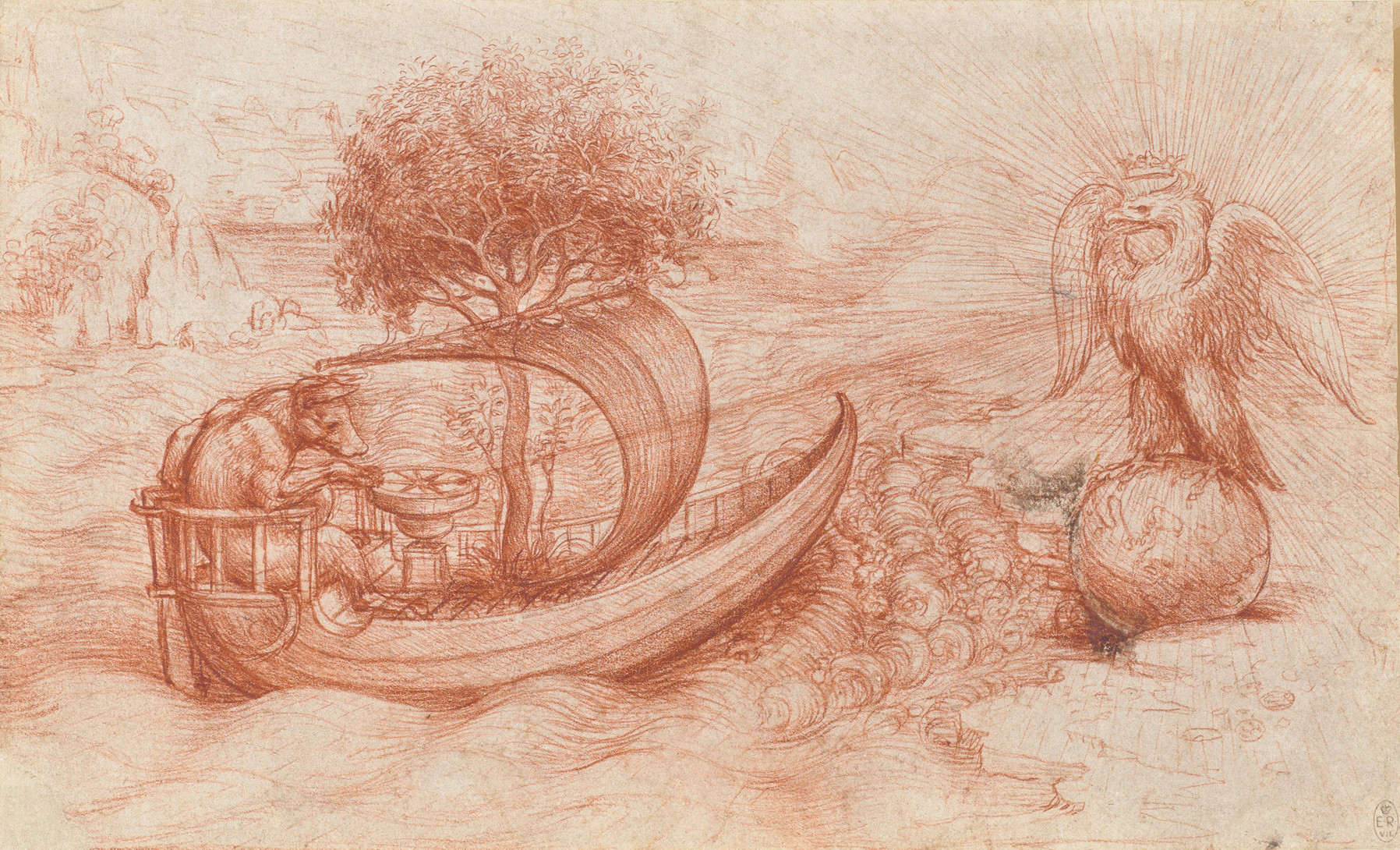
Allégorie au loup et à l'aigle, vers 1516, Royal Collection - Windsor, no 17.142.2.

#### Le sculpteur

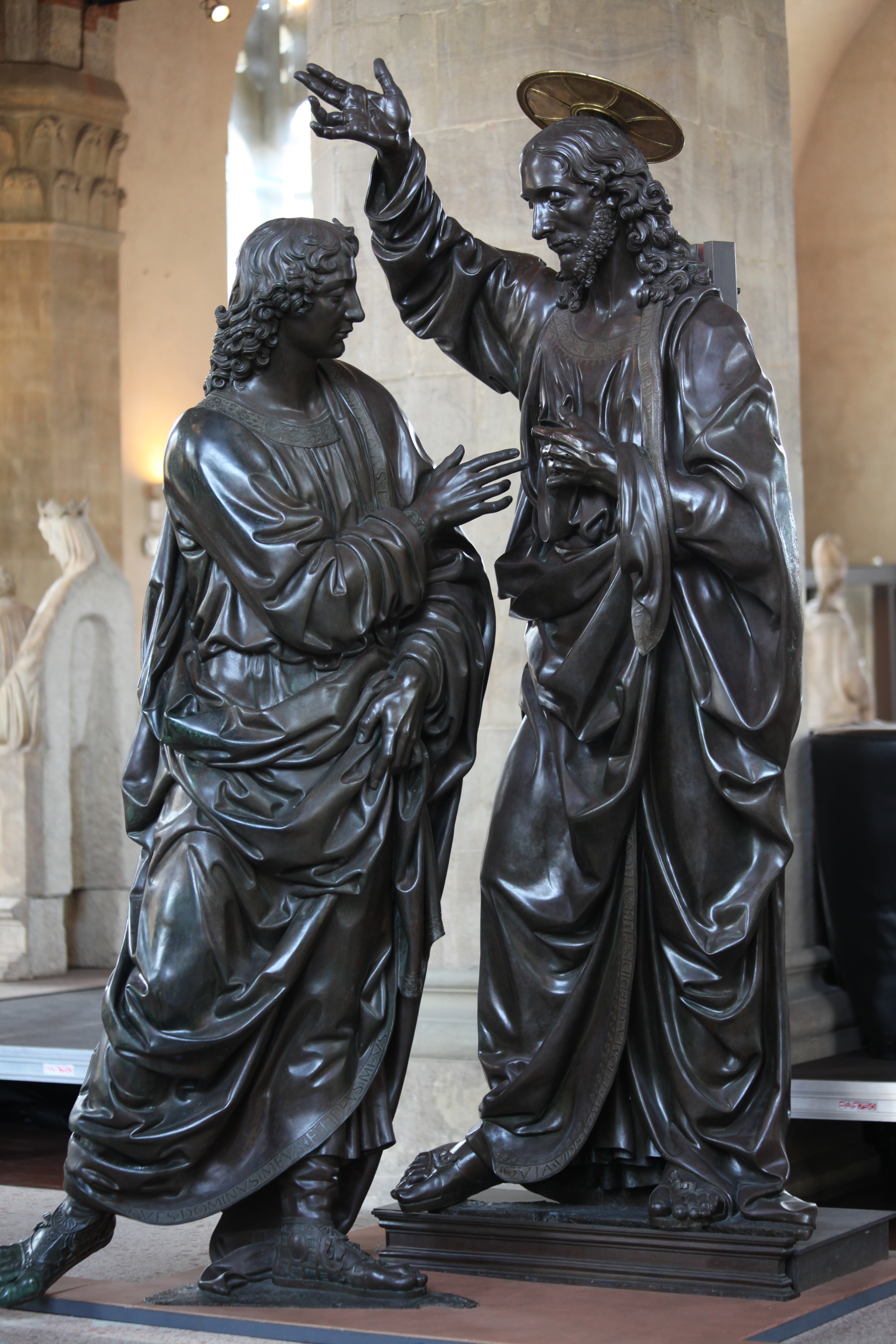
Andrea del Verrocchio, L'incrédulité de Saint Thomas, vers 1467, Florence, Musée d'Orsanmichele.

Léonard de Vinci, ne laisse aucune œuvre sculptée derrière lui. Cependant, il est très probable qu'il ait été initié à cet art par son maître Andrea del Verrocchio — lui-même principalement connu pour ses sculptures — durant ses années d'apprentissage dans son atelier : il participe ainsi certainement à la création de plusieurs œuvres de celui-ci, notamment à l'Incrédulité de saint Thomas, datée entre 1466 et 1483. Il est possible qu'il ait également pratiqué cet art pour son propre compte : il mentionne ainsi dans ces carnets quelques œuvres sculptées, comme une énigmatique Histoire de la Passion, et se présente en 1482 auprès du duc de Milan comme étant capable de sculpter le marbre, le bronze ou la terre ; Gorgio Vasari mentionne également la confection d'un « groupe de trois figurines en bronze qui surmontent la porte nord du baptistère [de Florence], ouvrage de Giovanni Francesco Rustici, mais conduite sous la direction de Léonard ».

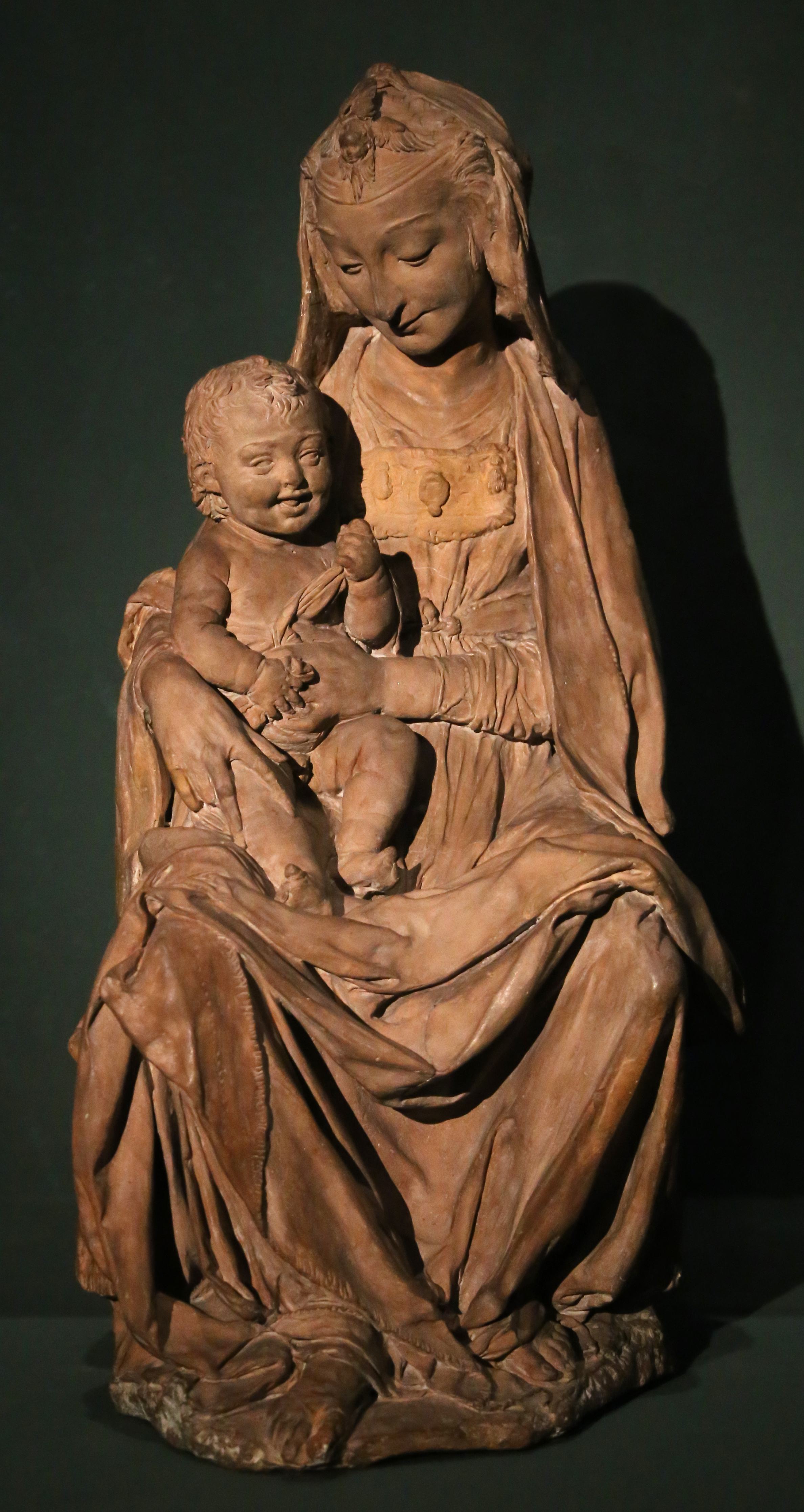
Cette Vierge à l'Enfant est parfois attribuée à Léonard de Vinci. Vers 1472, Londres, Victoria and Albert Museum.

Certaines sources indiquent l'existence d'exercices préparatoires en terre cuite : Gorgio Vasari mentionne en 1568 des « têtes de femmes souriantes et des têtes d'enfants » et, en 1584, Giovanni Paolo Lomazzo recense parmi les œuvres en sa possession une « Tête de Christ enfant ». Ces sculptures, aujourd'hui perdues, font, depuis le XIXe siècle, l'objet de recherches auprès de nombreux spécialistes et historiens de l'art, mais aucun consensus ne se dégage à leurs propos. Cependant trois terres cuites lui sont parfois attribuées, mais avec précaution : un Ange exposé au Louvre à Paris, un saint Jérôme et une Vierge à l'Enfant au Victoria and Albert Museum de Londres. Cependant, ces trois sculptures, pourtant typiques de l'art florentin du Quattrocento, sont trop éloignées des tableaux de jeunesse de Léonard pour pouvoir formellement les lui attribuer avec certitude.
Les sculptures les plus connues de Léonard sont les commandes d'œuvres équestres conduites pour le compte du duc de Milan Ludovic Sforza, Gian Giacomo Trivulzio (1508-1510) — dont les dessins préparatoires sous la forme d'une série de dessins à la plume sont exposés à la Royal Collection au château de Windsor, — puis probablement pour le roi de France François Ier  (1517-1518). C'est sur le premier projet que Léonard travaille le plus ardemment et pour lequel il existe le plus d'études : Ludovic Sforza commande en 1483 une statue à la mémoire de son père Francesco. Léonard conçoit successivement deux projets : le premier, très ambitieux avec un cavalier dominant un ennemi étendu au sol, est abandonné au profit d'un second présentant Ludovic chevauchant un cheval au pas. Mais, à ce nouveau modèle pour lequel il n'existe plus aucun dessin préparatoire, l'artiste donne une dimension monumentale : d'une taille de 7,2 mètres — trois fois plus grand que nature —, la statue nécessite à peu près 70 tonnes de bronze.

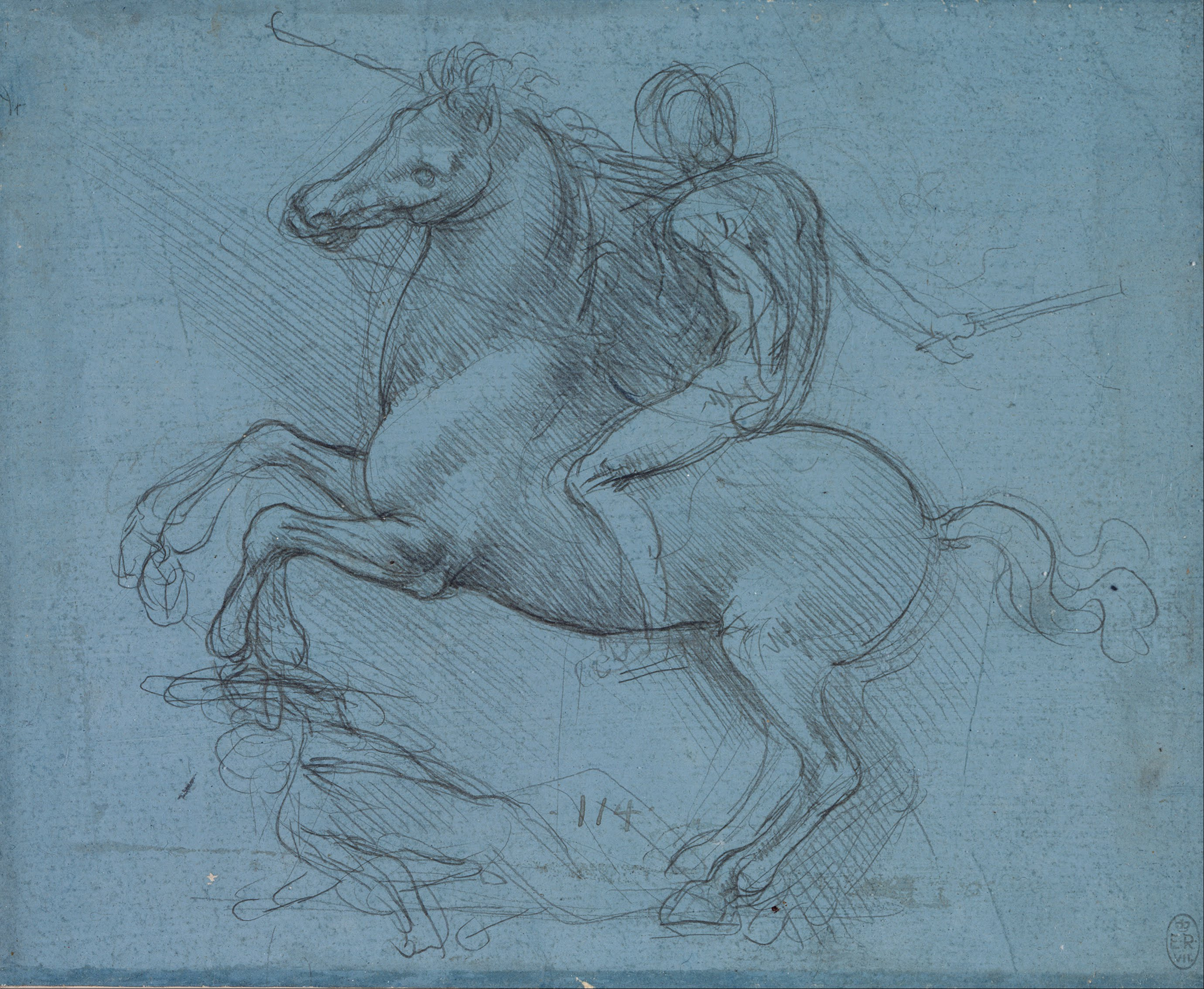
Projet pour le monument équestre de Francesco Sforza, vers 1485-1489, Royal Collection - Windsor, no RCIN 912358.

Seuls ont subsisté quelques plans du moule d'une pièce qui devait servir à la confection de la statue. Un modèle en terre cuite est fabriqué et impressionne tous les contemporains du maître. Mais, de son propre aveu, « l’œuvre est si grande qu'[il] doute que jamais elle ne soit terminée ». En effet, tout s'arrête en novembre 1494 lorsque le bronze qui doit servir à la statue géante est réquisitionné et fondu pour la confection d'armes contre l'armée française qui menace le duché finalement envahi en 1499. Le modèle de terre est alors détruit par des arbalétriers français qui s'en servent comme cible,,.
Dans son Paragone des arts, Léonard place la sculpture bien en dessous de la peinture car il la juge moins universelle que cette dernière. Pourtant l'historien de l'art Vincent Delieuvin note que l'artiste cherche à donner à ses tableaux un relief proche de la sculpture et que les figures de ses peintures prennent naturellement une « gestuelle dynamique, dont les effets de raccourcis rivalisent avec la tridimensionnalité de la sculpture ».

#### Le musicien

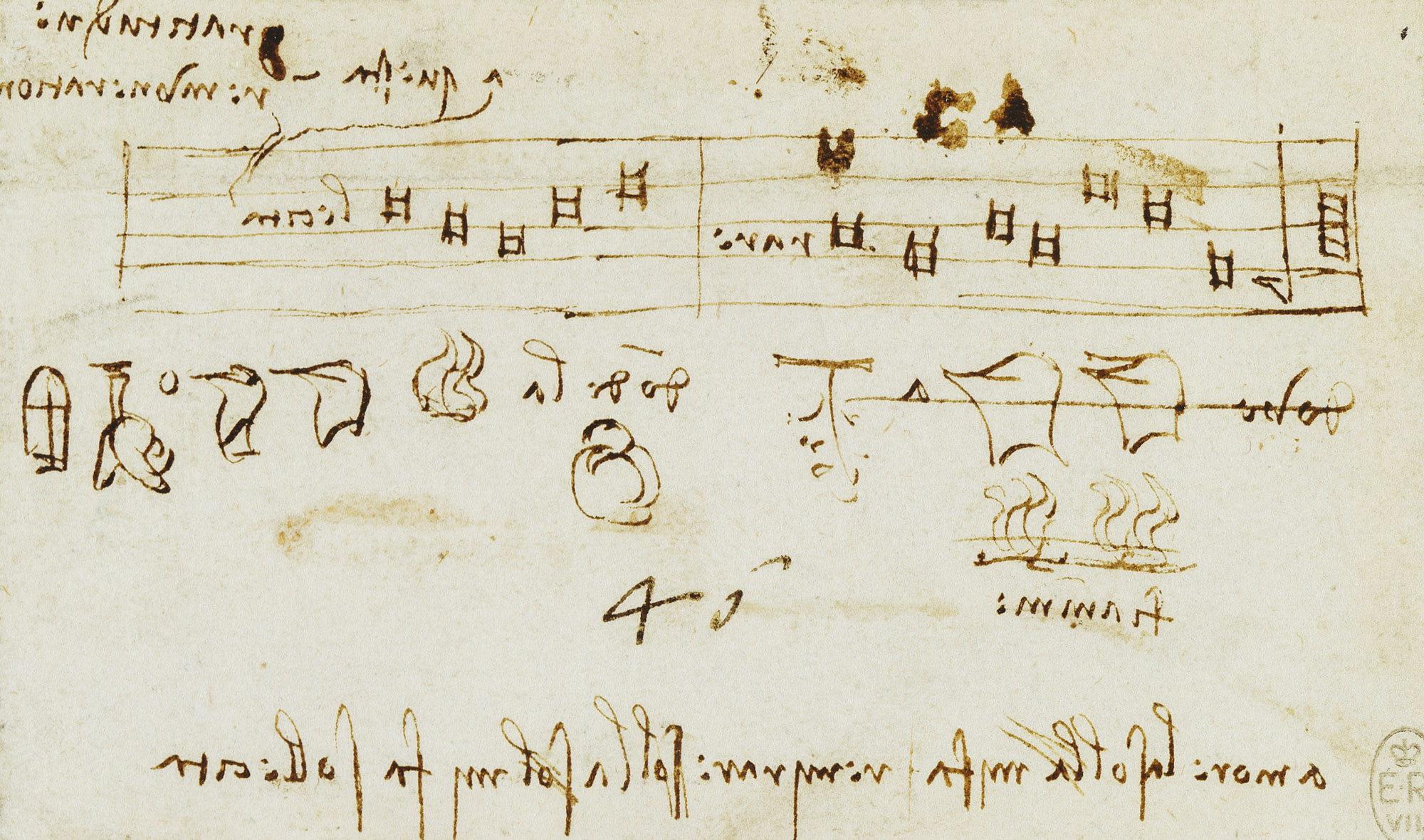
Pictogrammes avec notes de musiques. Vers 1487-1490, Royal Collection - Windsor, no RCIN 912697.

En 1482, Léonard part de Florence pour se rendre à Milan. D'après Giorgio Vasari, il est porteur d'un cadeau de Laurent de Médicis pour Ludovic Sforza : une lyre d'argent en forme de crâne de cheval. Il est probablement accompagné du talentueux musicien Atalante Migliorotti à qui il semble avoir enseigné le maniement de la lyre. Léonard est considéré à l'époque comme un très bon joueur de lyre, maître de musique, inventeur d'instruments et concepteur de fabuleux spectacles tant à la cour de Milan qu'à celle de France. Les dessins d'ingénieur de l'artiste contiennent, en effet, plusieurs études pour tambours et instruments à vent à claviers, violes, flûtes et cornemuses ainsi que des automates et des systèmes hydrauliques pour des machines de théâtre. Ceux-ci visent à en améliorer l'utilisation et l'efficacité et certaines de ses inventions concernant ce domaine sont reprises quelques siècles plus tard. Même si aucune composition musicale n'est connue de Léonard, ses carnets contiennent également plusieurs preuves qu'il maîtrise l'usage des notes. Celles-ci constituent le plus fréquemment d'ingénieuses énigmes ou rébus,,. Paolo Giovo et Giorgio Vasari signalent que Léonard sait très bien chanter en s'accompagnant en particulier de la lira da braccio.

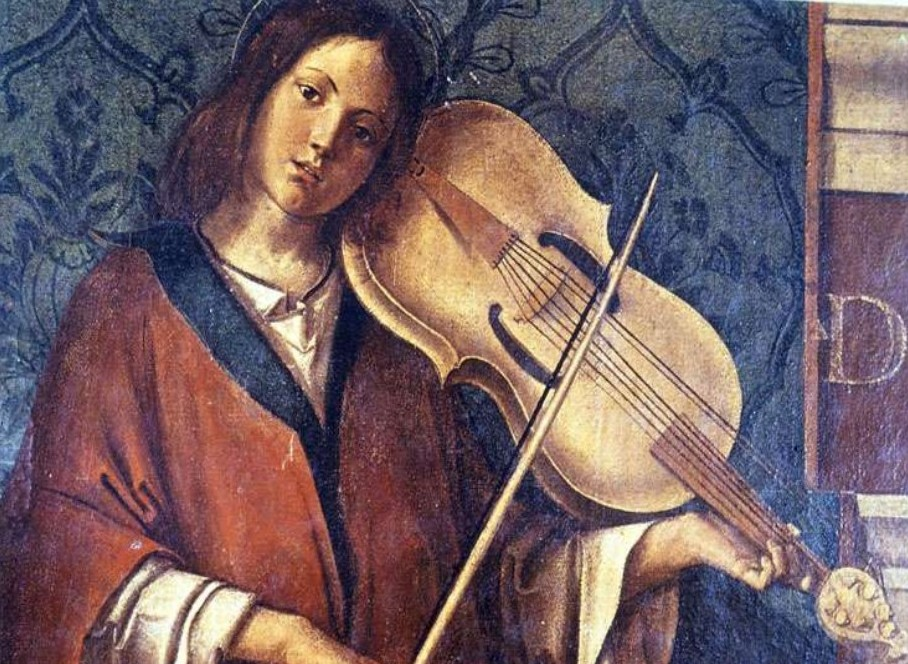
Joueur de lira da braccio, par Bartolomeo Cincani vers 1500.

À la fin du XVe siècle cette combinaison de maîtrises des arts n'est pas vraiment rare dans le métier d'artiste peintre ou sculpteur : même si Léonard s'inscrit parmi les premiers « peintres-musiciens », ces derniers deviennent de plus en plus nombreux et trouvent leur succès social autant dans la musique que dans la peinture. En cette matière, Léonard a ses pairs parmi Andrea del Verrocchio son maître, Le Sodoma, Sebastiano del Piobo ou Rosso Fiorentino.

### L'ingénieur et le scientifique
À la Renaissance, les scientifiques et ingénieurs du XVe siècle perçoivent les limites de leurs domaines : certaines théories scientifiques sont remises en question alors que la démarche scientifique n'est ni théorisée ni fixée et les moyens de rendre compte des recherches et études demeurent textuelles et très peu graphiques,. Néanmoins, s'ils sont capables de percevoir de nouveaux principes, ils ne parviennent pas à s'extraire de l'héritage de leurs prédécesseurs.
Évoluant dans ce cadre, Léonard de Vinci se définit lui-même comme ingénieur, architecte et scientifique : à partir des années 1480, il désire en effet donner à son art un sens scientifique plus fouillé, plus approfondi. Il se lance alors dans une minutieuse étude de la nature et développe ses connaissances sur la géologie, la botanique, l'anatomie, l'expression humaine ou l'optique. Mais alors que ces connaissances sont initialement acquises afin de servir la peinture, elles deviennent progressivement une fin en soi. Il se lance dans la rédaction de plusieurs traités sur notamment l'anatomie et les mouvements de l'eau. Ces notes parfois dotées d'un titre se structurent autour d'un style plus didactique et plus structuré.
Néanmoins, il n'est pas le seul « artiste universel » de son époque. Sont ainsi notamment connus parmi ses plus célèbres devanciers Guido da Vigevano (vers 1280 - après 1349), Konrad Kyeser (1366 - après 1405), Jacomo Fontana (dit « Giovanni ») (1393-1455), Filippo Brunelleschi ( 1377- 1446), Mariano di Jacopo (dit « Taccola » qui s'autoproclame « l'Archimède siennois ») (1382 - vers 1453) et parmi ses contemporains Bonaccorso Ghiberti (1451 - 1516), Giuliano da Sangallo (1445 - 1516) et Francesco di Giorgio Martini (1439 - 1501).

#### Rapport à l'ingénierie et à la science

##### Formation, limites et difficultés

Des rencontres déterminantes palliant les difficultés de Léonard
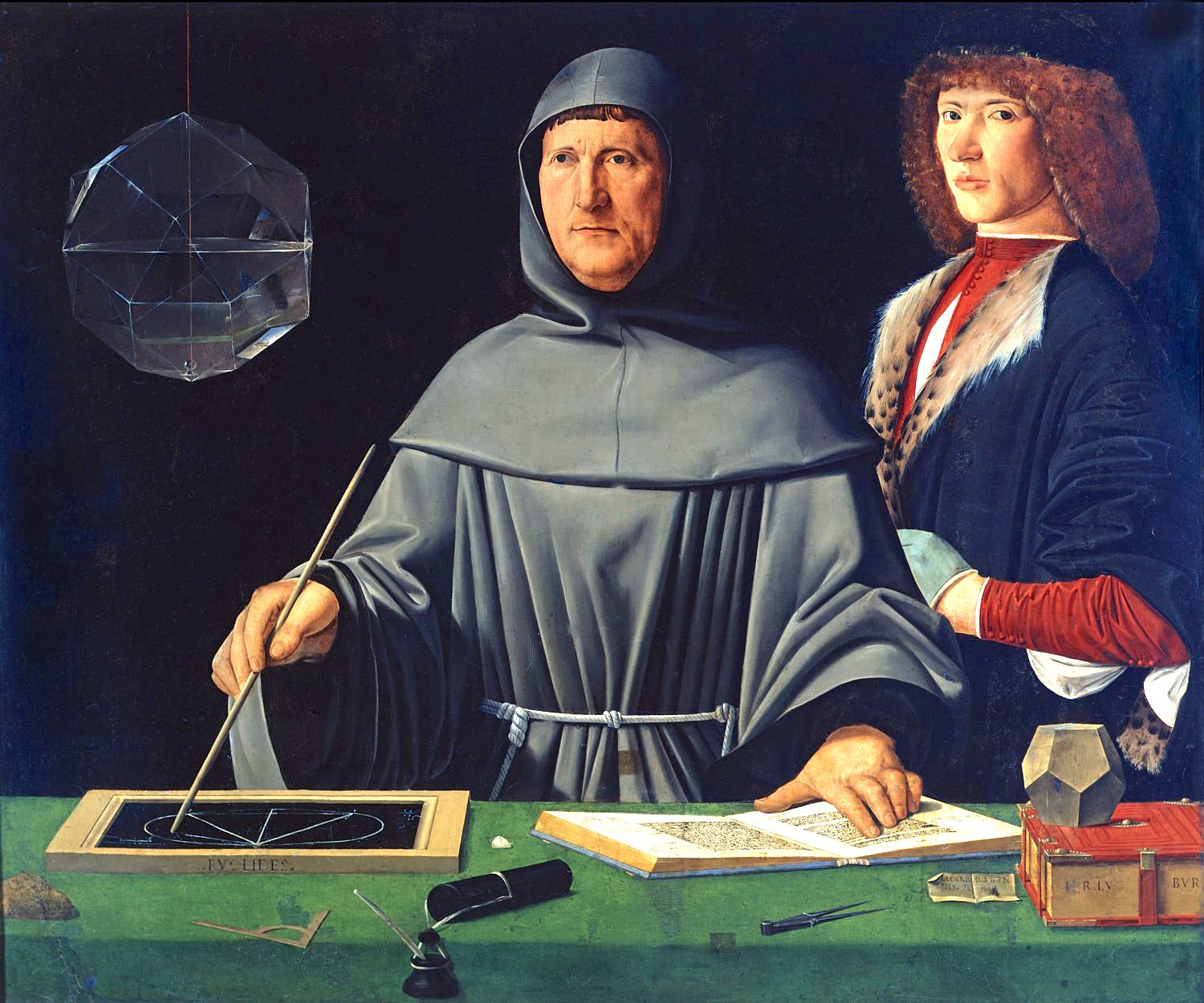
La rencontre avec le mathématicien Luca Pacioli a lieu en 1496 (Jacopo de' Barbari (?), 1495, Naples, musée de Capodimonte, inv. Q 58).
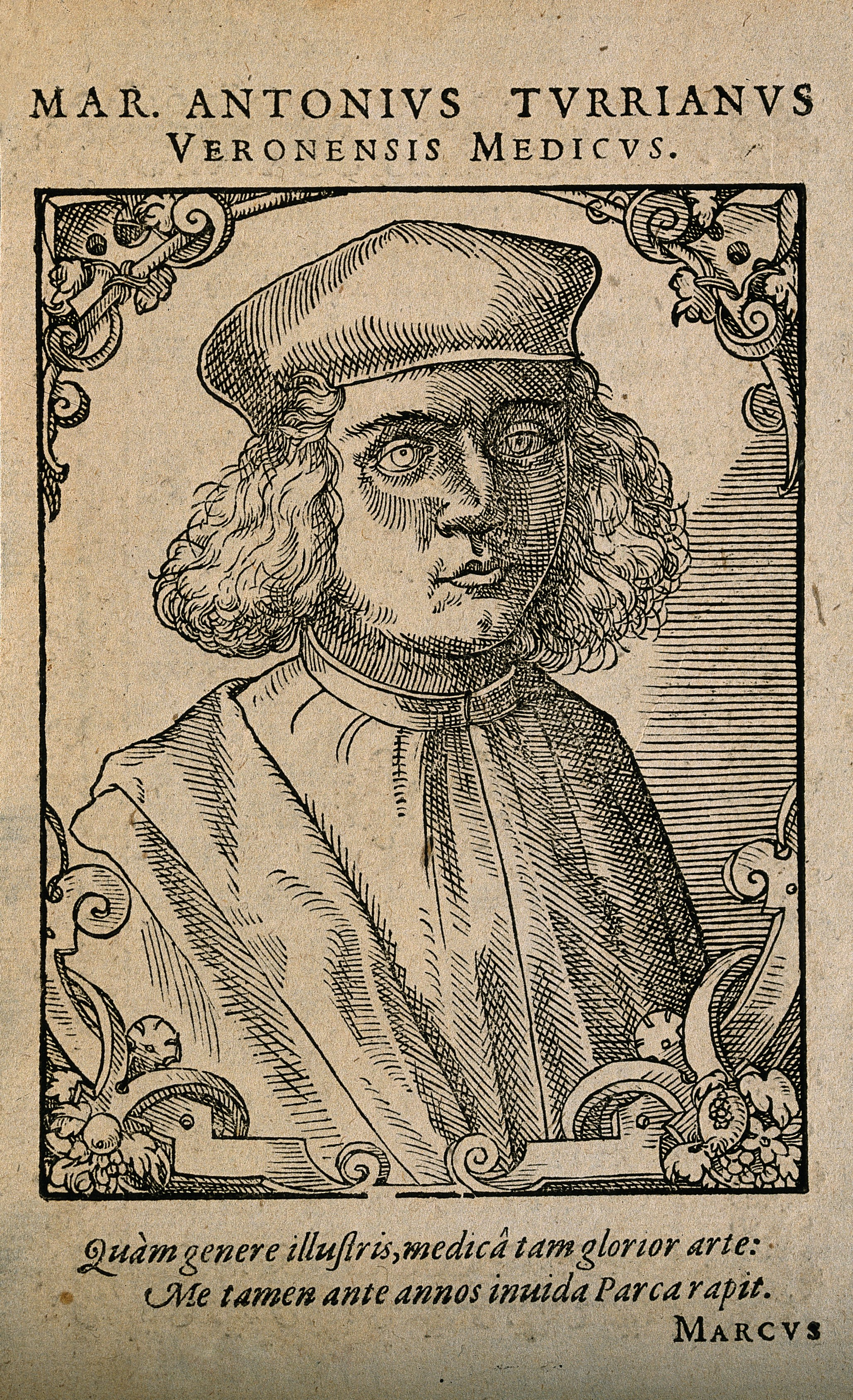
Celle avec l'anatomiste Marcantonio della Torre a lieu vers 1509 (gravure de Tobias Stimmer, 1589).

Léonard de Vinci suit une scolarité dans une scuola d’abaco, c'est-à-dire une école destinée aux futurs commerçants dispensant le savoir strictement nécessaire pour exercer leur activité. Il ne fréquente donc pas une « école latine » dans lesquelles est dispensé l'enseignement des humanités classiques. De fait, il n'étudie ni le grec ni le latin qui, en tant que supports exclusifs à la science, sont pourtant essentiels à l'acquisition des connaissances théoriques scientifiques et surtout sont les supports d'un vocabulaire stable et spécifique. Néanmoins, même s'il reconnaît cette difficulté dans l'accès à la langue latine, Léonard revendique vers la fin de sa vie posséder suffisamment de vocabulaire en langue vernaculaire pour pouvoir se passer de la première : « Je dispose dans ma langue maternelle d'un si grand nombre de mots, que je devrais déplorer mon manque de parfaite compréhension des choses, plutôt que d'un manque d'un vocabulaire nécessaire pour exprimer les concepts de mon esprit ».
La faiblesse de son bagage théorique, notamment en mathématiques, constitue une difficulté pour Léonard,. À terme, ce sera seulement par la fréquentation de spécialistes des domaines qu'il entend investir qu'il pourra progresser : Luca Pacioli en 1496 pour les mathématiques ou Marcantonio della Torre pour l'anatomie par exemple. De plus, faute d'un vocabulaire technique fixe, précis et adapté, il perd autant de traits de concept, ce qui limite certains de ses raisonnements. De la même manière, son absence de maîtrise du latin lui interdit un accès direct aux ouvrages scientifiques, ceux-ci étant pour la plupart écrits dans cette langue.

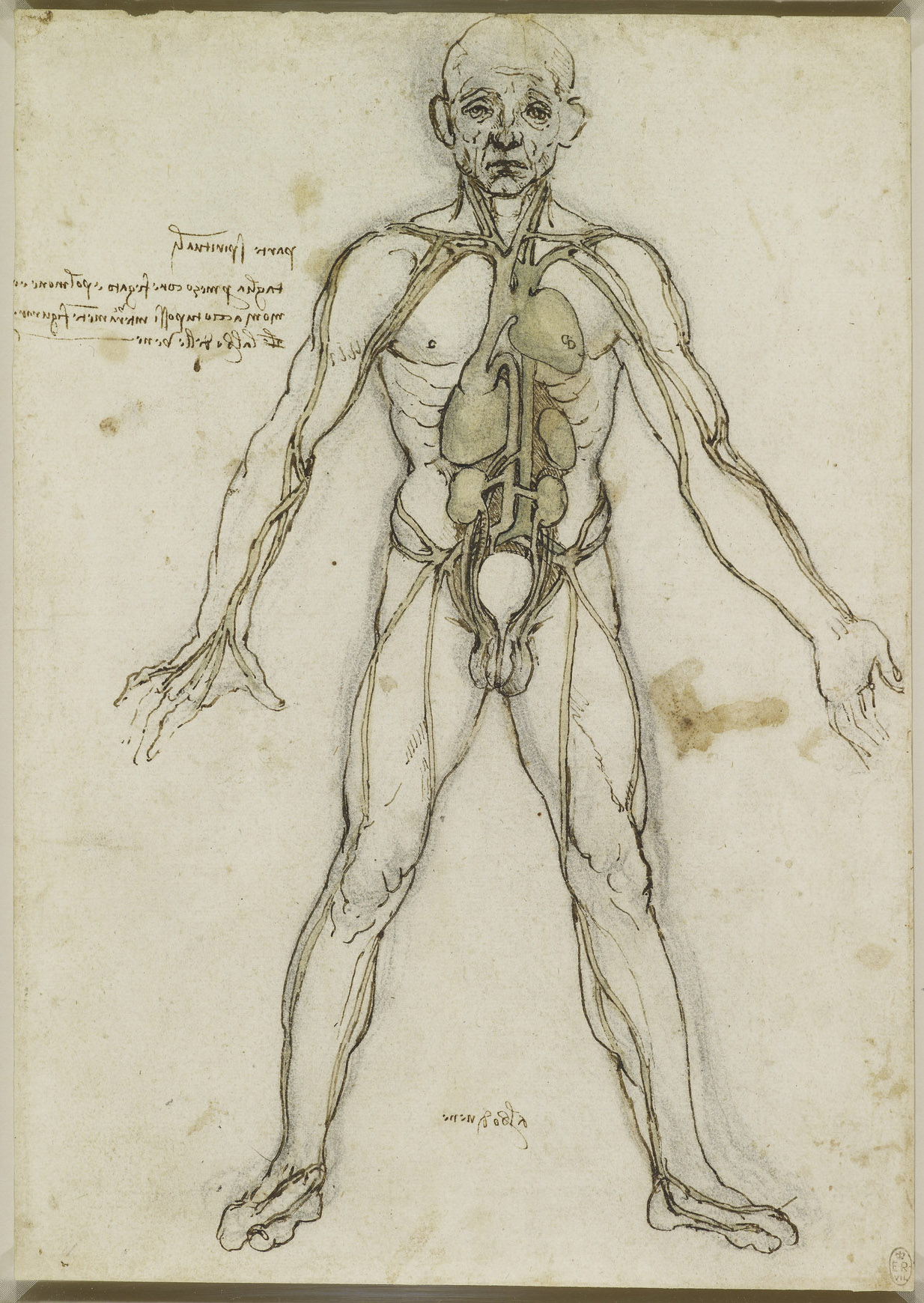
Ce premier dessin anatomique répertorié du maître mêle croyances traditionnelles, observations issues de dissections d'animaux et spéculation pure. Vers 1485-1490, Royal Collection - Windsor, no ref. RCIN 912597.

Son absence de formation universitaire se ressent enfin dans l'absence dans ses recherches de toute méthodologie structurée et cohérente, une absence corrélée avec une difficulté à choisir entre une approche systématique de son sujet d'étude et une approche empirique. Or c'est notamment grâce à la fréquentation de spécialistes qu'il parvient à trouver un équilibre entre la description du détail et la vision d'ensemble de son sujet d'étude.
Léonard de Vinci entre vers 1464 à l'âge d'environ 12 ans en apprentissage dans l'atelier d'Andrea del Verrocchio où il reçoit une formation multidisciplinaire qui réunit l'art, la science et la technique et où les techniques de dessin sont couramment combinées avec l’étude de l’anatomie superficielle et la mécanique.
C'est ainsi que ses recherches sont souvent traitées de manière transdisciplinaire : son sujet est envisagé sous toutes ses manifestations, et il ne s'arrête pas au simple savoir des ingénieurs mais désire y ajouter des réflexions théoriques issues des sciences mathématiques et de la philosophie. Cette démarche issue de sa formation autodidacte et pluridisciplinaire le distingue alors des ingénieurs qui lui sont contemporains.
« Homme sans lettres », comme il se définit lui-même, Léonard montre dans ses écrits colère et incompréhension devant le mépris dont il fait l'objet par les docteurs en raison de son absence de formation universitaire. En réaction, Léonard devient libre penseur, adversaire de la pensée traditionnelle et se présente plutôt volontiers comme un disciple de l’expérience et de l’expérimentation. Ainsi, son absence de formation universitaire est paradoxalement ce qui le libère des connaissances et méthodes figées de son temps. C'est ainsi qu'il réalise une vraie synthèse entre savoir théorique de son temps et observations issues de la pratique de l'ingénieur. De fait, la science de Léonard est fondée sur la puissance de l'observation.
Homme de son temps, Léonard de Vinci reprend à son compte l'héritage antique, médiéval et de ses devanciers ingénieurs et scientifiques du Quattrocento comme le montrent ses premières représentations anatomiques humaines mêlant croyances traditionnelles, observations issues de dissections d'animaux et spéculation pure,. Souvent incapable de se démarquer des théories scientifiques de son époque, il tente de concilier ses découvertes novatrices avec la tradition de son temps. Il finit parfois même par ne dessiner que ce qu'il s'attend à voir au lieu de ce qu'il voit. De fait, ses notes scientifiques donnent parfois « un sentiment diffus d'impasse » : ainsi, concernant le cœur, « limité à la fois dans ses expérimentations directes et par la physiologie du cœur admise de son temps, il sembl[e] condamné à décrire toujours plus en détail le passage du sang à travers les valves. C'est à ce moment-là que son travail d'anatomiste paraît avoir pris fin ».
Enfin, le travail de Léonard est le reflet de sa personnalité profonde : à l'instar de sa production picturale, son travail scientifique et technique est marqué par l'inachèvement. C'est ainsi que les différents traités qu'il ambitionne d'écrire (anatomie, mécanique, architecture, hydraulique, etc.) demeurent systématiquement à l'état de projet,,,.

##### Les apports de Léonard de Vinci

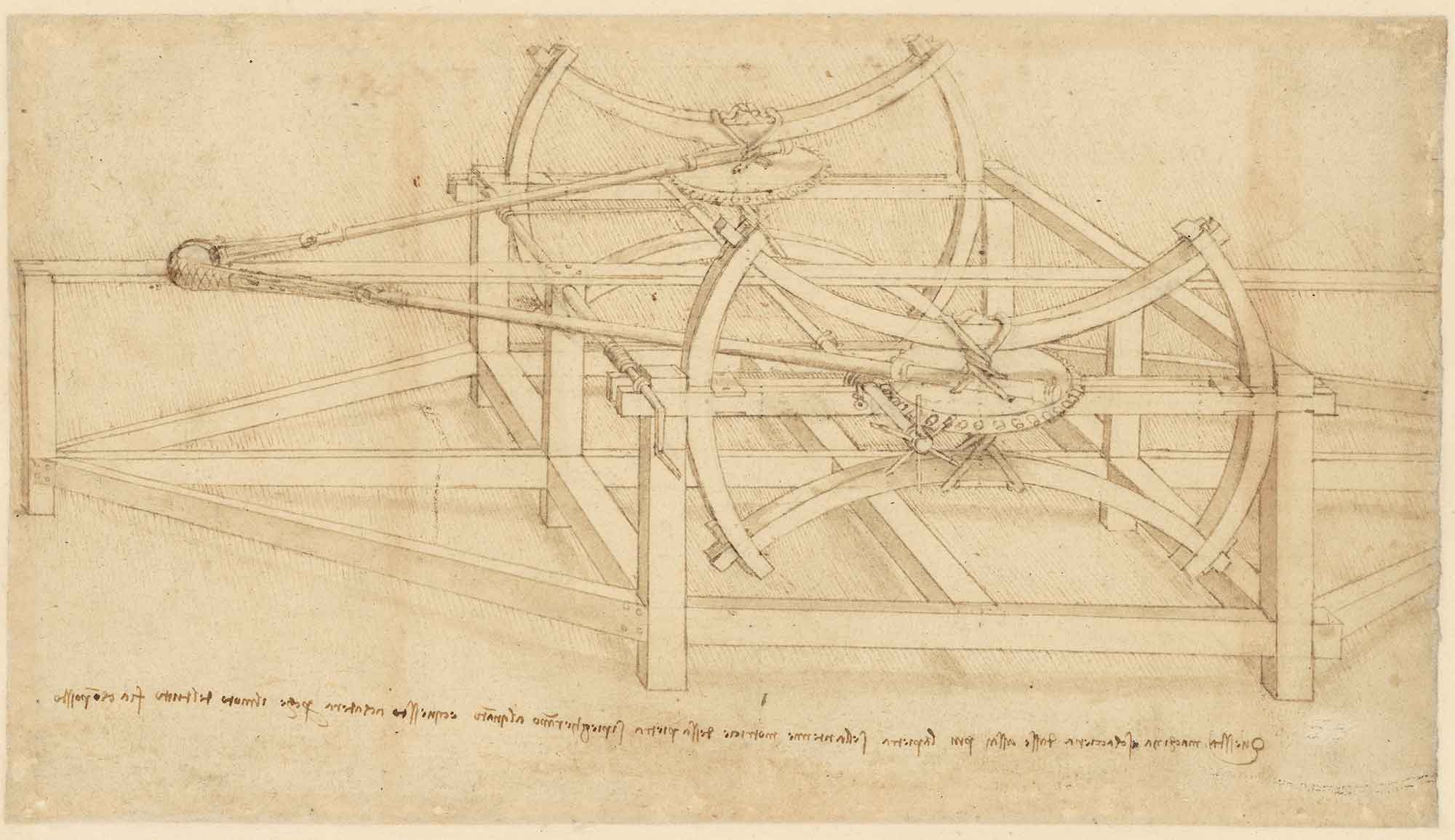
Le dessin technique de Léonard, précis et pointu, est un apport certain du maître pour l'ingénierie. Codex Atlanticus, Milan, Bibliothèque Ambrosienne, no folio 145.

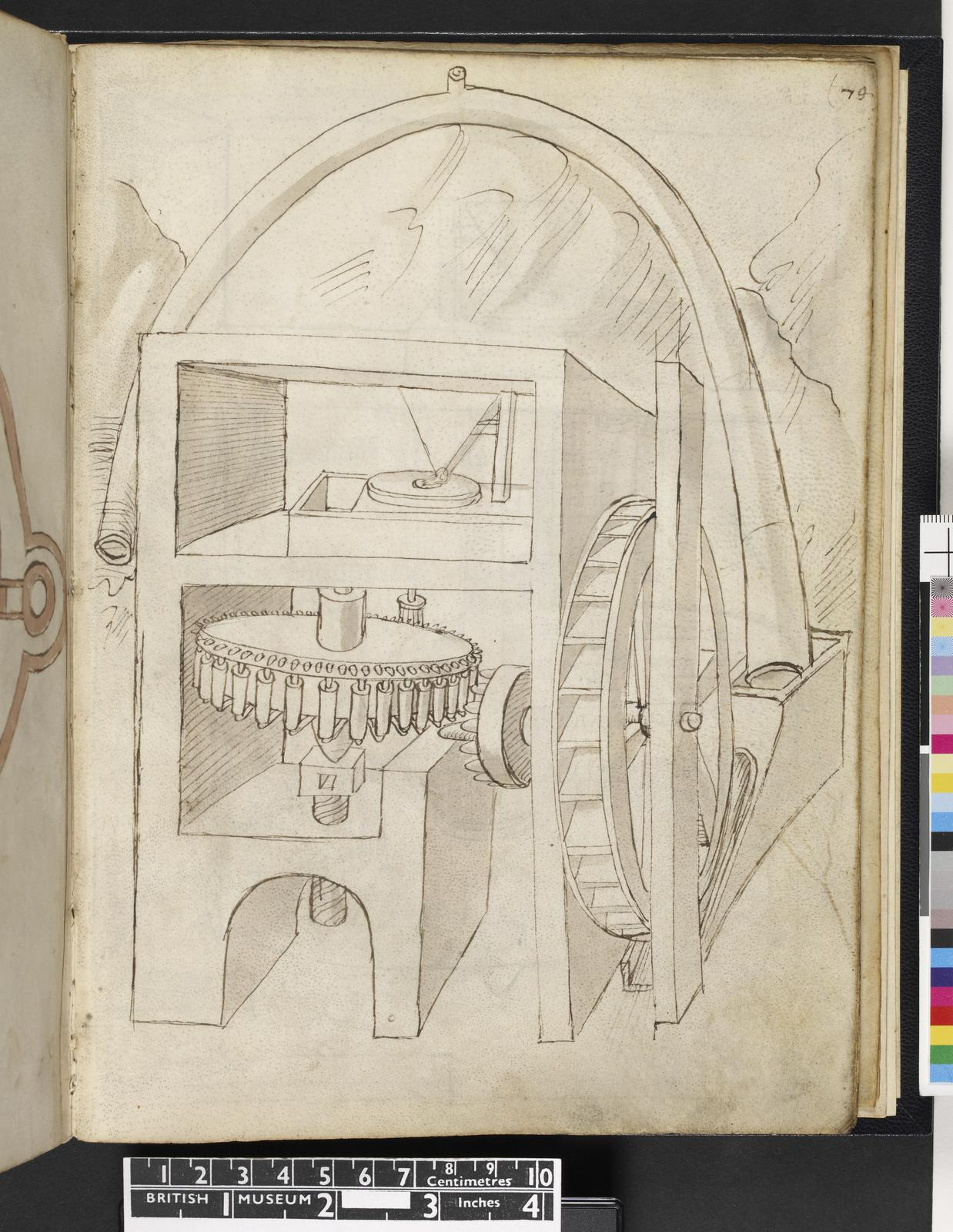
Les dessins techniques d'ingénieurs renommés sont considérés comme plus malhabiles. Francesco di Giorgio Martini, Opusculum de architectura, 1474-1482, Londres, British Museum, no inv.1947,0117.2.76.r.

##### Anatomie humaine et comparée

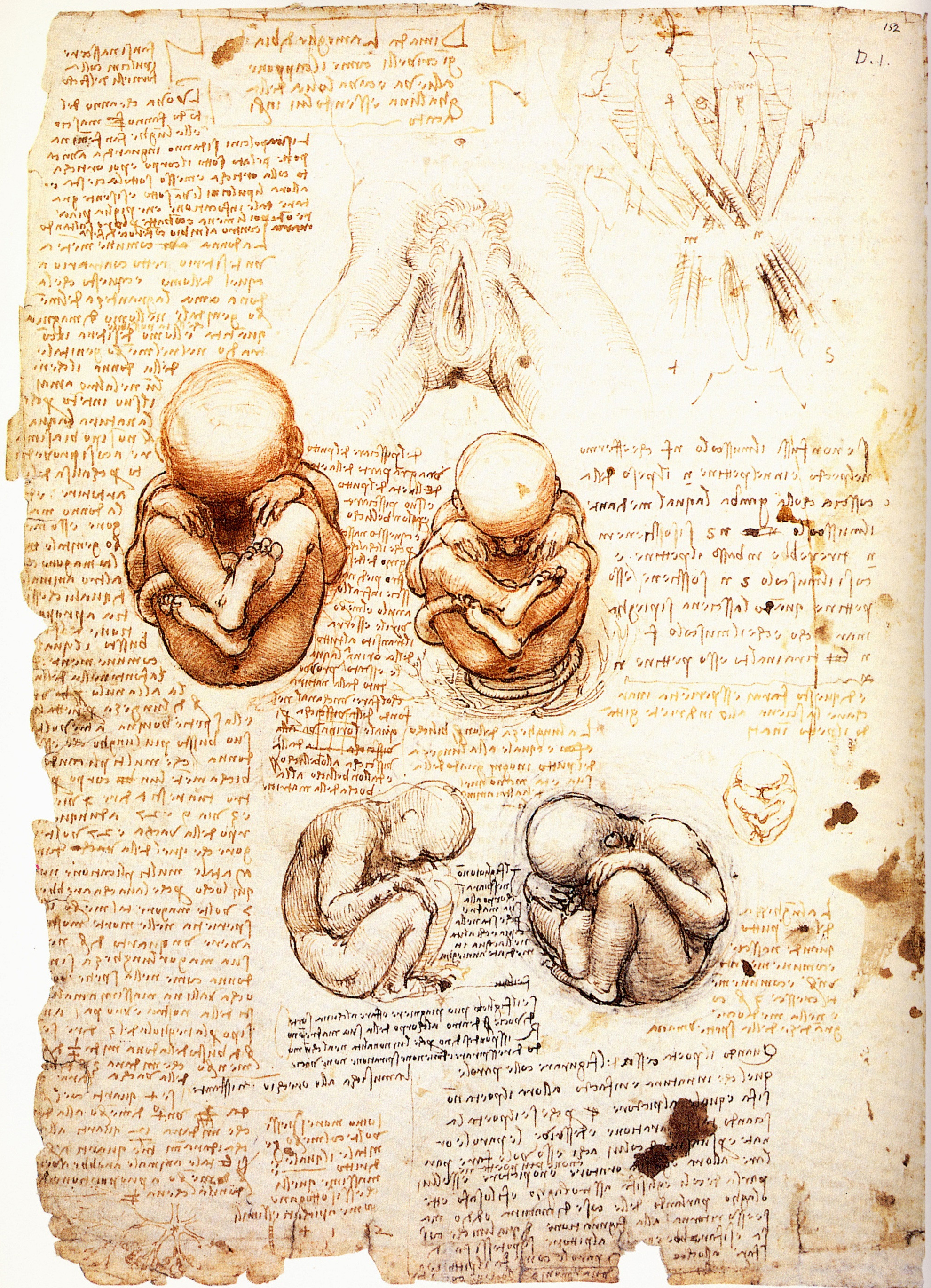
Étude sur l'embryon humain, 1510-1513, Royal Collection - Windsor, no RCIN 19101r

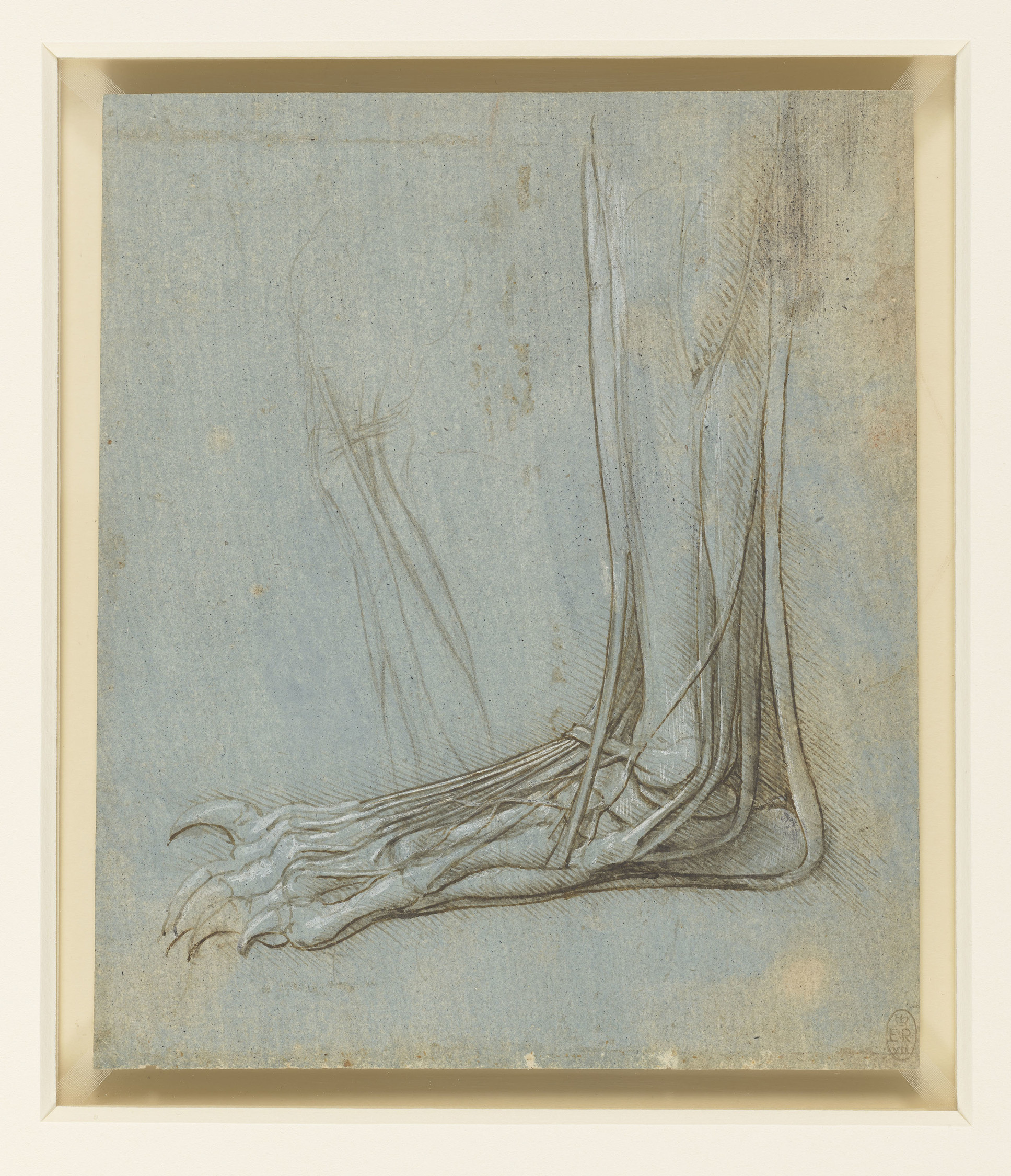
Dans l'Anatomie d'un pied d'ours, la comparaison avec un pied humain est évidente. Vers 1488-1490, Royal Collection - Windsor, no ref RCIN 912372.

##### Optique

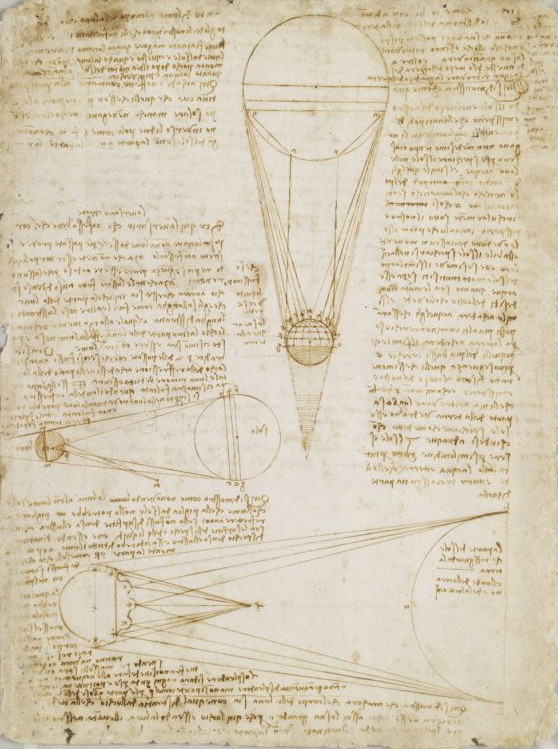
Études de la réflexion de la lumière du Soleil sur la Lune, Codex Leicester, 1506-1510. Seattle Art Museum - Seattle.

##### Botanique

Études de fleurs, vers 1503, Galeries de l'Académie - Venise, no ref WGA12851.

##### Géologie

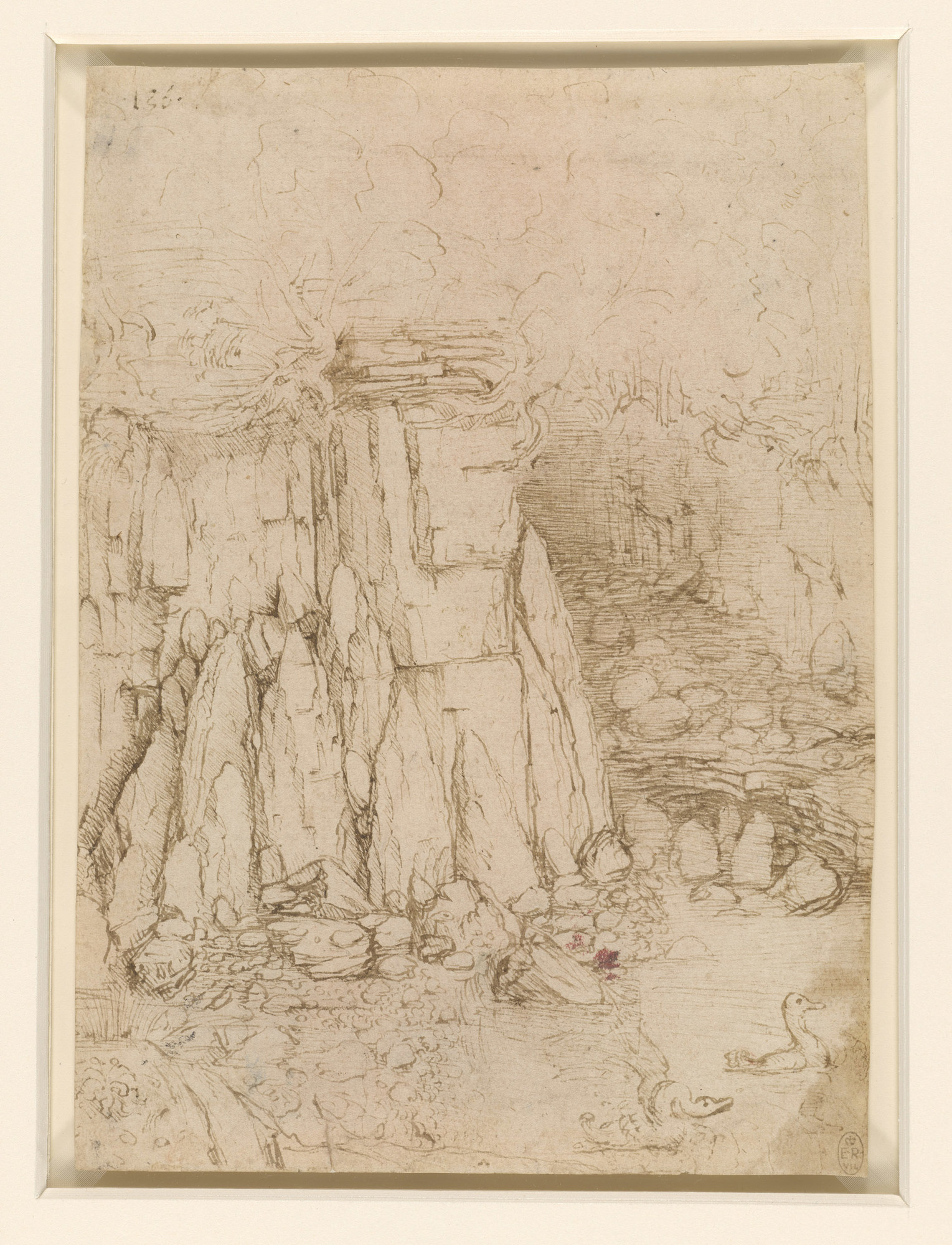
Un ravin, vers 1482-1485, Royal Collection - Windsor, no ref RCIN 912395.